# Памятники Ульяновска

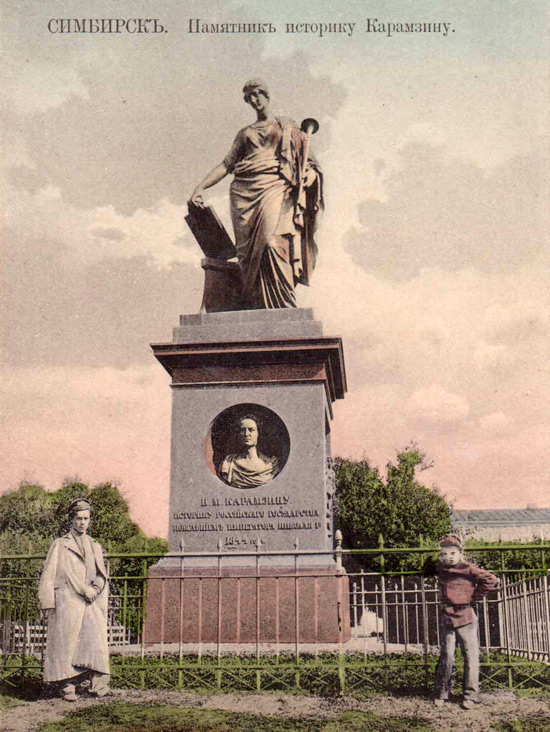
Открытка XIX в.: Памятник Н. М. Карамзину (1845) — символ Ульяновска.

Памятники Ульяновска — памятники, установленные в городе Ульяновск.

## История
Первым памятником по увековечиванию выдающихся людей Симбирска-Ульяновска началось с памятника Н. М. Карамзину, установленный 22 августа 1845 года — один из первых памятников России.
Следующим увековечением памяти стала мемориальная доска И. А. Гончарову, была установлена 16 сентября 1907 году, на доме, где родился писатель. А 18 июня 1912 года, к его 100-летнему юбилею, была открыта Мемориальная беседка Гончарова.

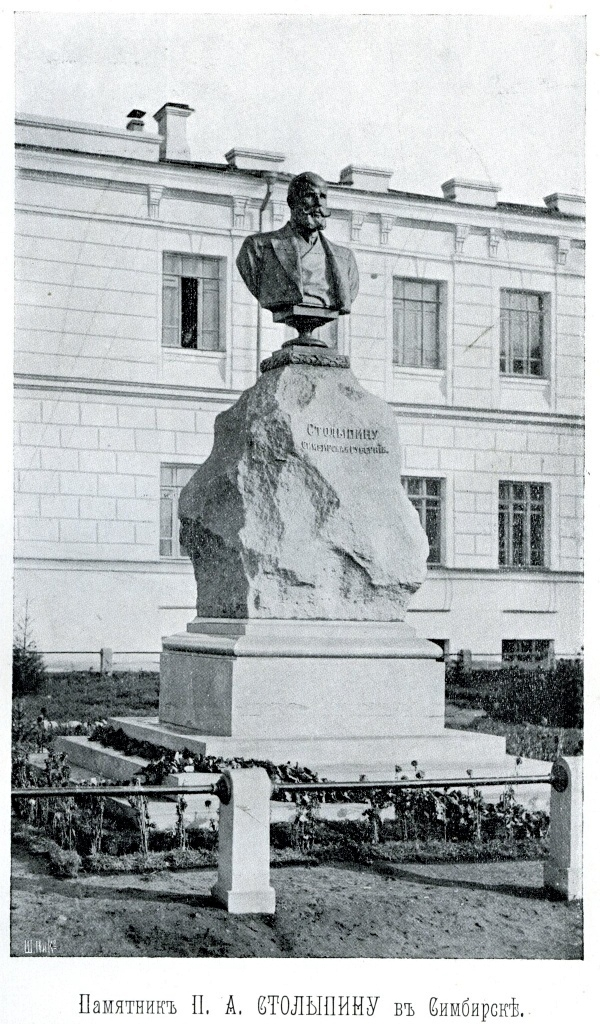
Памятник Петру Столыпину (1913, снесён в 1917 г.).

14 (1) сентября 1913 года у Дворянского собрания (ныне Карамзинская общественная библиотека) в Симбирске был установлен Памятник Петру Столыпину, работы итальянского скульптора Этторе Ксименеса. В марте 1917 года бюст был снят с пьедестала, а в 1948 году на его пьедестал был водружён Бюст И. А. Гончарова.
В 1913 году было начато строительство Дом-памятник Гончарову, закончено в 1916 году (не полностью).
6 октября 1916 года статуя императору Александру II была торжественно освящена и установлена на пьедестал. Автором скульптуры царя-освободителя стал выдающийся русский скульптор Александр Михайлович Опекушин (1838—1923). На зиму незавершённый памятник был закрыт деревянным футляром. Работы предполагали закончить в апреле 1917 года, но в марте 1917 года в Симбирске, в связи со свержением царизма, скульптуры Александра II и Столыпина были сброшены с пьедесталов. Ныне на этом месте стоит памятник утраченным храмам Симбирска.
7 ноября 1921 года был открыт Памятник Карлу Марксу.
7 ноября 1927 года на бульваре Новый Венец, в память об освобождении Симбирска от белогвардейцев был открыт обелиск «Погибшим в боях за Симбирск 12.09.1918 г.», а 12.09.1968 г. зажжён Вечный огонь.
В 1940 году на площади В. И. Ленина, ныне Соборная площадь, был открыт Памятник В. И. Ленину, который стал символом города.
С 1942 года по октябрь 1946 года на станции Ульяновск-1 в эвакуации находился «Траурный поезд В. И. Ленина» — паровоз «У-127» и багажный вагон.
В 1948 году, в год 300-летия основания Симбирска, на освободившемся постаменте, был установлен Бюст И. А. Гончарова.
В 1950-х годах в городе были установлены памятники: «Владимир Ульянов — гимназист» скульптора В. Е. Цигаля, арх. М. А. Готлиб у ж/д станции Ульяновск I, к 300-летию воссоединения Украины с Россией — памятник Богдану Хмельницкому (1954), памятник И. Н. Ульянову (1957, скульптор М. Манизер, арх. И. Е. Рожин, ул. 12-е сентября), памятник В. Дееву (1958, на Нижней Террасе, перенесено в 1995 г. к Гимназии № 44).
В 1960-х годах были установлены памятники: Монумент и стела «Войнам-володарцам погибшим в Великую Отечественную войну» (1965, у школы № 5), Памятник И. А. Гончарову (1965, скульптор Л. М. Писаревский).
В 1970-х годах, в связи 100-летнего юбилея В. И. Ленину были установлены памятники: Бюст И. Н. Ульянову (26.07.1971 г., ск-р А. И. Клюев, арх. Н. Н. Медведев, бульвар Новый Венец), Бюст Володи Ульянова (1971, во дворе школы № 1), скульптура «Юность» (1970, Дворец пионеров и школьников), скульптурная группа «Памятник М. А. Ульянова с сыном Володей» (открыт в 16.04.1970 г., пл. Ленина). К 30-летию Победе был воздвигнут Обелиск «30 лет Победы» с Мемориалом погибшим в годы Великой Отечественной войны 1941—1945 гг." (открыт 9.05.1975 г., площадь 30-летия Победы). Памятник танкистам-ульяновцам (открыт 8.05.1975, у Парка Победы). Памятник Нариману Нариманову (1977, п-т Нариманова).
В 1980-х годах были установлены памятники: памятник паровозу серии Л-3291 «Победа» (7.05.1989, на ул. Локомотивной), Памятник Г. Д. Гаю (1986, худ-к Сурен Казарян, на пр-те Гая). К 40-летию Победы на площади 30-летия Победы была увеличена высота Обелиска Славы, которая стала 47 метров, установлена и скульптурная группа «Гвардейское знамя», а также изменена площадка с чашей у Вечного огня.
В 1990-х годах были возведены: Обелиск «В ознаменование 50-летия Победы в Великой Отечественной войне» (Новый город) и мемориальный комплекс войнам-афганцам (открыт в 24.06.1995 г., ск-р О. А. Клюев и ар-р В. П. Сергиенко, на площади 30-летия Победы). 5 мая 1999 года рядом с мемкомплексом открыли памятную композицию (тех же авторов) с именами бойцов, погибших и пропавших без вести во время вооружённых конфликтов в Чеченской Республике и на локальных войнах.
Массово же устанавливать памятники и особенно жанровую городскую скульптуру по всему городу стали возводить с начала 2000-х годов.
С 2006 года в городе проходит фестиваль кузнечного дела «Поющий металл».
С 2009 года в Ульяновске проходят конкурсы «Симпозиум скульпторов».
В 2018 году в парке «Победа» открыли памятник адмиралу Ушакову и установили другие памятники.
23.06.2023 года, у ДС Волга-Спорт-Арена, установили памятник русскому хоккею — Рушкину Анатолию Григорьевичу.
12 сентября 2024 года в сквере юристов на улице Карла Маркса был заложен камень на месте будущего памятника юристу А. Ф. Кони.
В сентябре 2024 года завершилась установка восьми статуэток Колобков-гидов, рассказывающих об истории Ульяновского края.

## Перечень
- Памятники, связанные с именем И. А. Гончарова;
- Дом-памятник Гончарову (открыт в 1915 г., арх. А. А. Шодэ);
- Памятник В. И. Ленину[7] (открыт в 1940 г., ск-р М. Г. Манизер, Соборная площадь);
- Памятник «Ульянов-гимназист» (открыт в 1954 г. ск-р В. Е. Цигаль, у старого ж/д вокзала Ульяновск I)[10];
- Памятник И. Н. Ульянову (1957 г., ск-р М. Манизер, на ул. 12-е сентября);
- Бюст И. Н. Ульянову (26.07.1971 г., ск-р А. И. Клюев, арх. Н. Н. Медведев, бульвар Новый Венец);
- Скульптурная группа «Памятник М. А. Ульянова с сыном Володей» (открыт в 16.04.1970 г., пл. Ленина)[35];
- Бюст Володи Ульянова (1971, во дворе школы № 1);
- Обелиск погибшим в годы Гражданской войны (открыт 7.11.1927 г., арх-р инж-р Ф. Е. Вольсов, бульвар Новый Венец, 12.09.1968 г. зажжён Вечный огонь);
- Памятник И. А. Гончарову (1965);

Обелиск «30 лет Победы».

- Обелиск «30 лет Победы».Обелиск «30 лет Победы» и Мемориал «Воинам-ульяновцам, погибшим в годы Великой Отечественной войны 1941—1945 гг.» (открыт 9.05.1975 г., на Площади 30-летия Победы);
- Памятник танкистам-ульяновцам (открыт 8.05.1975, у Парка Победы);
- Мемориальный комплекс войнам-афганцам (открыт 24.06.1995 г., площадь 30-летия Победы)[36][37];
- Памятник «Скорбящая мать» (11.12.2015, площадь 30-летия Победы)[38];
- Аллея пионеров-героев (8.05.2015 г., ул. Минаева).
- Памятник детям войны (04.2015, на пл. 30-летия Победы);
- Памятник «Взрослым и детям, убитым, замученным в плену и пропавшим без вести» (2005, пл. 30-летия Победы);
- Памятник Юность (1970, Дворец пионеров и школьников, ул. Минаева)[39][40][41][42][43];
- Памятник А. С. Пушкину (12.06.2005, арх-р З. К. Церетели, у «Дом Языковых»)[44];
- Памятник Александру Матросову (в детском парке им. Матросова);
- Памятник основателю Симбирска Богдану Хитрово (ск-р Клюев О. А., бульвар Новый Венец);
- Памятник утраченным храмам Симбирска (5.10.2006 г., ул. Гончарова), установлен на месте снесённого в 10.1918 г. Памятник императору Александру II[45];
- Памятник Влюблённым (12.09.2019, (бульвар Новый Венец)[46];
- Скульптура «Симбирская семья» (ул. Ленина);
- Памятник «Мальчик-глашатай» («Мальчик-разносчик газет») (открыт 01.2013 г., ул. Ленина, 73);
- Памятник «Мальчику-трубочисту» (открыт 01.2013 г., ул. Ленина, 43);
- Памятник «Городовой» (12.2009 г.);
- Памятник ветеранам и выпускникам УВВТУ (ул. Карла Маркса);
- Памятник «На страже правопорядка» (ул. К. Маркса);
- Памятник «Дороги Великой Победы» (ул. Железнодорожная);
- Памятник «Морякам, речникам и юнгам флота, защитникам морских и речных рубежей России в годы ВОВ 1941—1945 гг.» (2000, Ульяновский речной порт)[47];
- Памятник Строителям (ул. 3-го Интернационала, парк Строителям);
- Памятник Петру и Февронии (5.07.2009, с-р Клюев О. А., Университетская набережная рядом с УлГУ);
- Памятник Доброте (Символ мира и доброты «Одуванчик») (3.09.2018, бульвар Новый Венец);
- Памятник «Дерево влюблённых» (2011, набережная р. Свияги);
- Памятник «Яблоня-Дерево Жизни» (2011, набережная р. Свияги);
- Памятник «Халяве»(2012);
- Памятник «Поэзия» (2011, набережная р. Свияги);
- Памятник «Цирк» (2011, набережная р. Свияги);
- Памятник «Ангел» (2011, набережная р. Свияги);
- Памятник «Эпос»; (2011, набережная р. Свияги)
- Памятник «Мальчик с дудочкой» (2011, набережная р. Свияги);
- Памятник «Муки творчества» (2011, набережная р. Свияги);
- Памятник «Все возможно» (2011, набережная р. Свияги);
- Памятник медработнику (2017, ул. Кирова);
- Памятник «Якорь» (2005, ул. 3-го Интернационала);
- Памятник В. Чкалову (ул. Крымова);
- Памятный знак Аблукову А. М. (ул. Аблукова);
- Памятник учителю (ул. Спасская);
- Памятник продавцу;
- Памятник курсантам-связистам-ульяновцам (ул. Тухачевского);
- Памятник Орджоникидзе (ул. Тухачевского, на территории УВВУС);
- Памятник Колобку (2011, ул. Урицкого);
- Памятник Карамзину Н. М. (1845, сквер Карамзина);
- Памятник Карлу Марксу (7.11.1921, ск-р С. Д. Меркуров, арх-р В. А. Щуко);
- Памятник букве «Ё» (4.09.2005 г., бульвар Новый Венец);
- Памятник Гимову М. А. (10.11.2005, у здания Педуниверситета);
- Памятник жертвам политических репрессий (30.10.2005, арх-р И. Смиркин, ул. Железной дивизии);
- Памятник вездеходу УАЗ-469 (у здания УАЗ);
- Памятник Симбирской «нулевой» версте (возле здания телеграфа, ул. Гончарова);
- Памятник камню Симбирциту (2005, ул. Спасская)[48];
- Памятник Героям Советского Союза — работникам училища, участникам Великой Отечественной войны.
- Памятник самолёту-герою, самолёту первоначальной подготовки Як-18 (на территории УИГА).
- Памятник самолёт Як-52 и стела — лётчикам-Героям Ульяновской школы пилотов (2012, ул. Западный бульвар);
- Памятник паровозу серии Л-3291 «Победа» (7.05.1989, на ул. Локомотивной);
- Памятник ЗИС-5 (ул. Трудовая);
- Памятник Фильченкову Н. Д. (ул. Академика Сахарова);
- Памятник-бюст Дееву В. Н. (1958, в 1985 г. перенесён к Гимназии № 44);
- Памятник Михайлову Ф. М. (ул. Вр. Михайлова);
- Обелиск «Солдатам Победы 1941—1945 гг.» и Аллея героям-володарцам с памятниками: Аверьянову И. В., Дееву В. Н., Бурмистрову И. Н., Субботину В. С., Кротову Б. А. (2016, в Саду им. 1-го Мая);
- Памятник погибшим воинам-володарцам (Монумент и стела «Воинам-володарцам погибшим в Великую Отечественную войну») (1967, у школы № 5);
- Памятник Карбышеву Д. М. (ул. Карбышева);
- Обелиск «50 лет Победы» (1995, пл. «50-летия Победы в ВОВ», Новый город);
- Памятник «Создателям авиации и авиаторам России» (п-т Туполева);
- Памятный знак А. Н. Туполеву (2008, п-т Туполева);
- Памятник «Землякам-заволжцам» (9.05.2008, Новый город);
- Памятник «Героям афганской и чеченской войн» (ул. Карбышева);
- Памятник Эрьзе С. Д. (п-т Ленинского комсомола);
- Памятник Сысцову А. С. (Новый город);
- Памятник В. М. Леонтьевой (ул. Гончарова);
- Памятник И. Я. Яковлеву (ул. 12-е сентября);
- Памятник Кул Гали (2008, п-т Нариманова);
- Памятник ложке «Человек-продукт»;
- Памятник Дмитрию Разумовскому (пл. 100-летия В. И. Ленина);
- Фонтан-памятник «Симбирский водовоз» (ул. Островского);
- Ветровой орган (2006, пл. Ленина, у Областной филармонии);
- Памятник Героям Советского Союза — работникам училища (УВАУГА), участникам ВОВ. (8.09.2011 г. На территории УВАУГА)[49];
- Фонарь-памятник первому электрическому фонарю;
- Памятник А. В. Суворову (24.11.2011, ск-р Клюев О. А., ул. Спасская);
- «Дерево влюблённых» (2011, гостиница «Венец», ул. Советская, 19/9)[50];
- Памятник Василию Филипповичу Маргелову (Новый город);
- Памятник Нариману Нариманову (1977, п-т Нариманова);
- Памятник Аркадию Пластову (31.01.2003, бульвар Пластова);
- Памятник Г. Д. Гаю (1986, худ-к Сурен Казарян, на пр-те Гая);
- Памятник Полбину И. С. (ул. Полбина);
- «Мостик влюбленных», (12.06.2006 г., арх. Сергей Гагушкин, гостиница «Венец», ул. Советская, 19/9)[51];
- Памятник Богдану Хмельницкому (1954);
- Памятник Гейдару Алиеву (2009, ул Кузоватовская)[52];
- Мемориал погибшим при исполнении долга (Александорвская ул.);
- Памятник-крест утраченным храмам Симбирска (2008, ул. Гончарова)[53][54];
- Памятник Святому Андрею Блаженному (15.02.2015, ск-р И. Смиркин, на территории Спасо-Вознесенского кафедрального собора);
- «Памятный Крест» и фрагмент пролёта старого моста жертвам трагедии 1983 года (5.06.2008, на контрбанкете[55] Императорского моста)[56];
- Самолёт-памятник Як-18Т (06.05.2016, лицей № 90, Новый Город)[57];
- Памятник «Подвигам шофёров всех поколений» (8.09.2019, Димитровградское шоссе);
- Памятник С. А. Есенину (25.09.2019, ск-р Бичуков А. А., ул. Льва Толстого, 51)[58]
- Скульптурная композиция «Первый электрический фонарь» (2013, возле здания УльГЭС, ул. Минаева);
- Памятник М. Ю. Лермонтову — открыт 22 октября 2020 года в сквере домов по улице Льва Толстого, 85-89[59];
- Памятник Монахиням-жертвам политических репрессий (ул. К. Маркса / ул. Дворцовая);
- Памятный знак в память о Святейшем Патриархе Сергии (20.05.2015)[60];
- 21 июня 2018 года возле старого ж/д вокзала члены ульяновского мотоклуба «Ночные волки» открыли памятный знак «Дороги Великой Победы»;
- Памятный знак — Пограничникам Всех поколений (2017, парк Прибрежный);
- Памятный знак — Воинам Всех поколений (2019, парк Прибрежный);
- 26 ноября 2019 года, в Ульяновске был открыт памятный камень — в честь строителей президентского моста через Волгу — в десятую годовщину его открытия[61].
- 25 августа 2021 года состоялось торжественное открытие памятника мостостроителям[62][63].
- Монумент «40 лет ВЛКСМ»

## Памятники

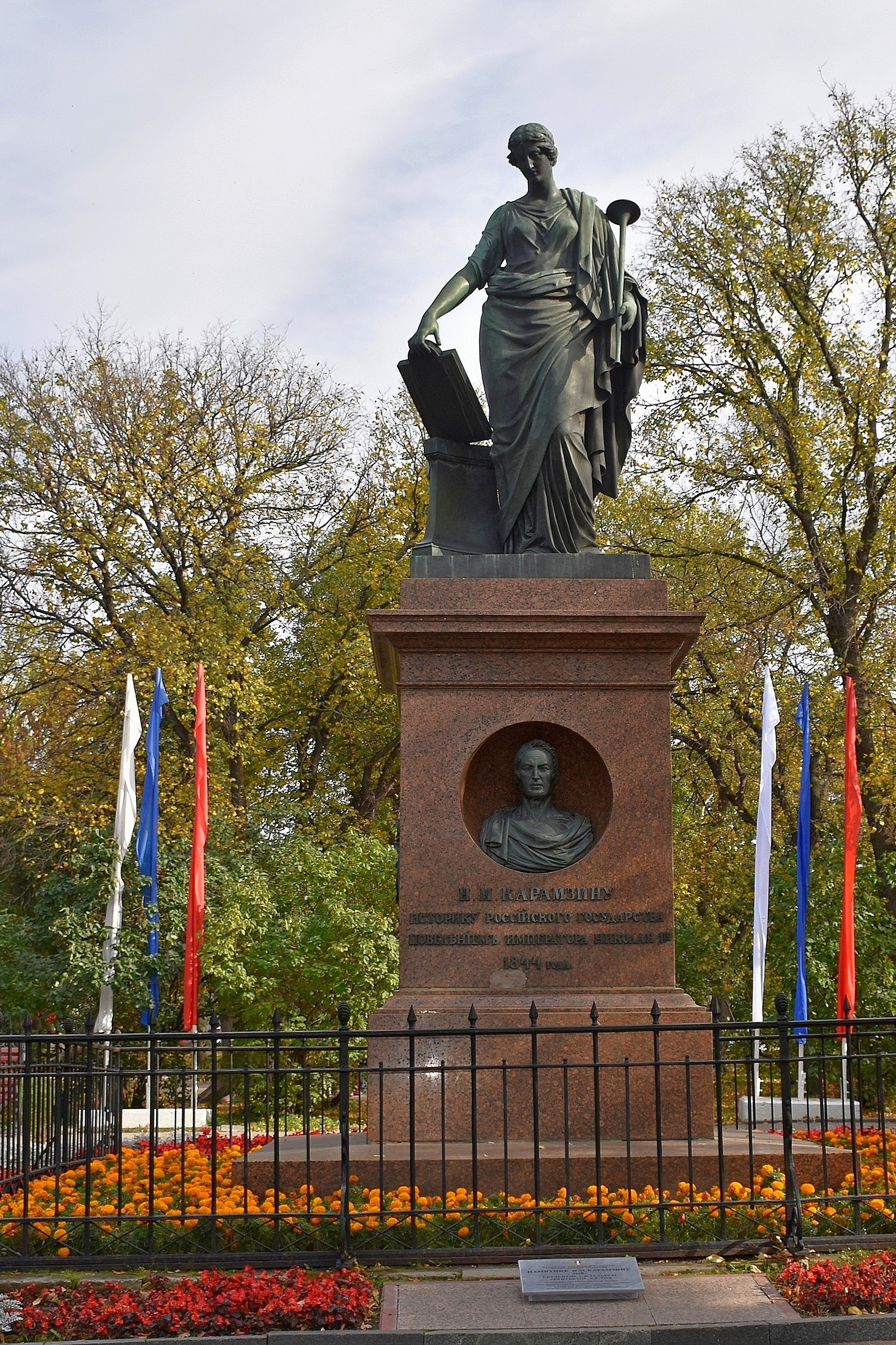
Памятник Карамзину (1845).
Памятник В. И. Ленину на Соборной площади.
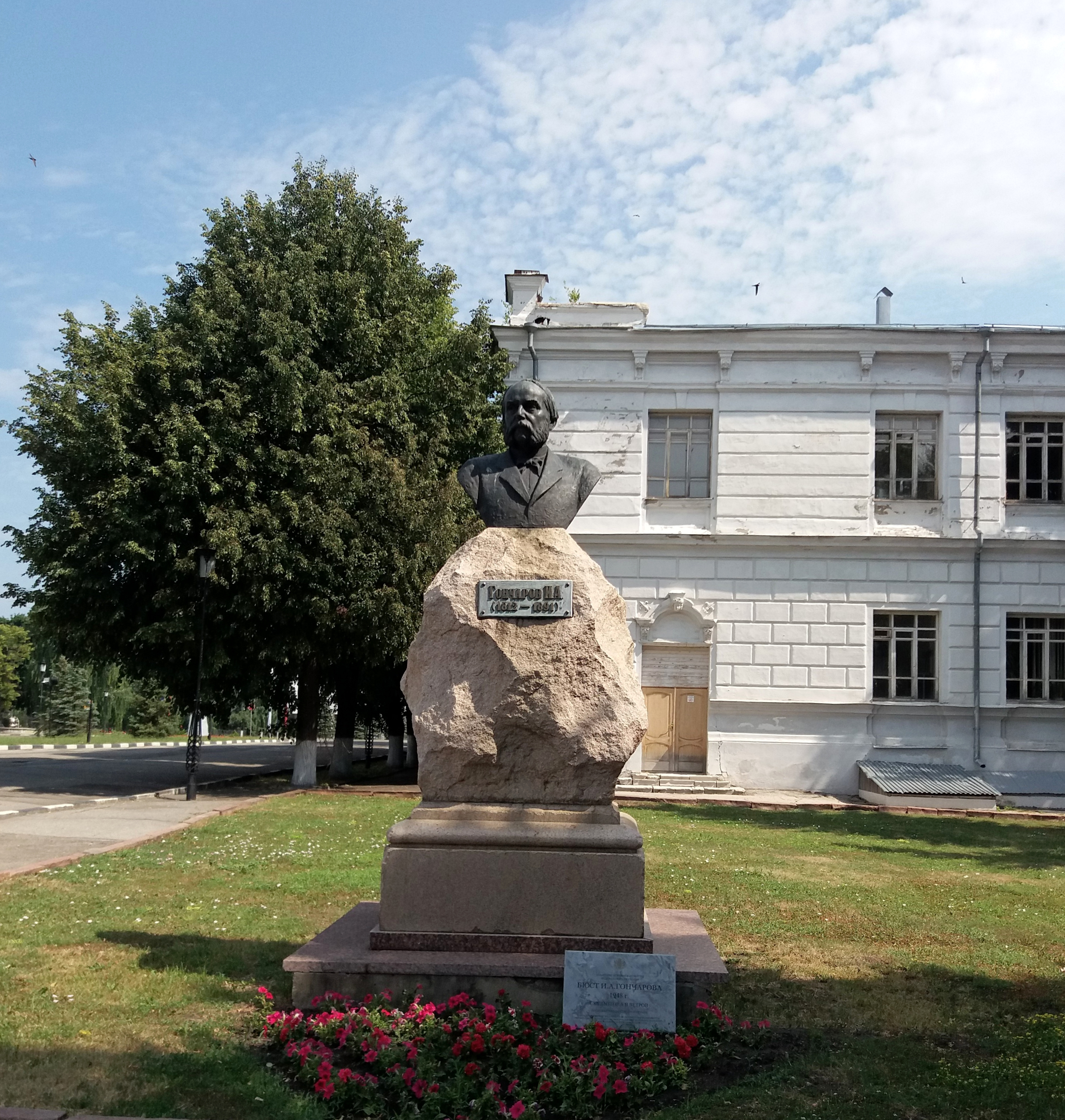
Памятник Гончарову (1948).
Обелиск "Воинам Гражданской войны".
Памятник К. Марксу (1920).
Монумент «Войнам-володарцам погибшим в Великой Отечественной войне».
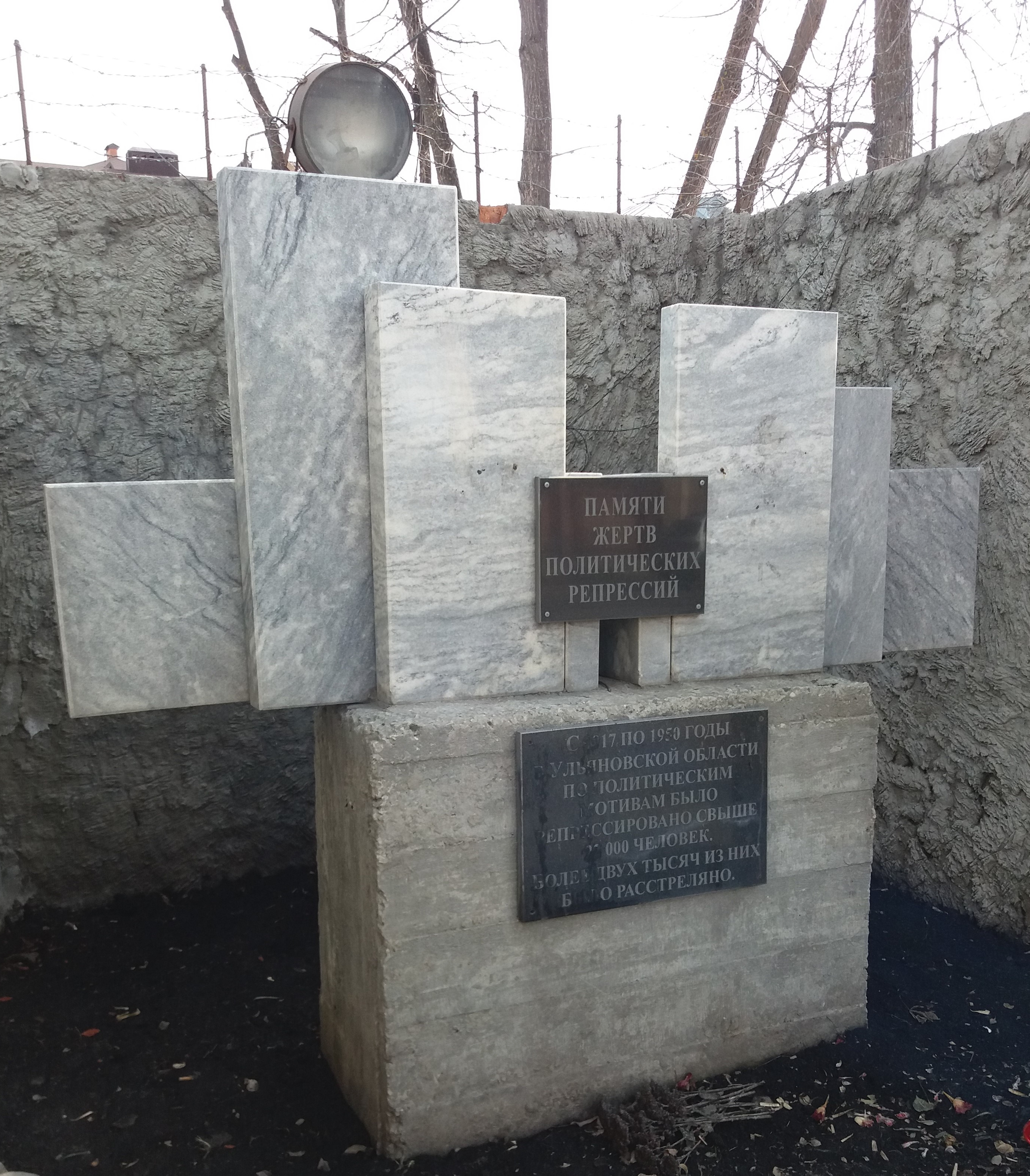
Памятник жертвам политических репрессий.
Памятник В. Чкалову.
Памятник "Детям войны посвящается".
Памятник Дмитрию Разумовскому.
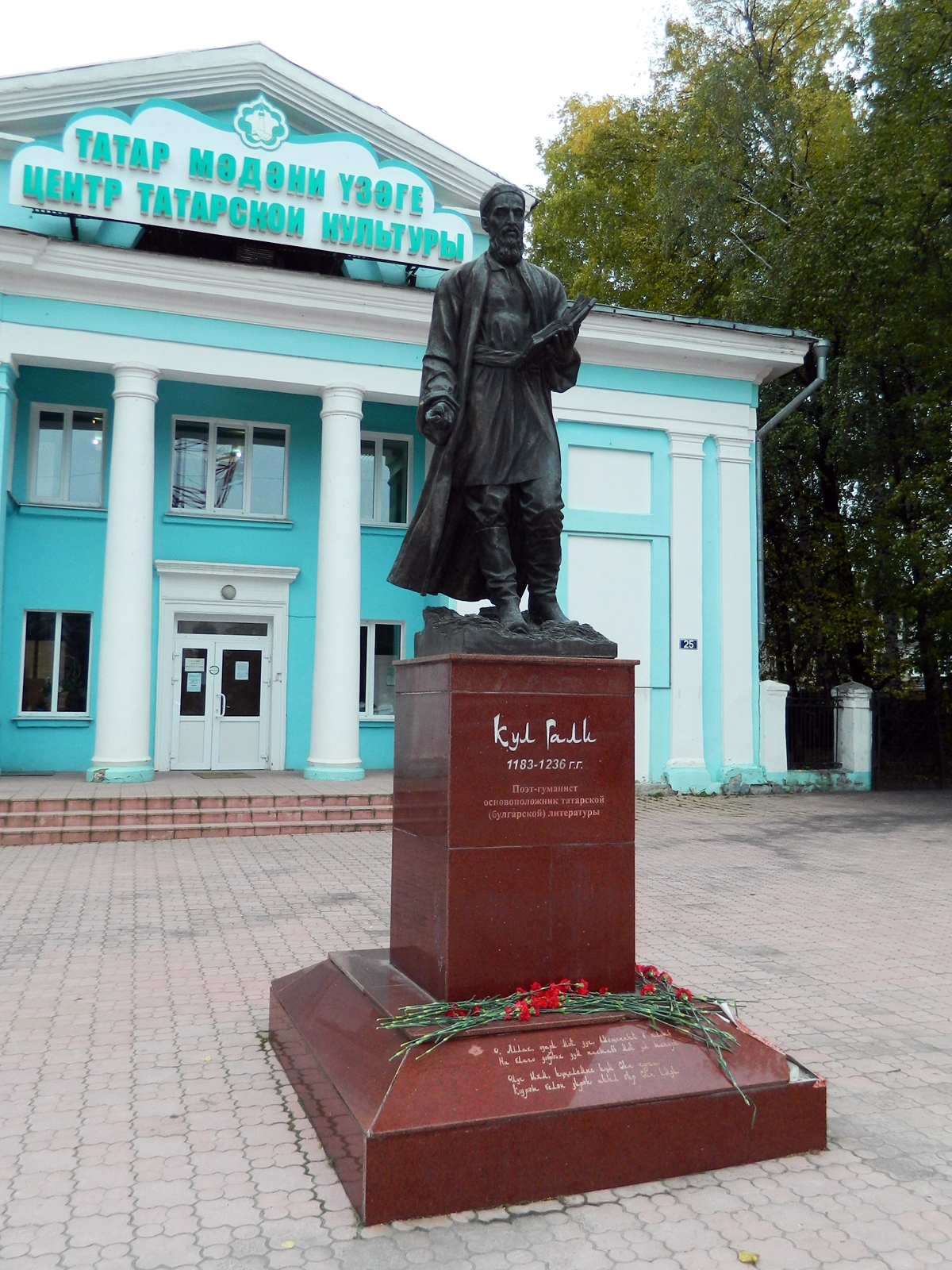
Памятник Кул Гали.
Памятник И. Яковлеву.
Памятник "Матерям, положившим на алтарь Победы своих детей".
Памятник Гаю Дмитриевичу Гаю.
Памятник Ветеранам и выпускникам УВВТУ.
Памятник Д. М. Карбышеву.
Памятник Фильченкову Н. Д.
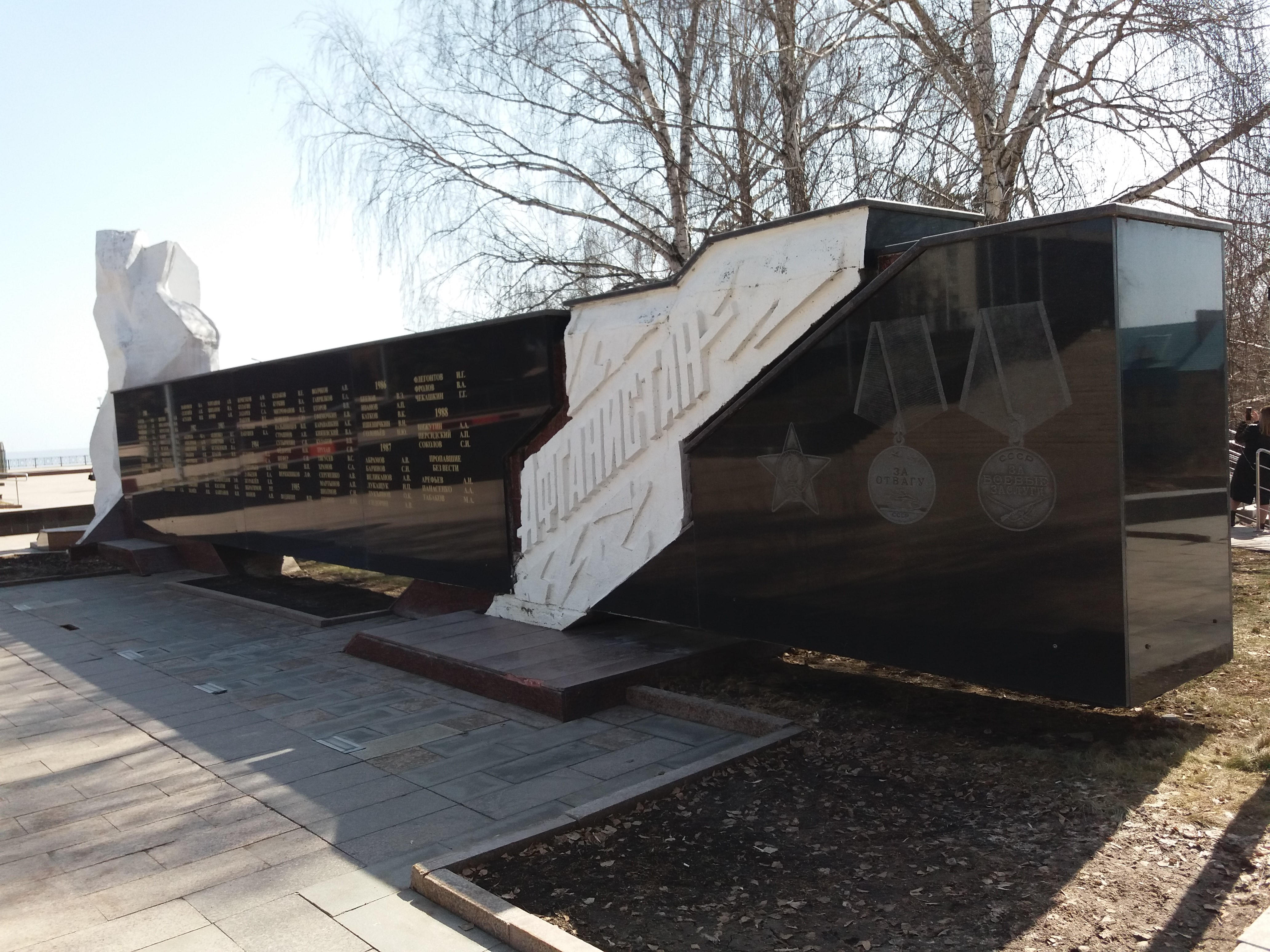
Памятник "Погибшим в Афганистане".
Памятник А. Матросову.
Памятник В. И. Ленину (Московское шоссе).
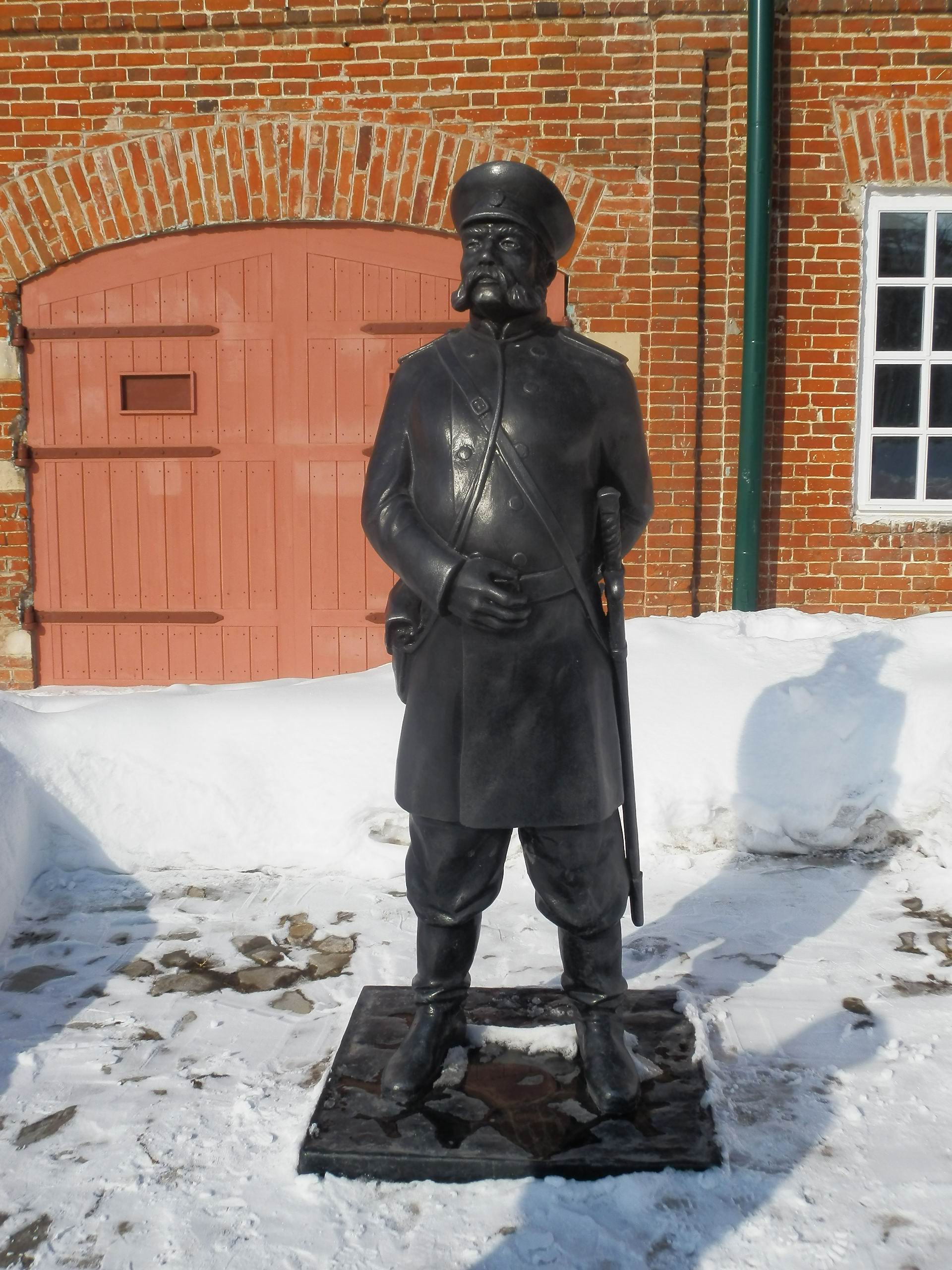
Памятник «Городовой».
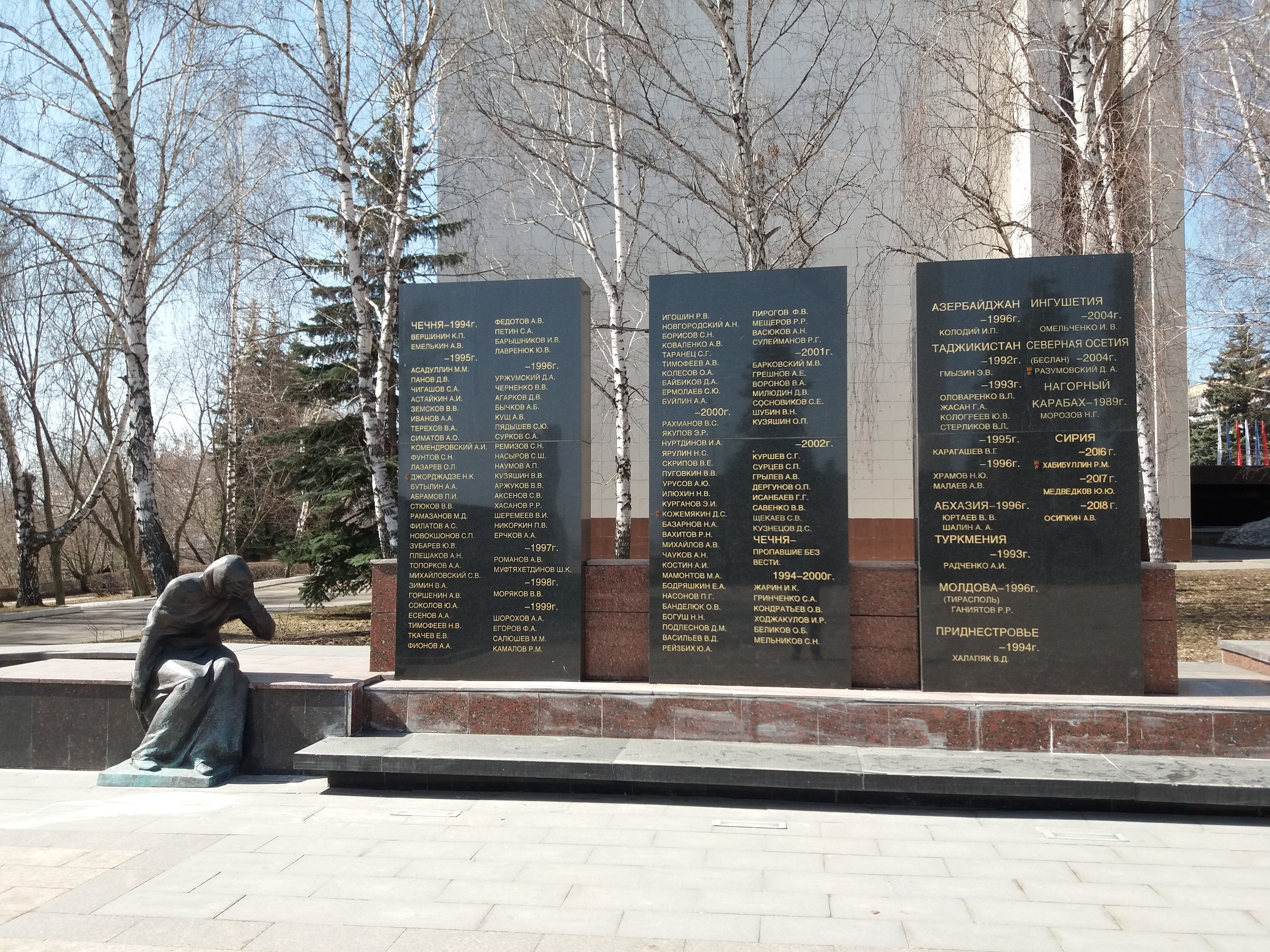
Памятник «Скорбящая мать».
Скульптура "Семья".
Крест- памятник в памяти утраченных храмов.
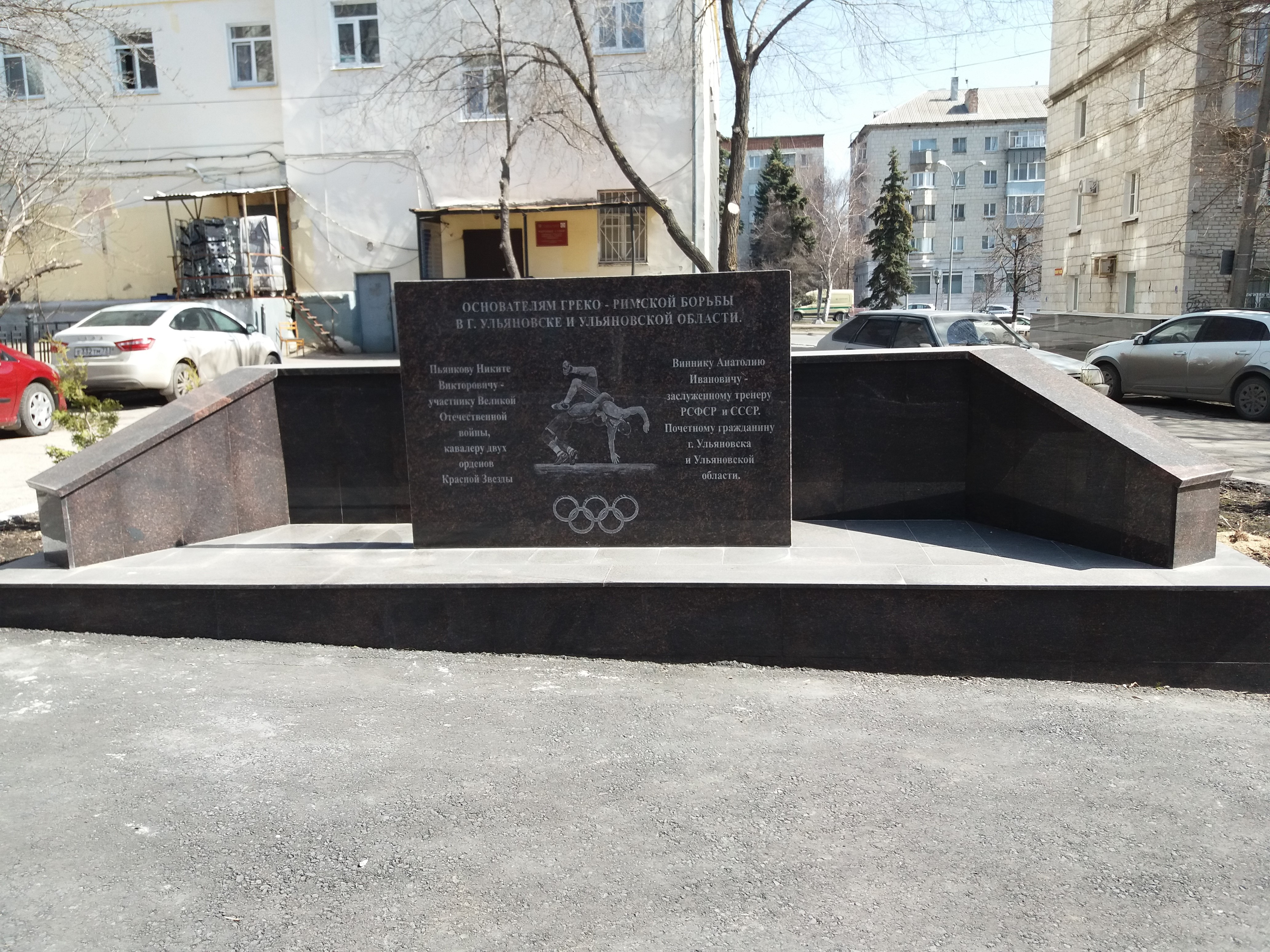
Памятник Анатолию Виннику и Никите Пьянкову.
Памятник «Матерям афганцев».
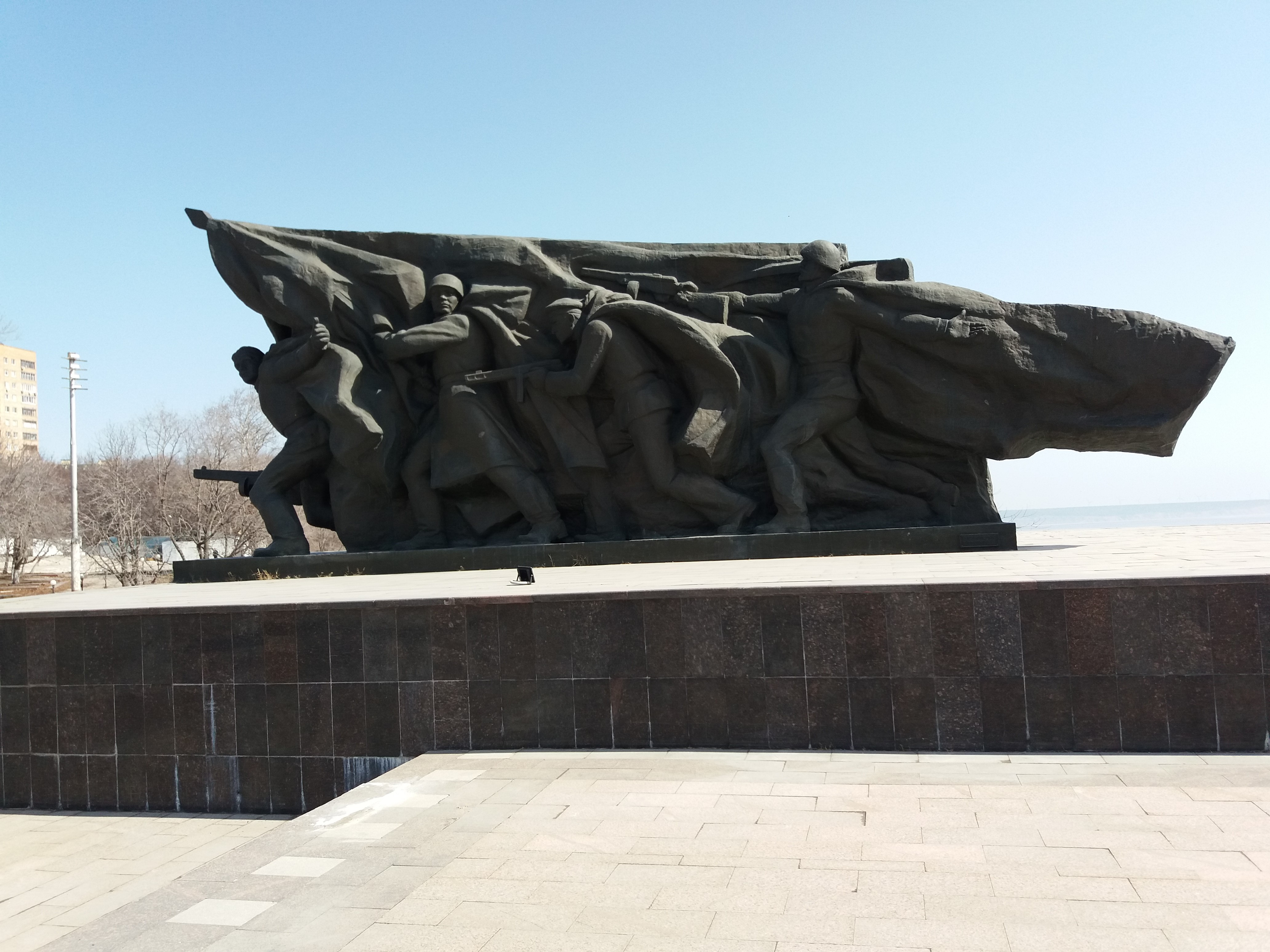
Скульптурная группа «Гвардейское знамя».
Памятник букве «Ё».
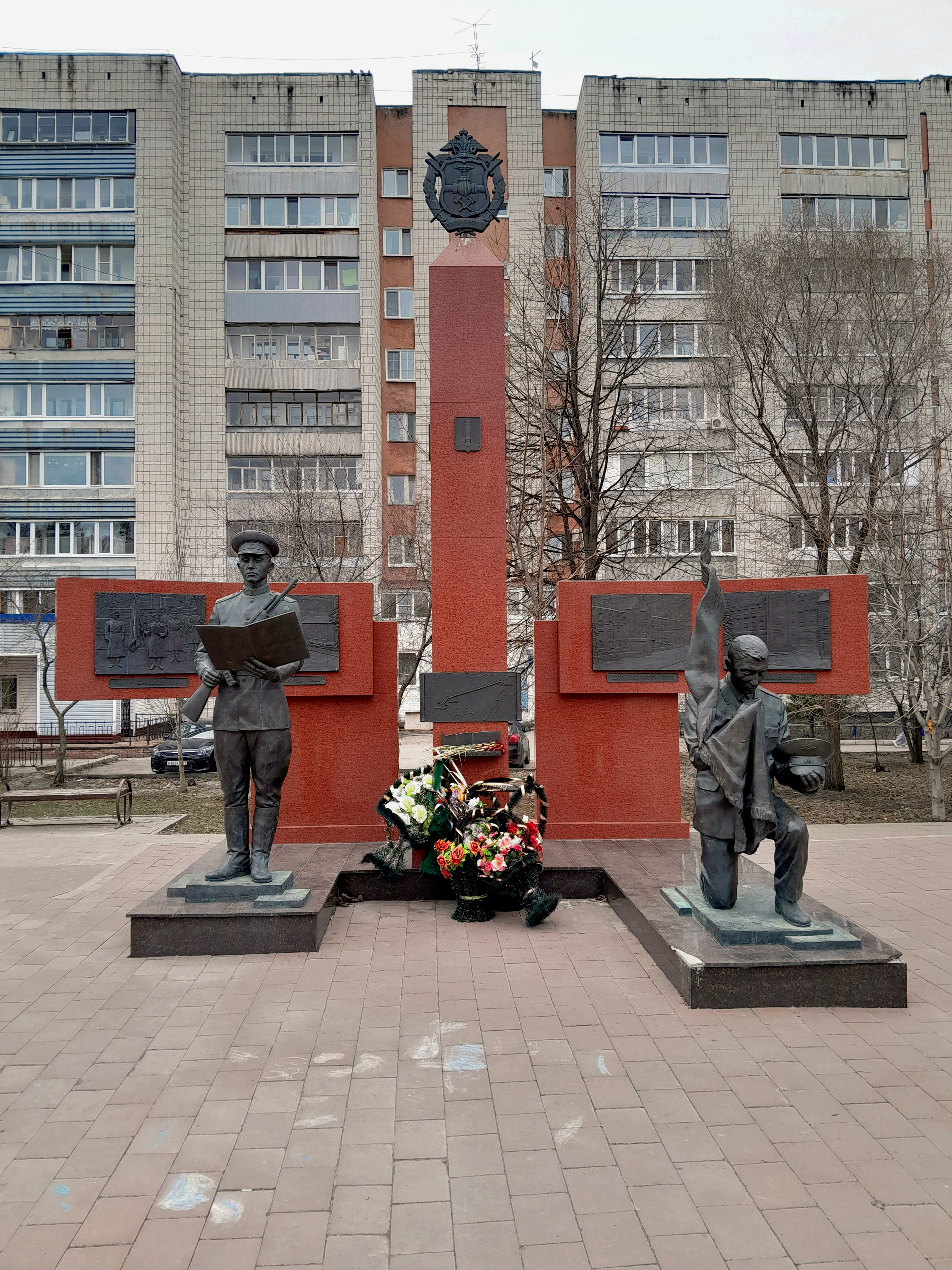
Монумент ветеранам и выпускникам УВВТУ.
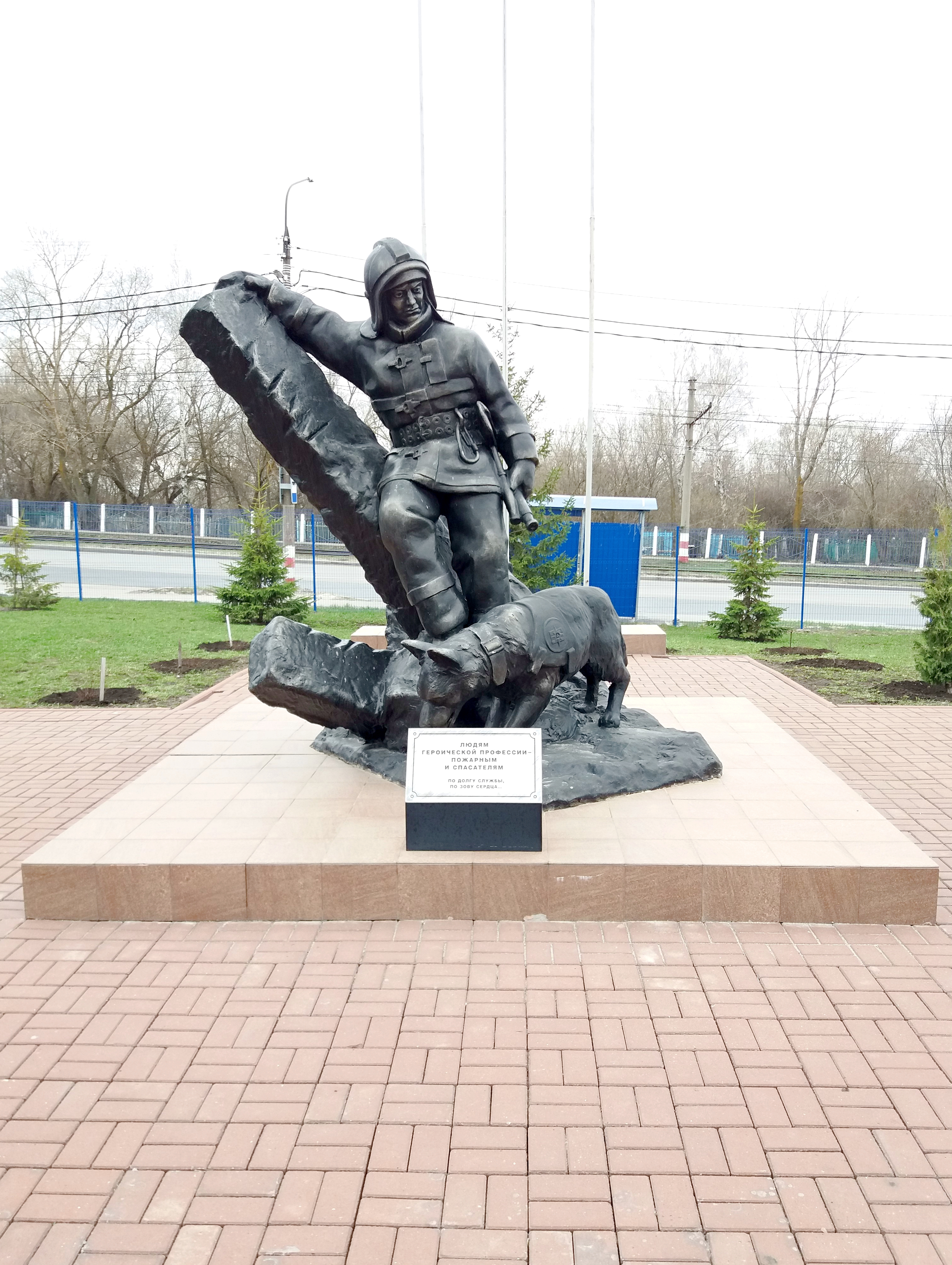
Монумент Славы МЧС.

## Памятные знаки

Памятный знак в память о Святейшем Патриархе Сергии.
Памятный знак "Землякам-Заволжцам".
Памятный знак - Монахиням Спасского женского монастыря.
Памятный знак - "Пограничникам Всех поколений".
Памятный знак - "Воинам всех поколений".
Памятный знак Полбину.
Памятный знак книге И. А. Гончарова «Обломов».
Памятный знак «Дороги Великой Победы».
Памятный знак «Дороги Великой Победы».
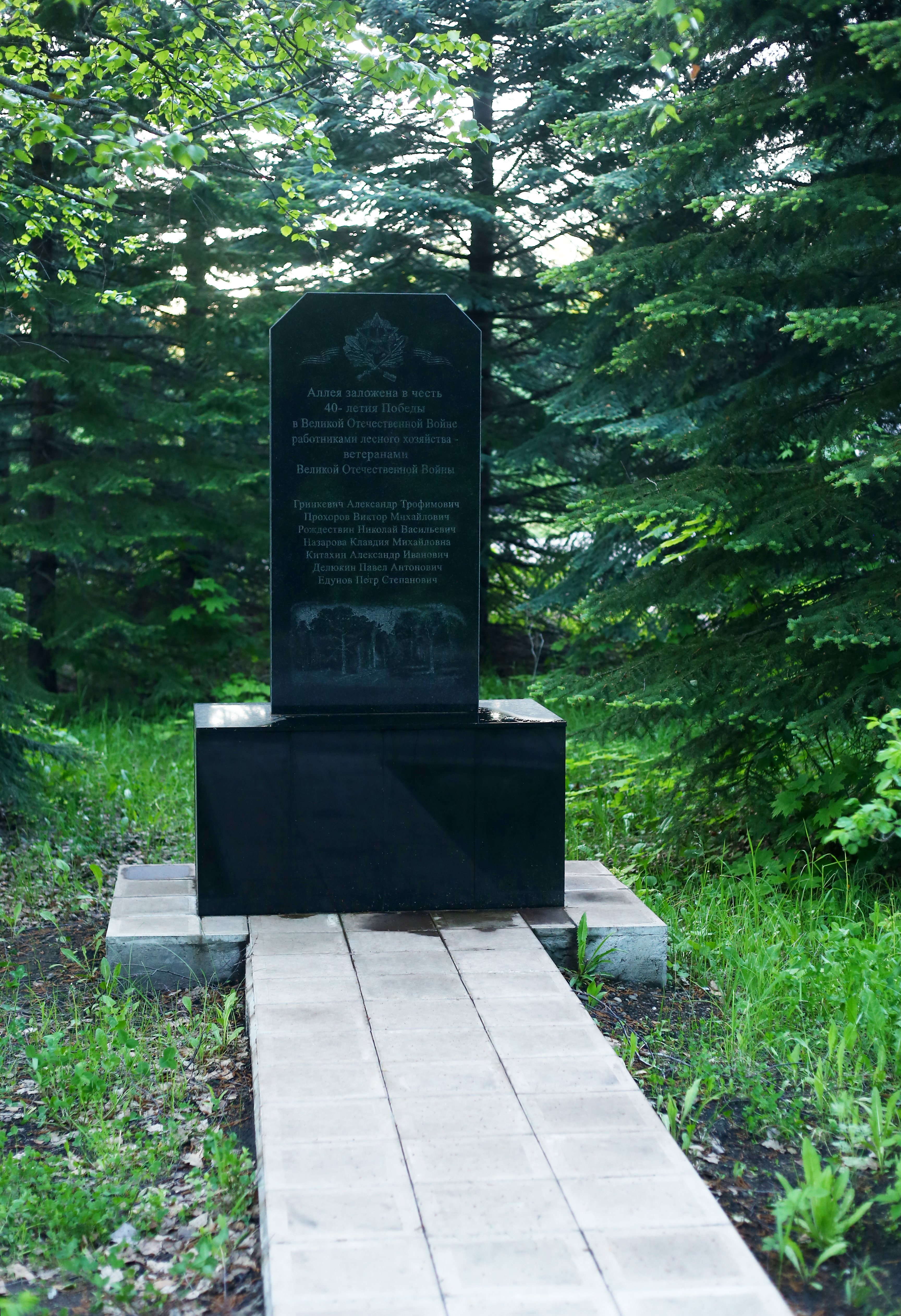
Памятный знак в честь 40-летия Победы в Великой Отечественной войне (Ульяновский дендропарк).
Памятный знак красногвардейцам.
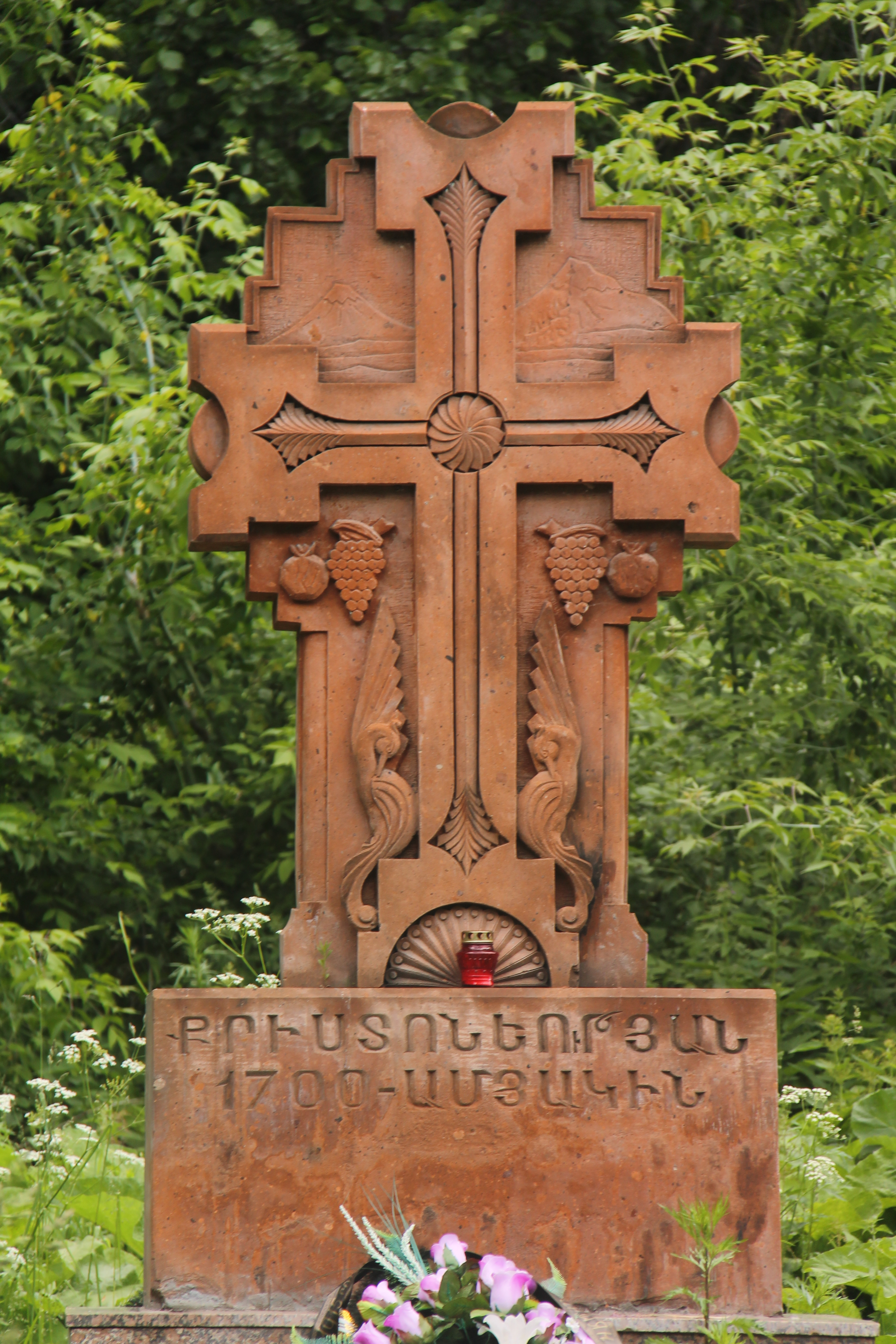
Хачкар (Армянская ССР), в Парке Дружбы народов.
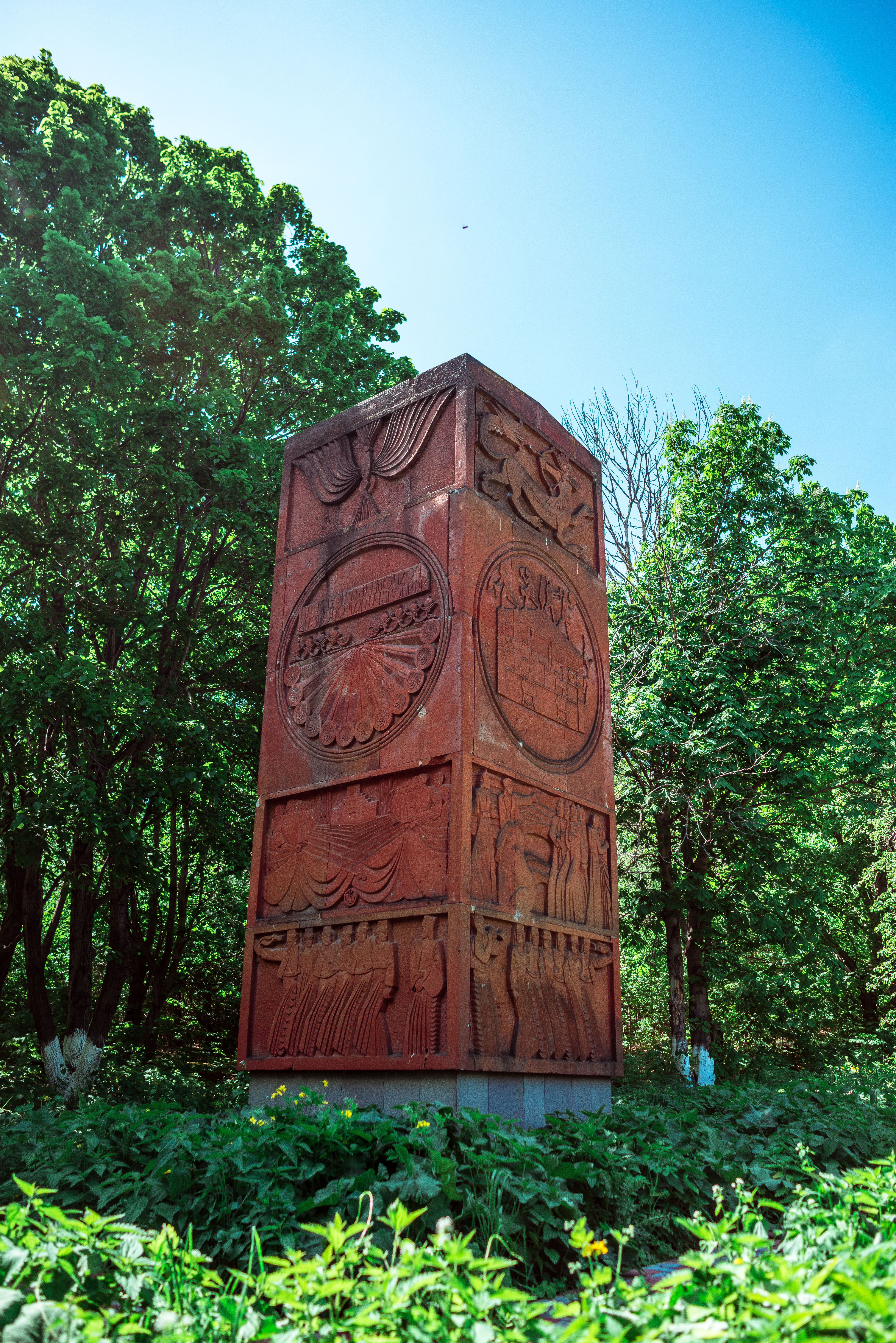
Памятный знак (Грузинская ССР) в парке Дружба Народов.
Памятный знак «Мостоотряду 51».
Памятный знак Аблукову А. М.
Памятный знак А. Н. Туполеву.
Памятный знак «Нулевой версте».

## Бюсты

Бюст Полбину.
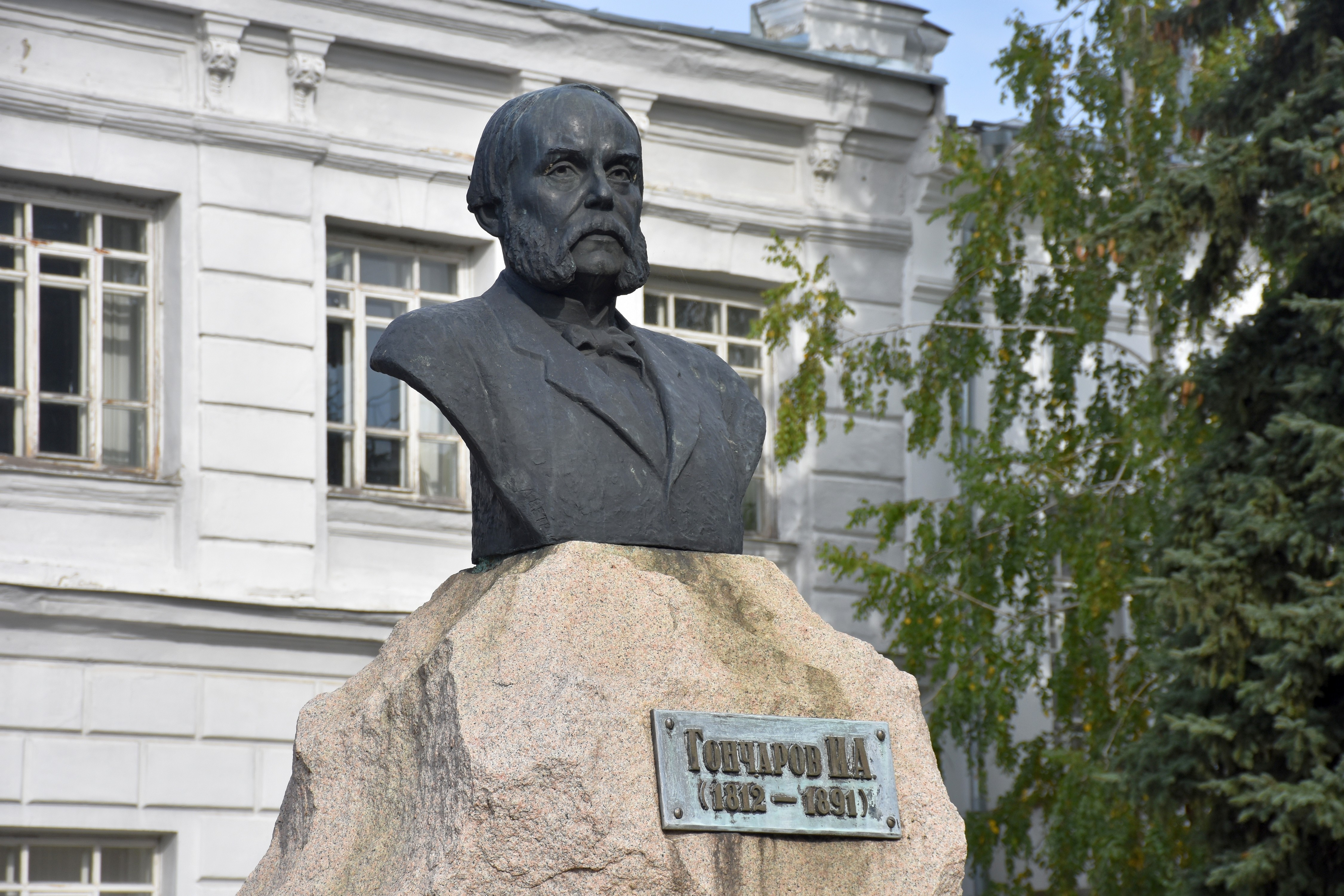
Бюст И. Гончарова.
Бюст А. С. Пушкину. Скульптор З. Церетели.
Бюст Гимова М. А. в Ульяновске. Открыт в ноябре 2005 г.
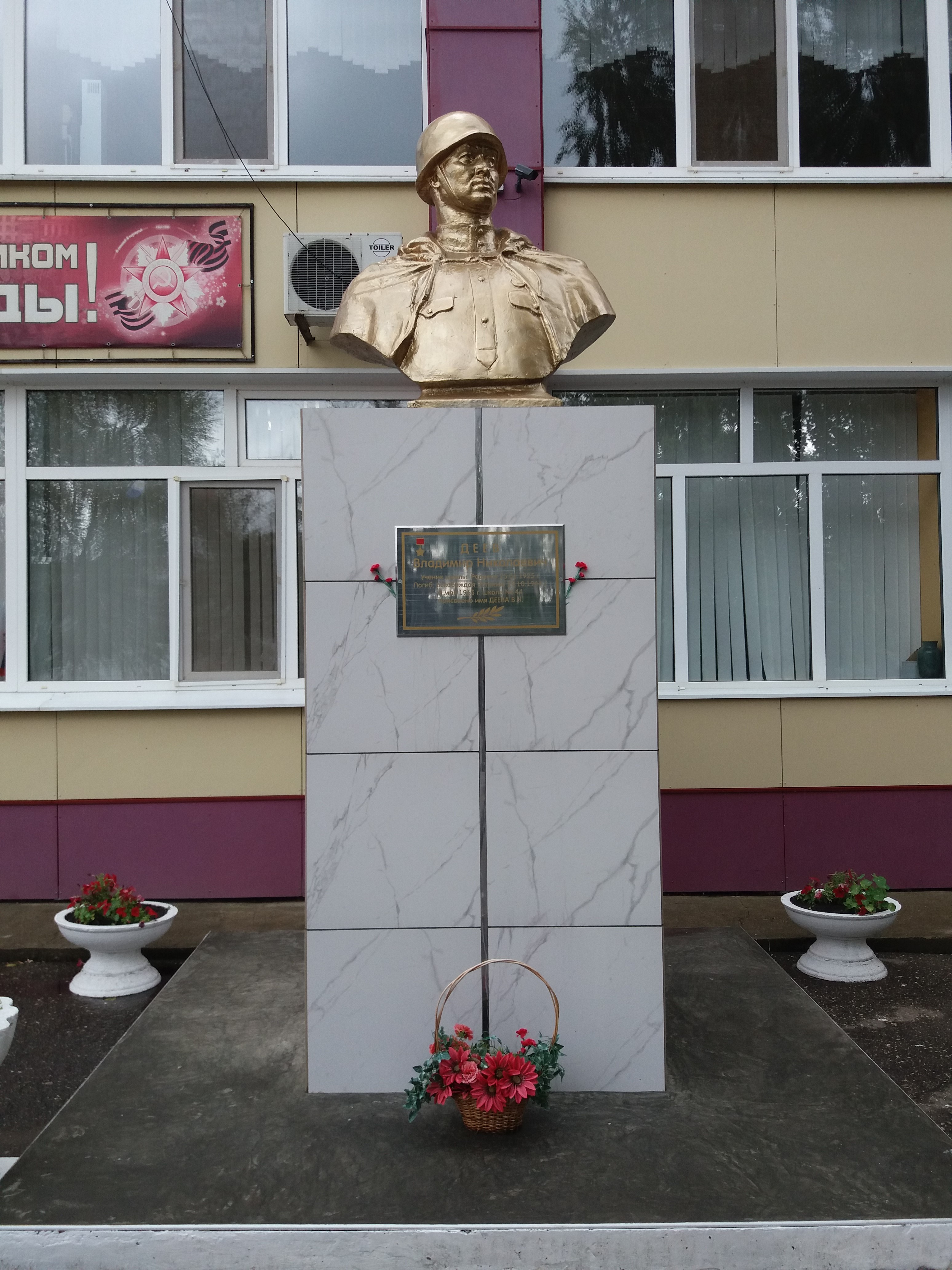
Памятник В. Дееву.
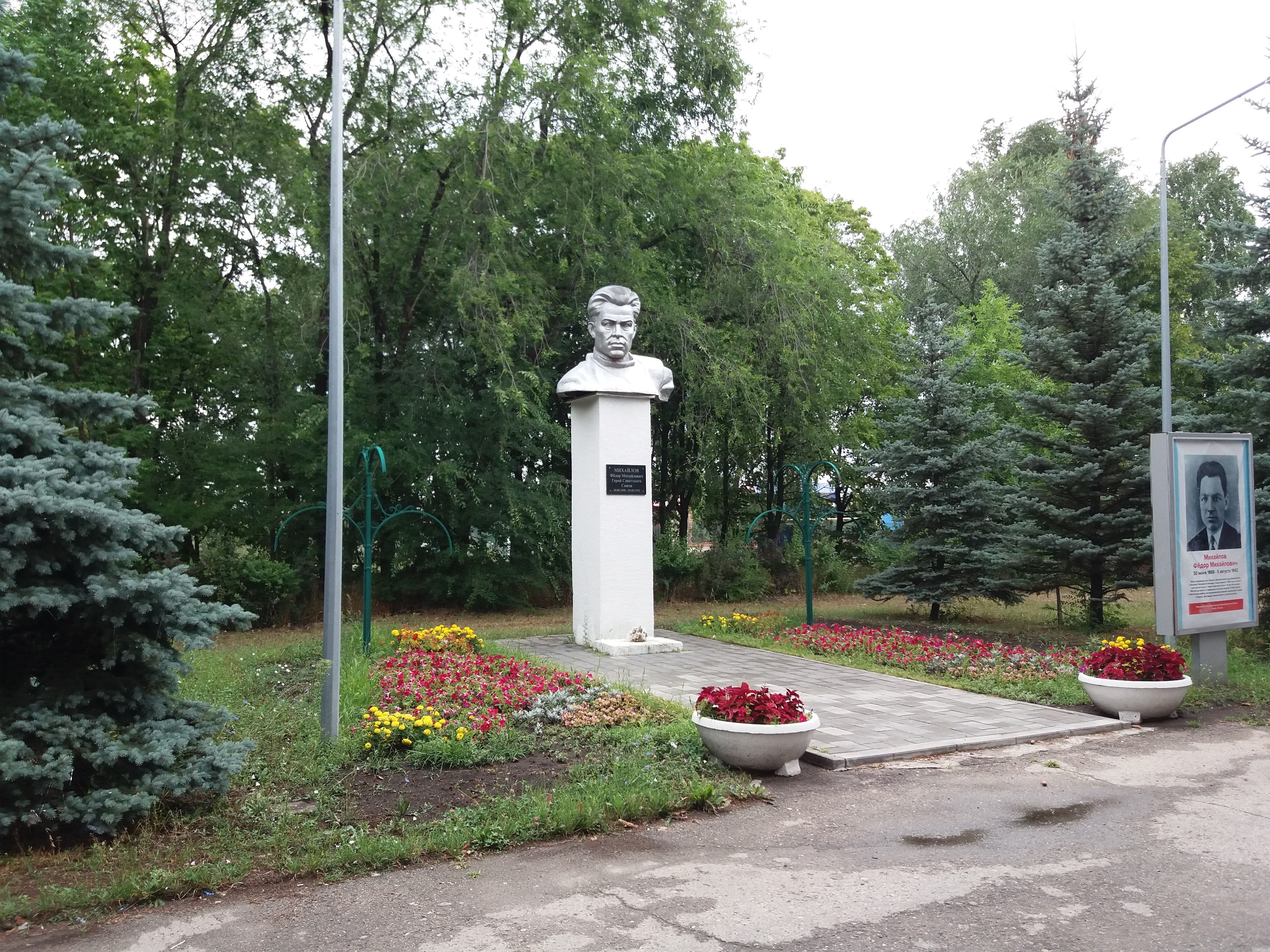
Памятник врачу Михайлову Ф. М.

## Мемориальные доски

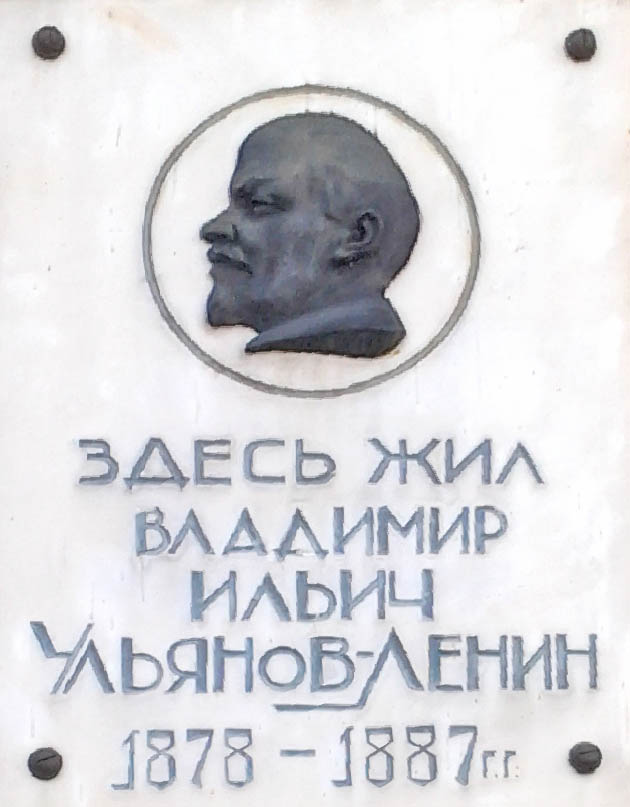
Мемориальная доска. Арх. Пластов А. А.
Памятная доска на Соборной площади (ск-р А. И. Клюев)
Мемориальная доска Варейкису (ск-р А. И. Клюев).
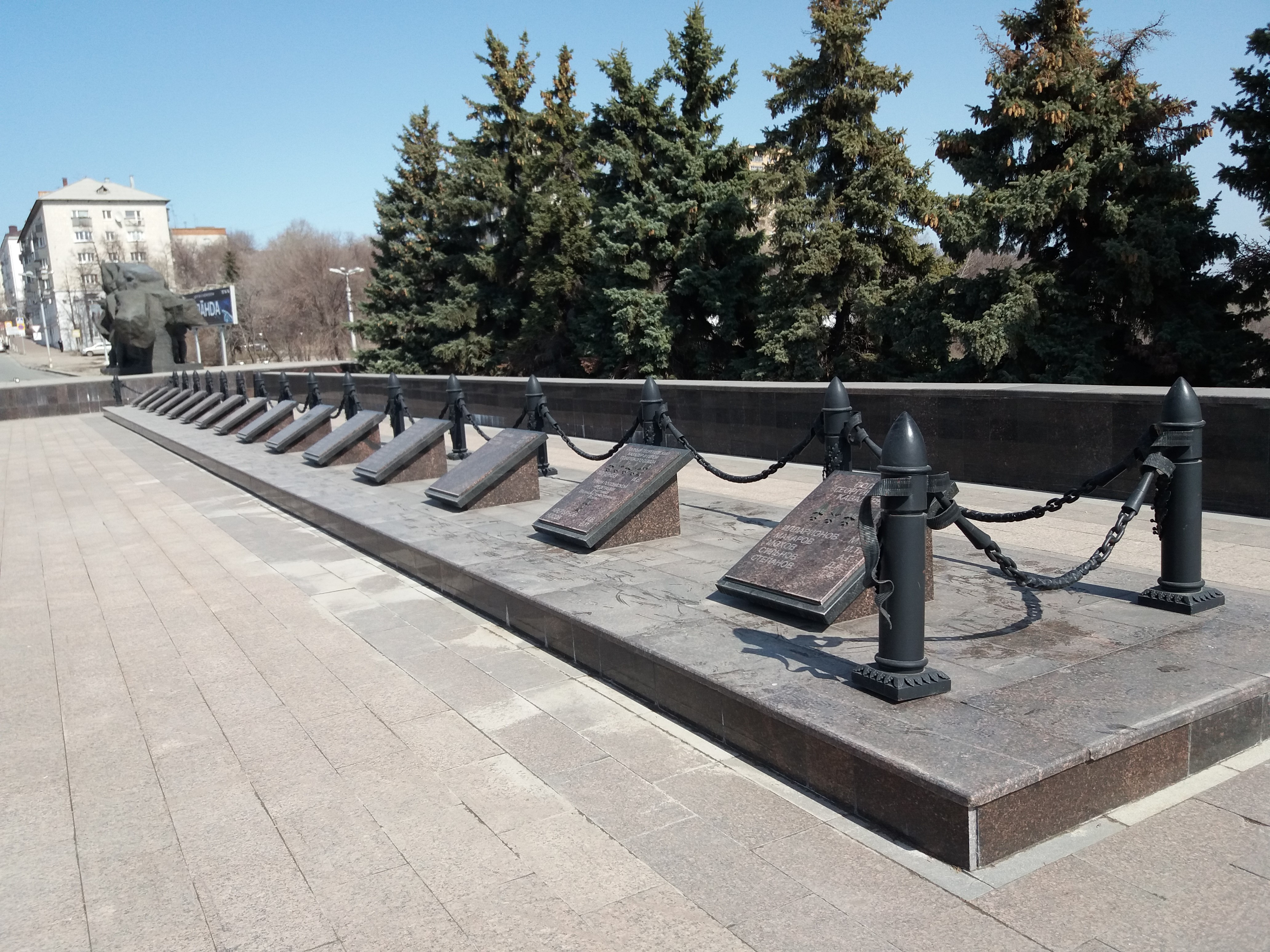
Мемориальные доски с именами Героев.
Памятная доска на здании Мариинской гимназии.
Мемориальная доска В. В. Рябикову (ск-р А. И. Клюев).
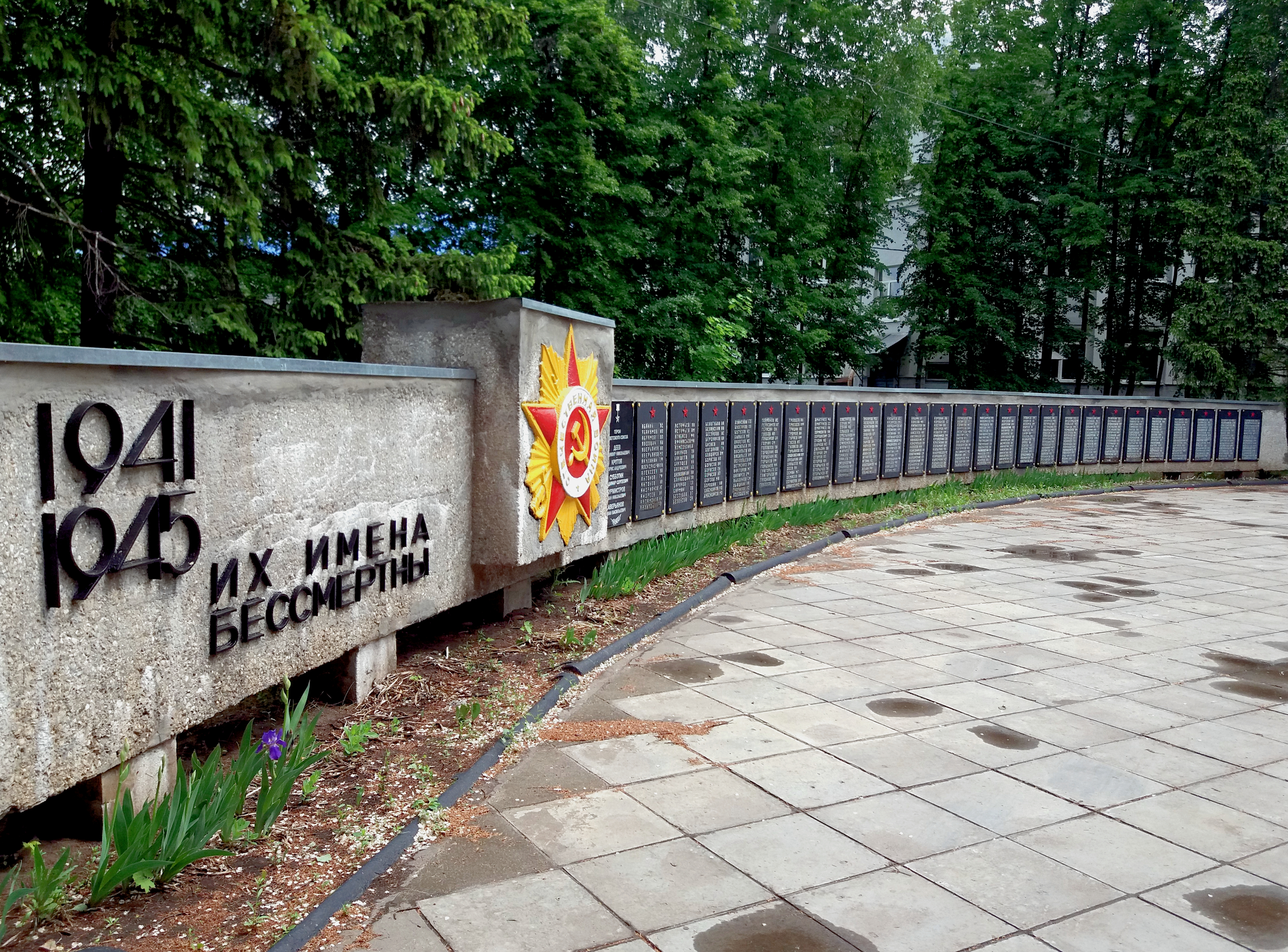
Мемориальные доски с именами «Воинам-володарцам погибшим в Великой Отечественной войне».
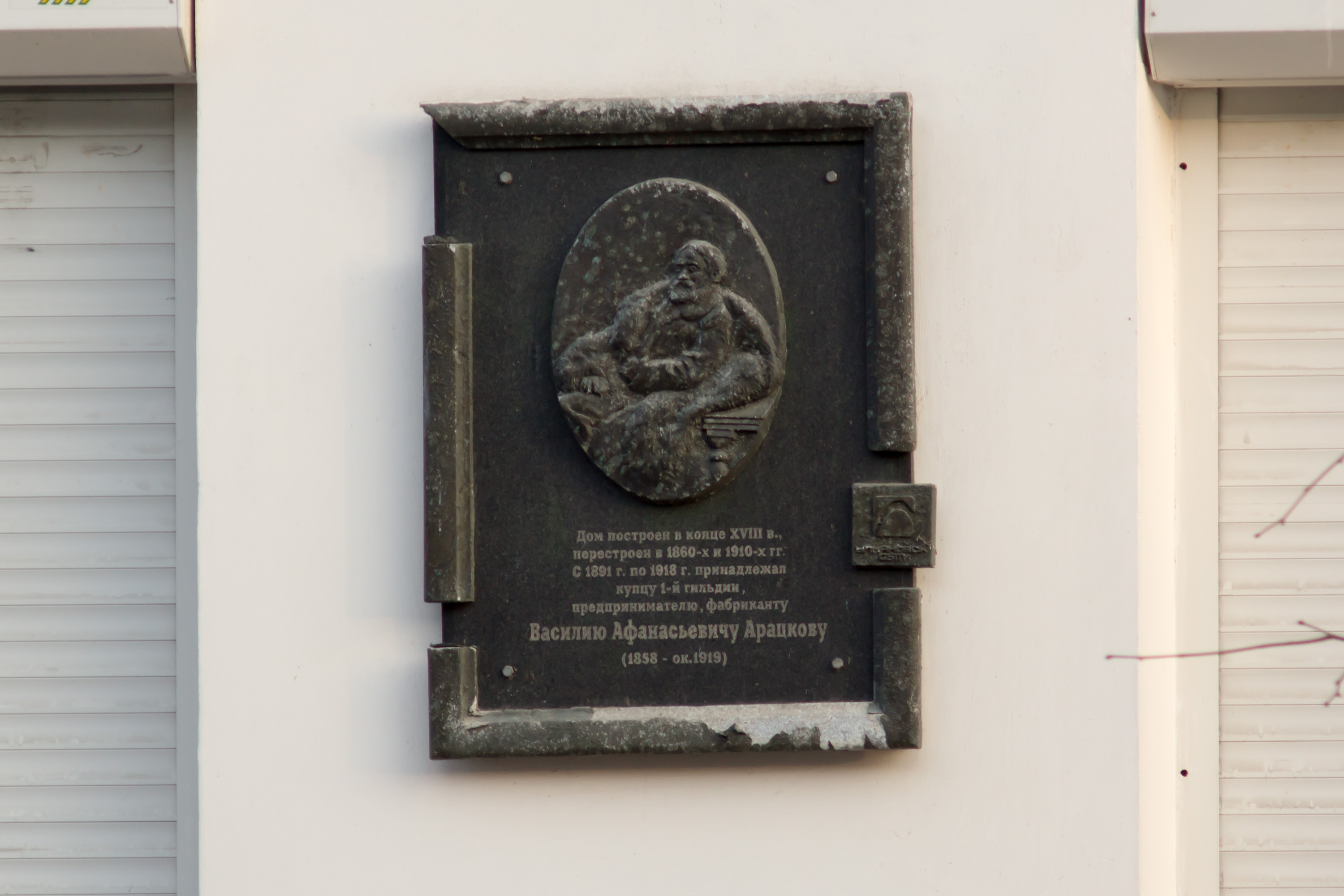
Мемориальная доска купцу В. А. Арацкову (Гончарова, 52).
Стела к 75-летию УВУС.
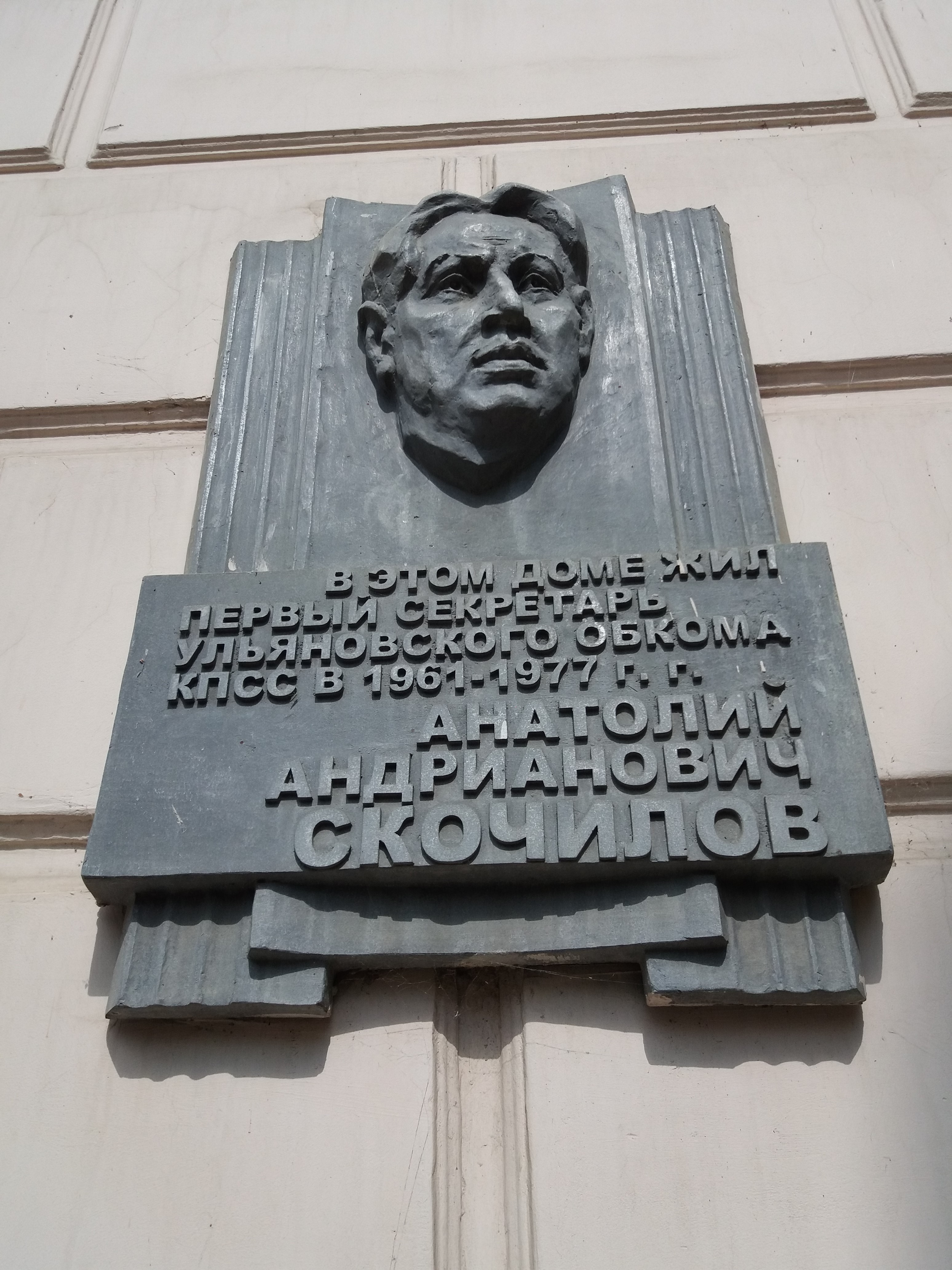
Мемориальная доска А. А. Скочилову (ск-р О. Клюев).
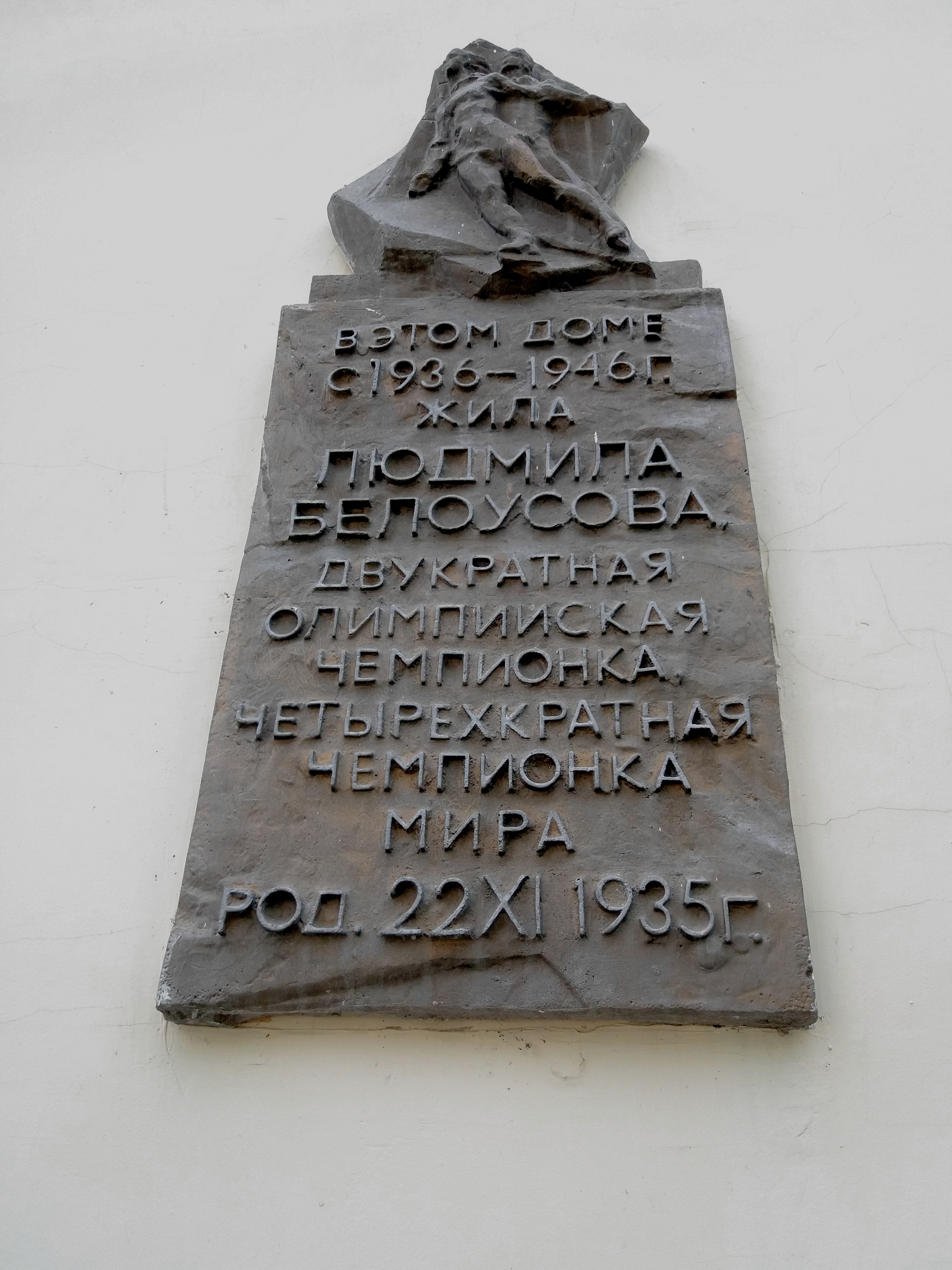
Мемориальная доска Белоусовой (ск-р О. Клюев).
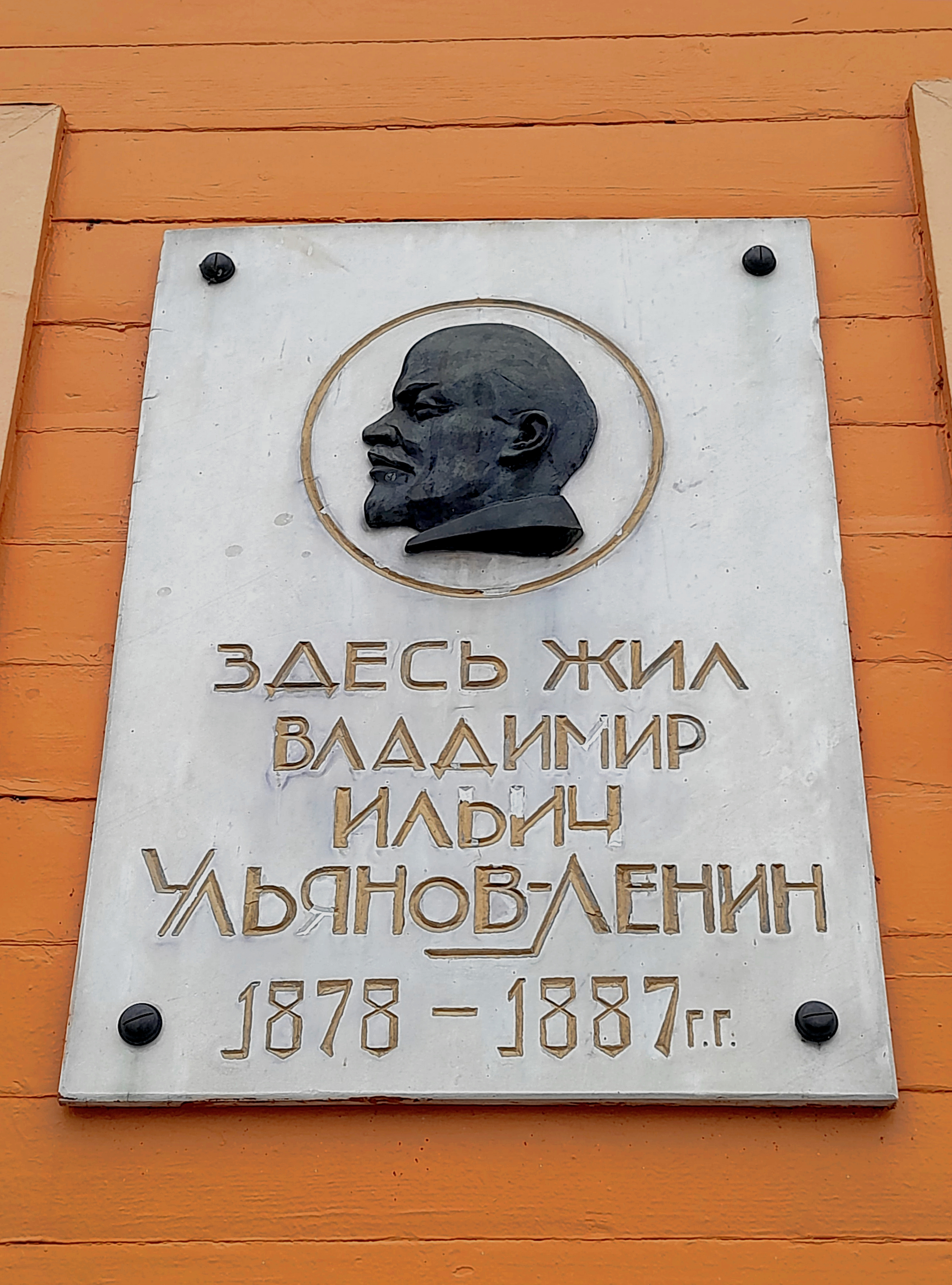
Мемориальная доска на Доме-музее Ленина (ск-р А. А. Пластов).
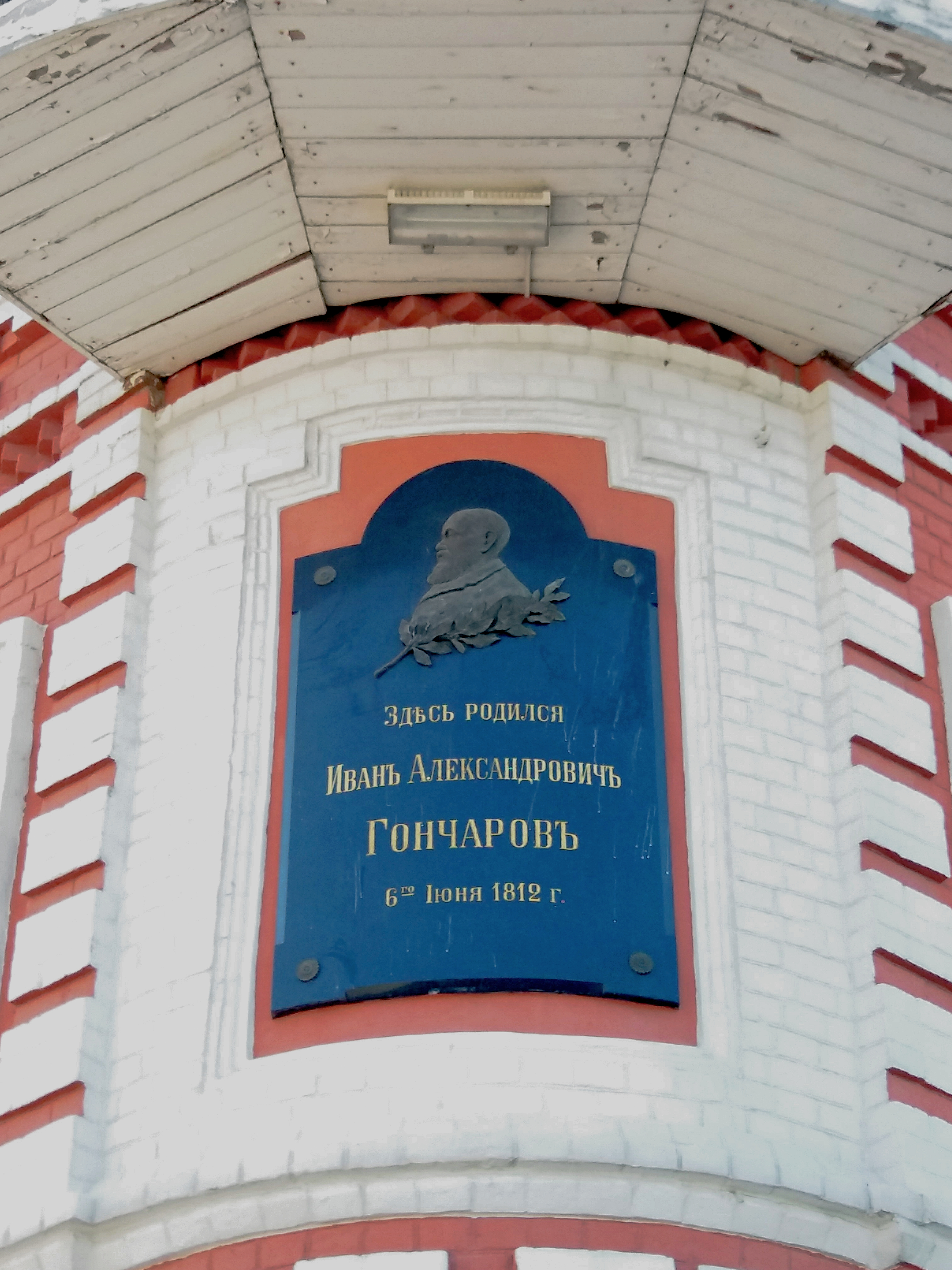
Мемориальная доска Гончарову.
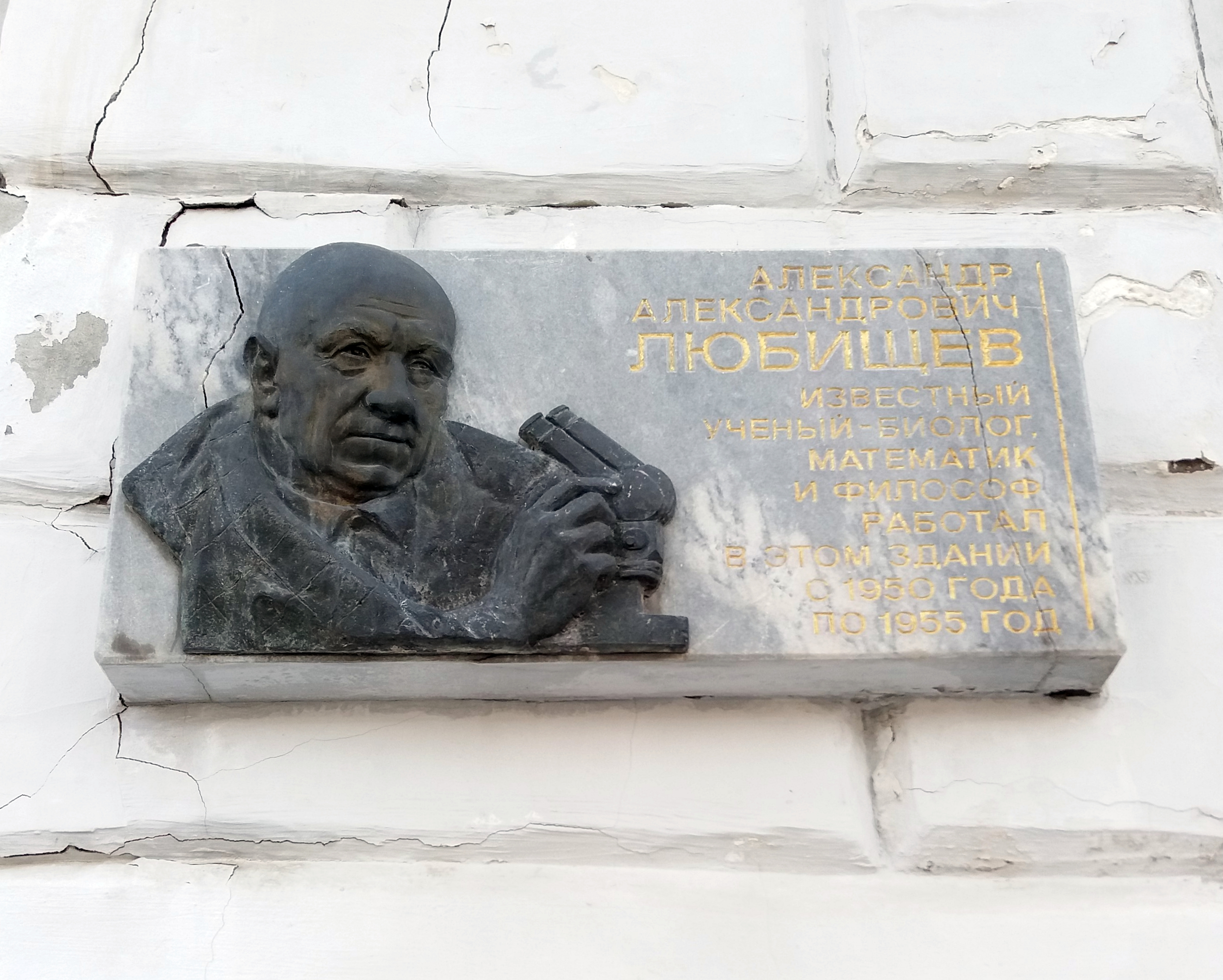
Мемориальная доска А. А. Любищеву (ск-р А. И. Клюев).
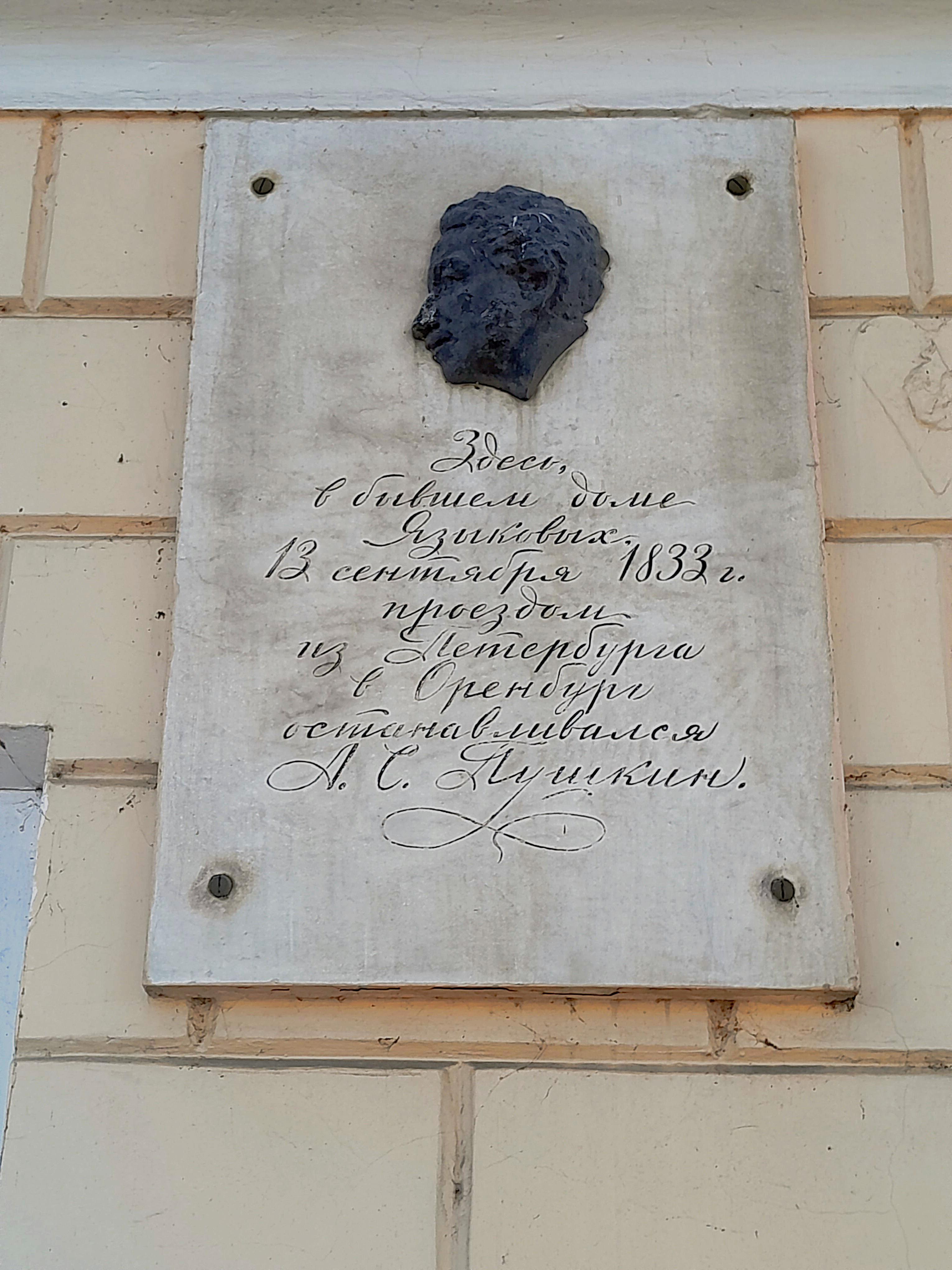
Мемориальная доска на Доме Языковых.

## Жанровая скульптура

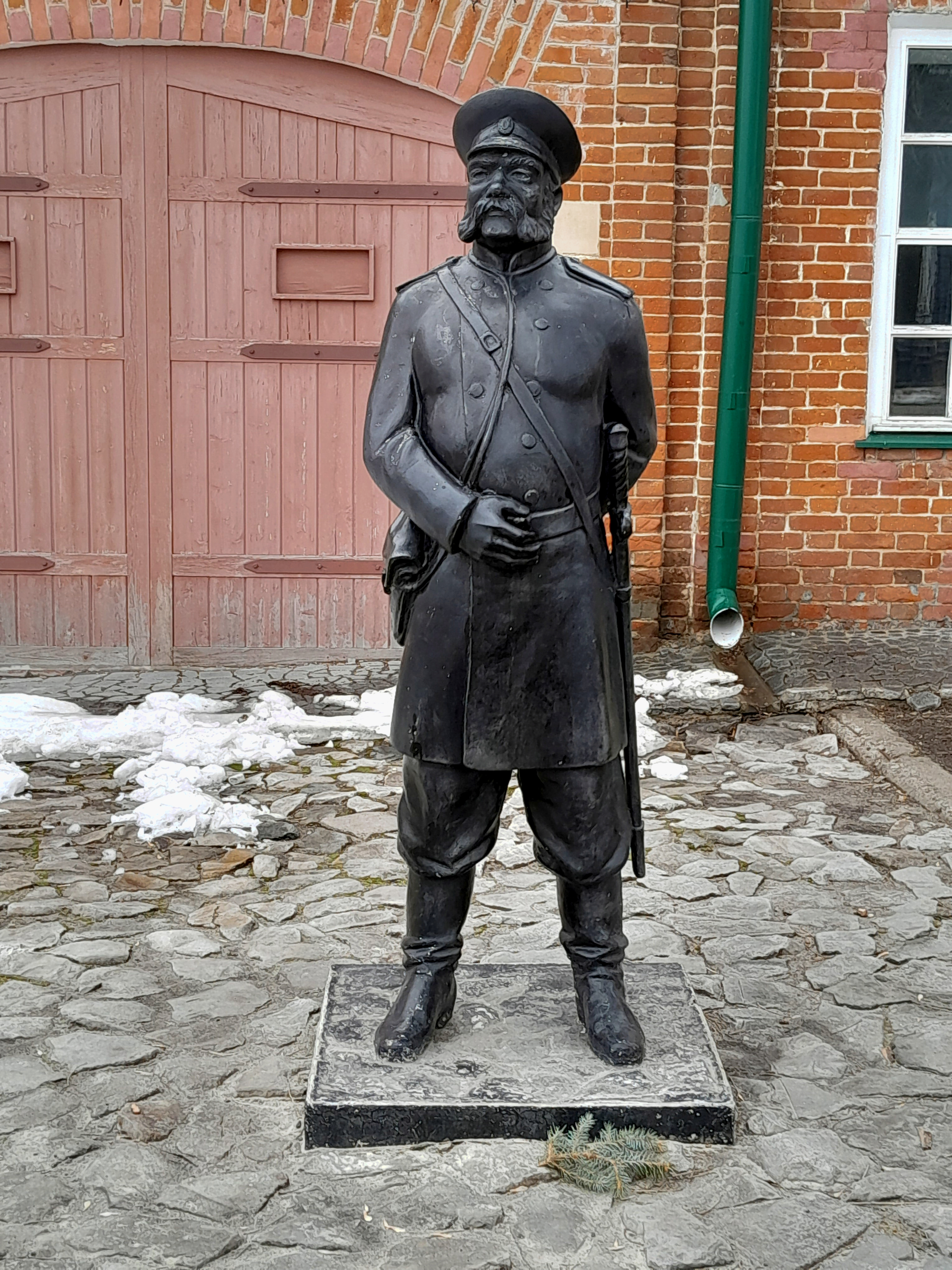
Скульптура «Пожарный».
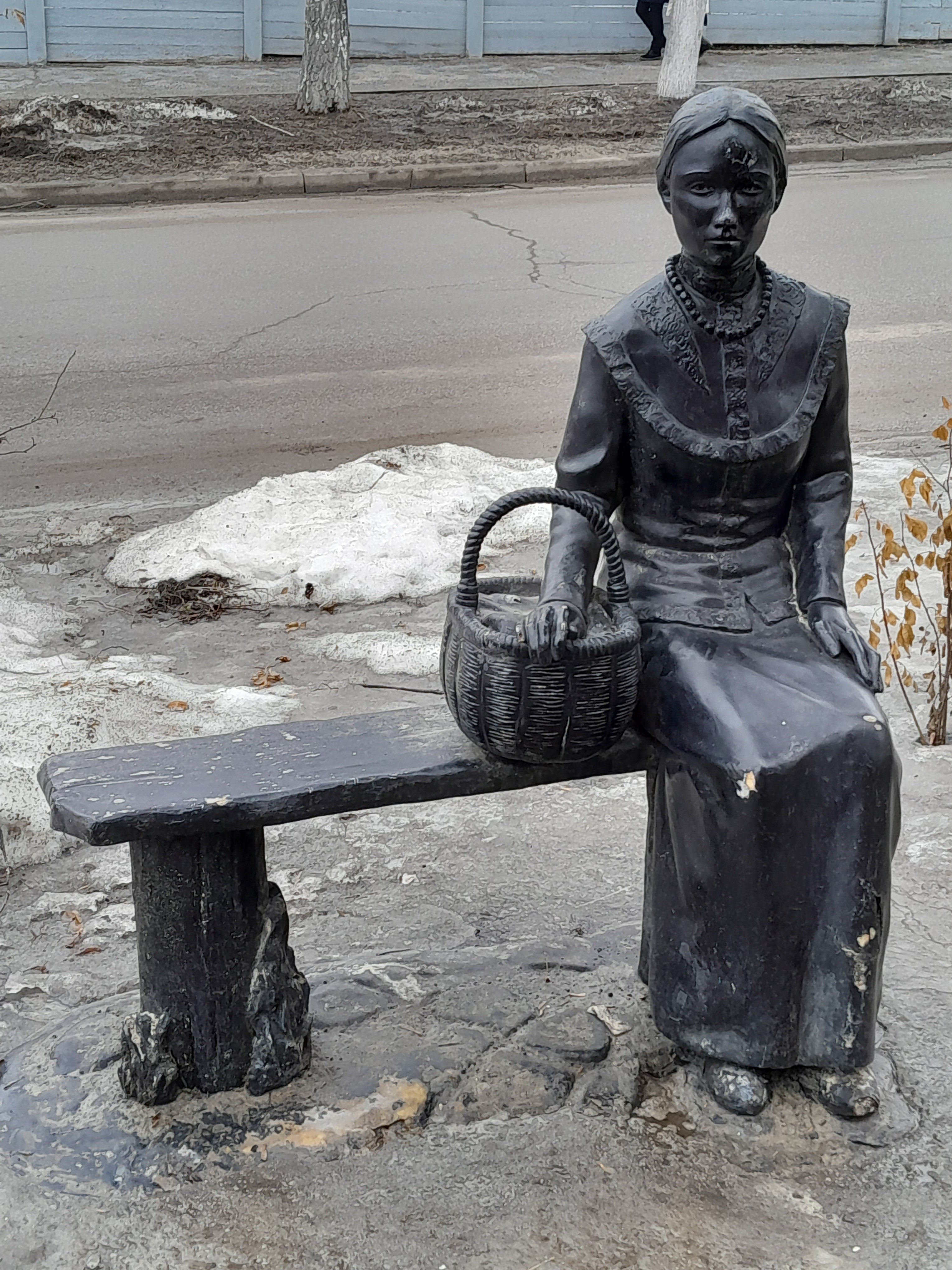
Скульптура «Женщина на лавке».
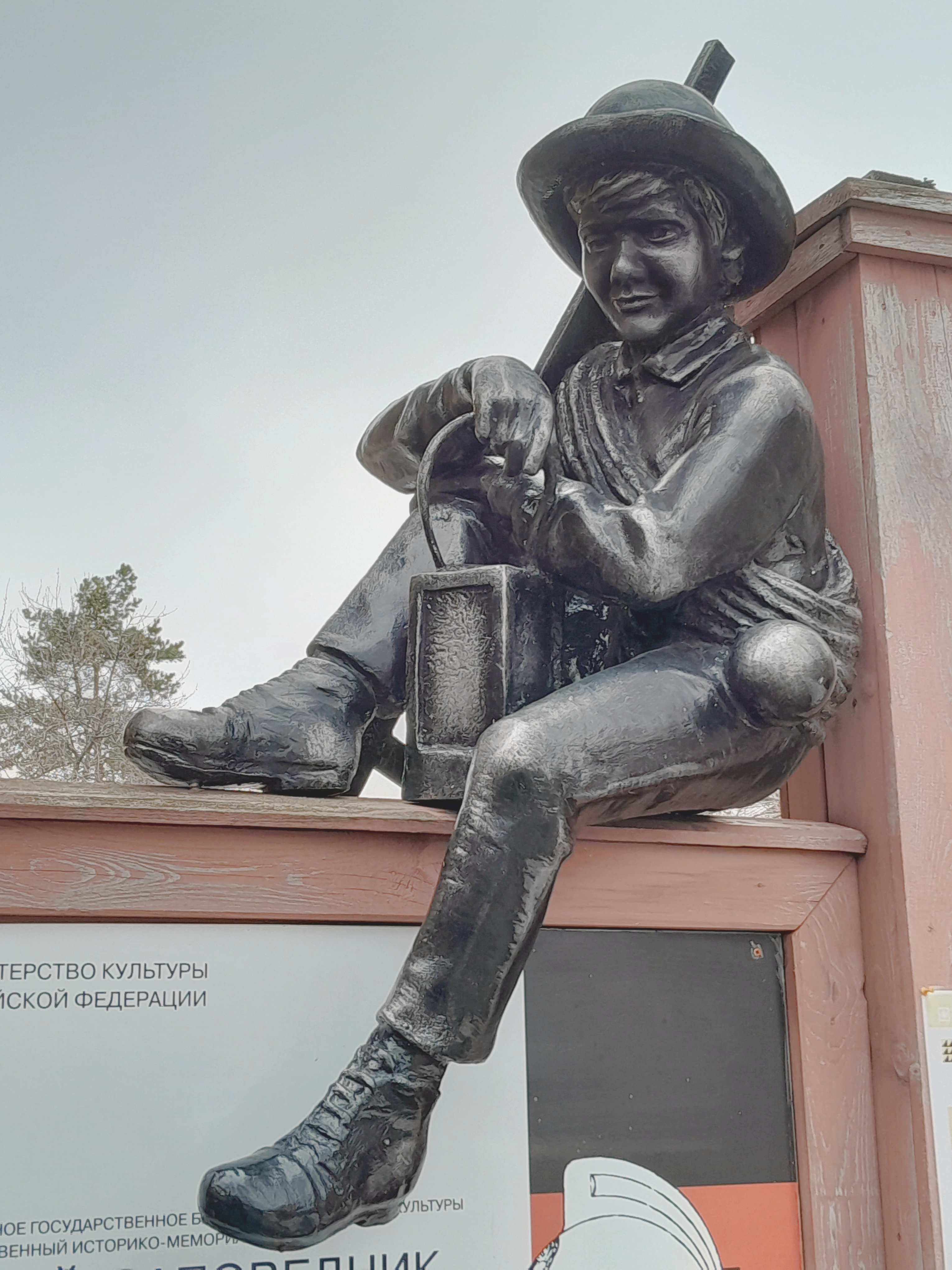
Скульптура «Трубочист».
Скульптура «Семья».
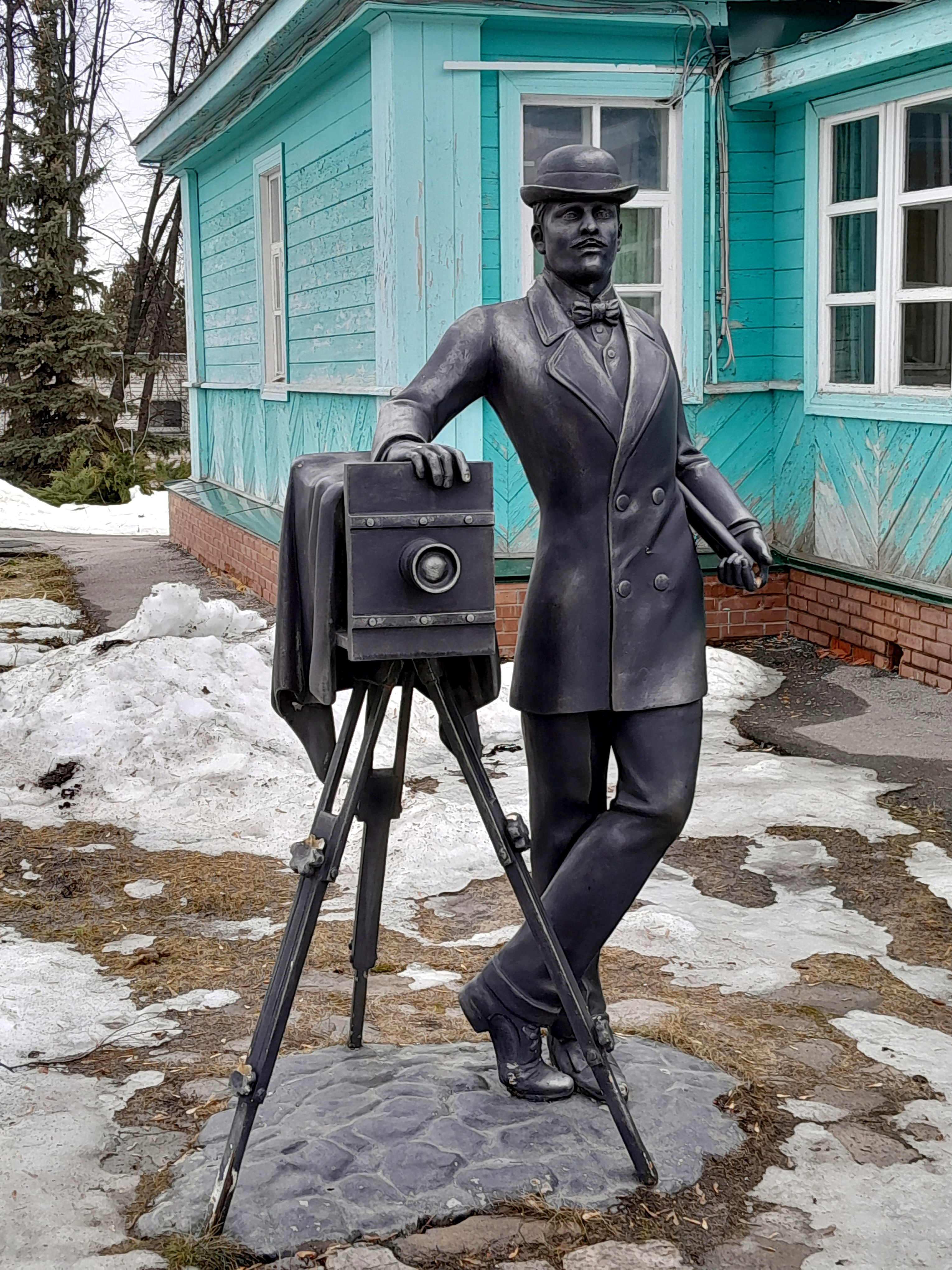
Скульптура «Фотограф».
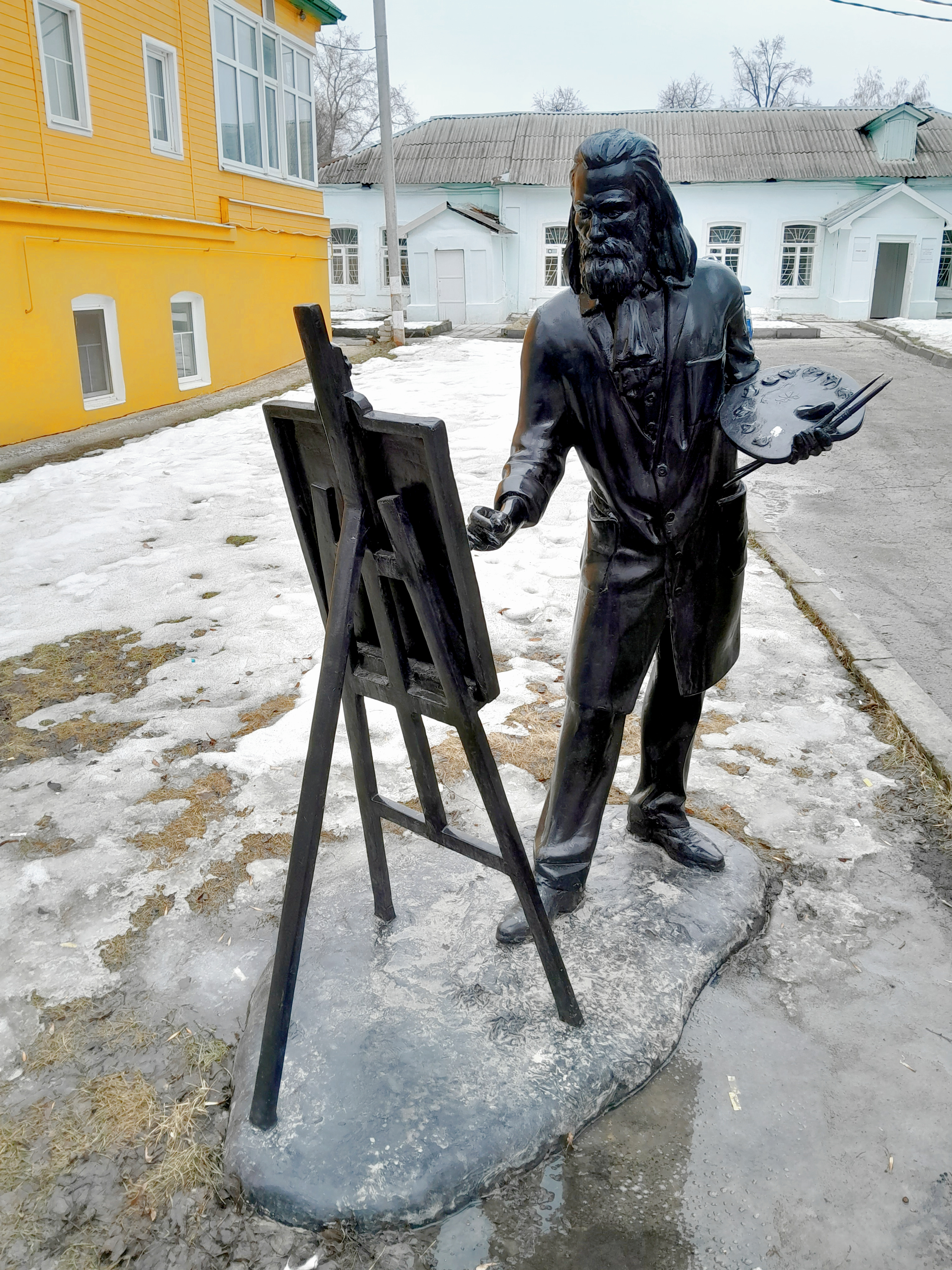
Скульптура «Художник».
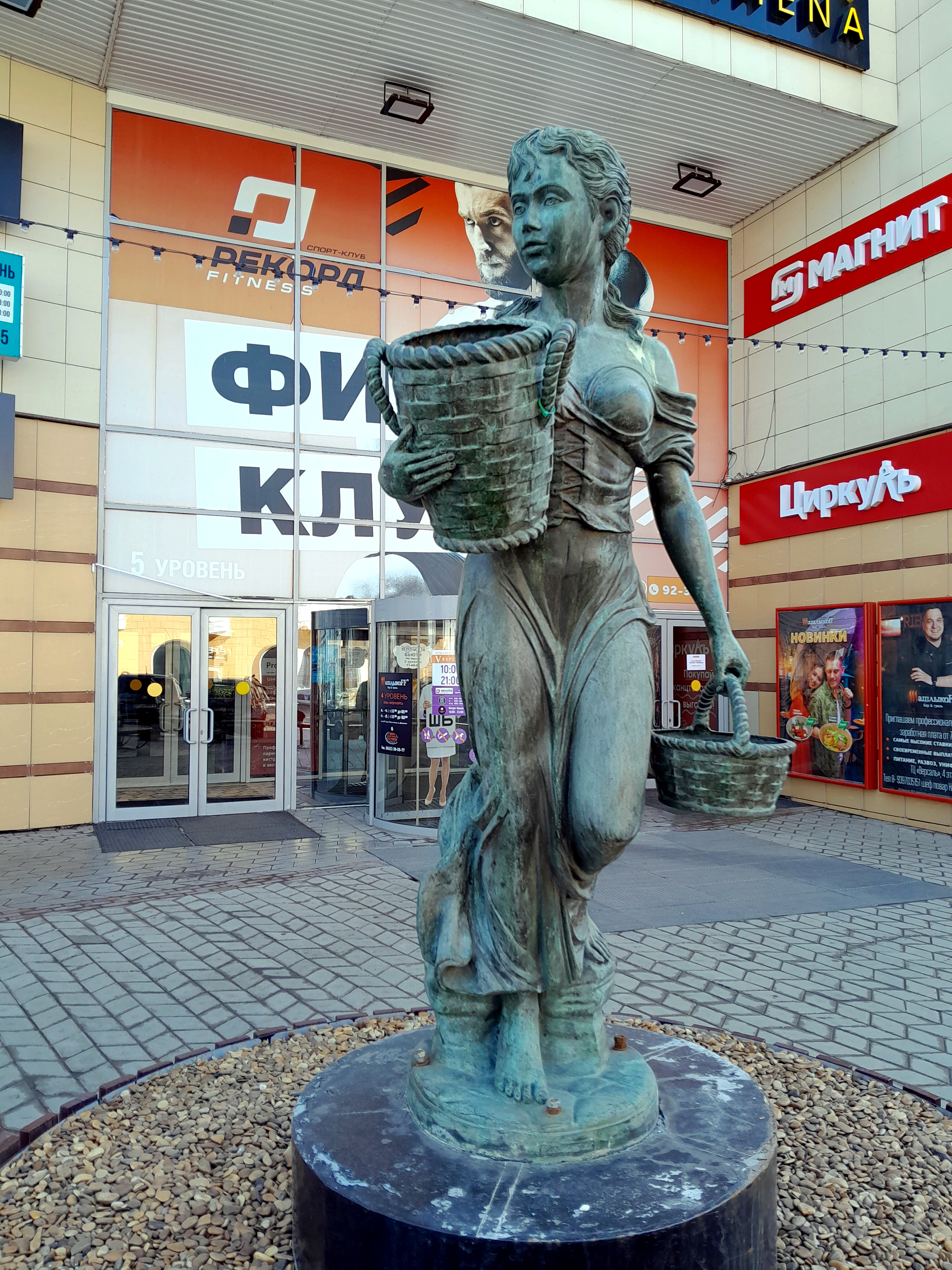
Скульптура «Девочка с корзинами».
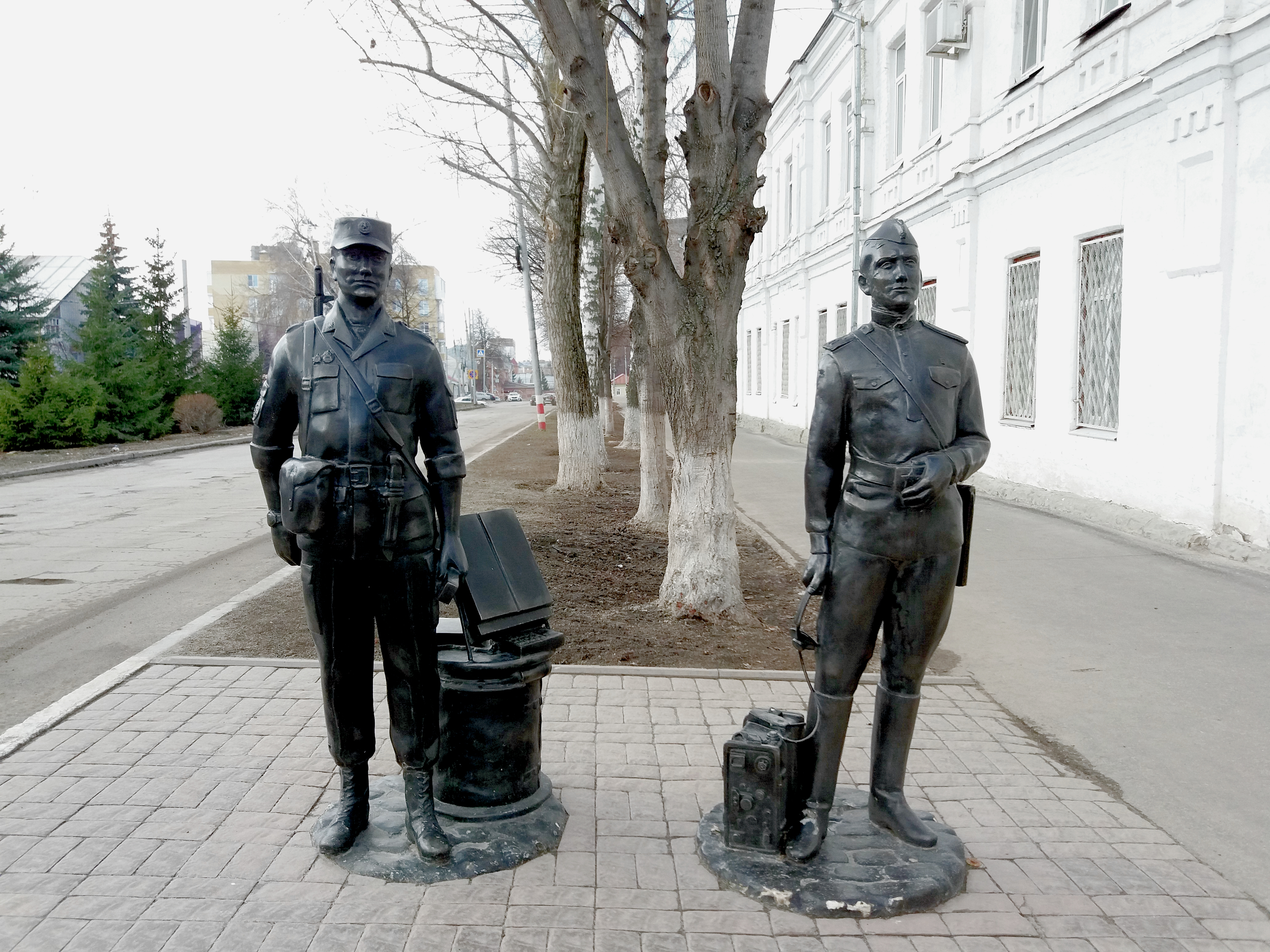
Памятник связистам.
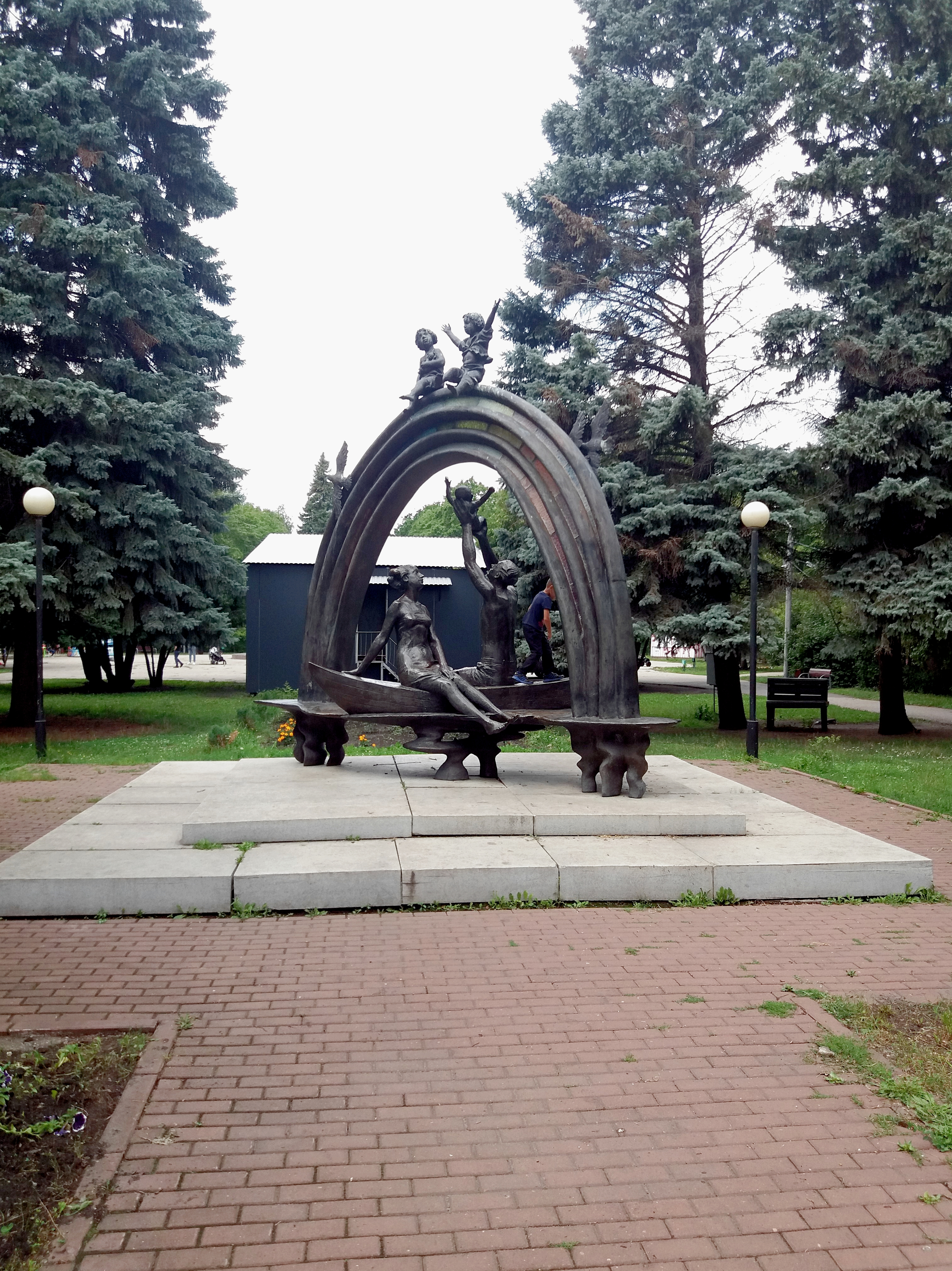
Парк Семья - "Радуга".

## Скульптуры

Скульптура «Мост Дружбы».
Скульптура «Дерево влюблённых».
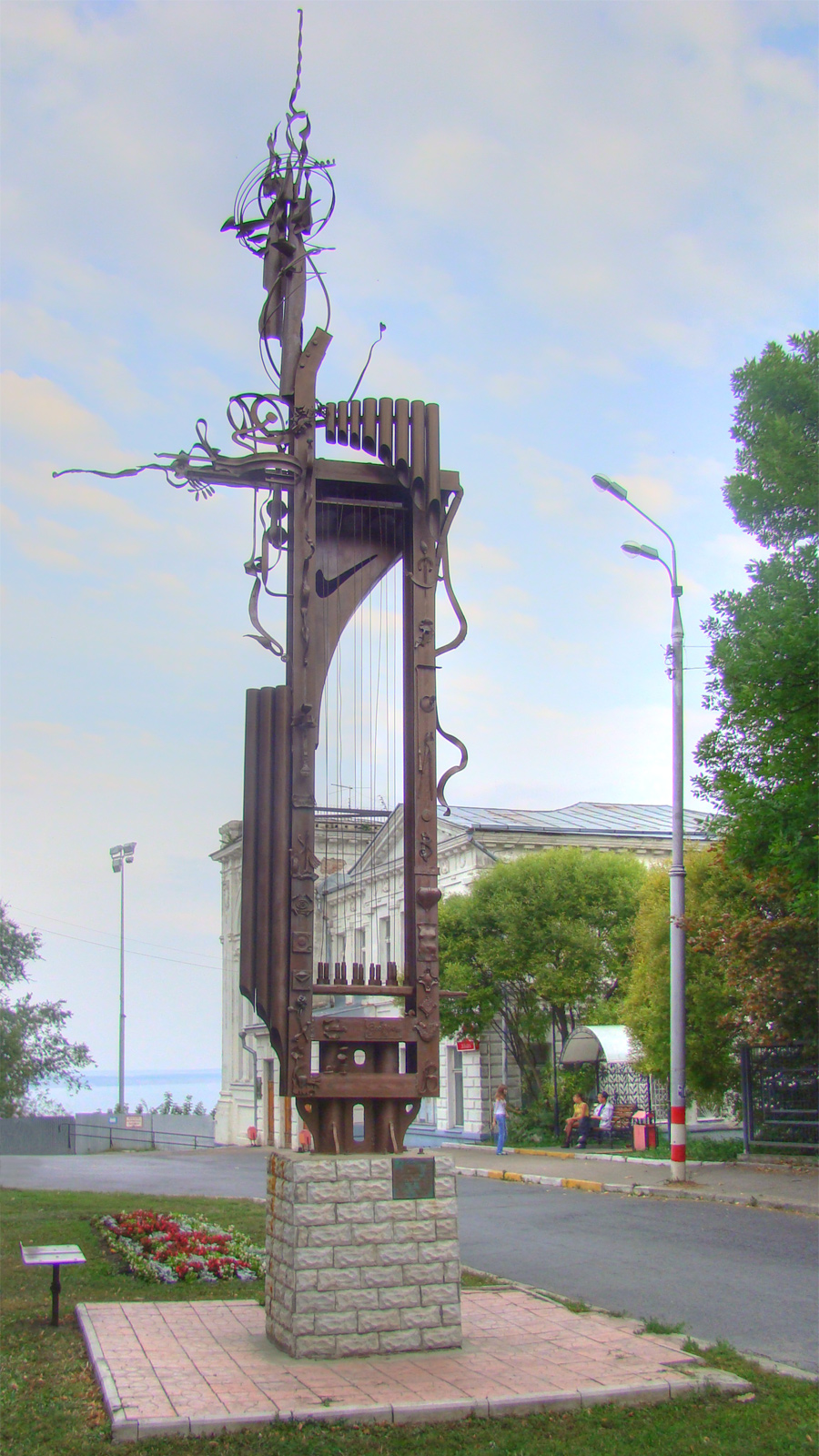
Скульптура "Ветряной орган".
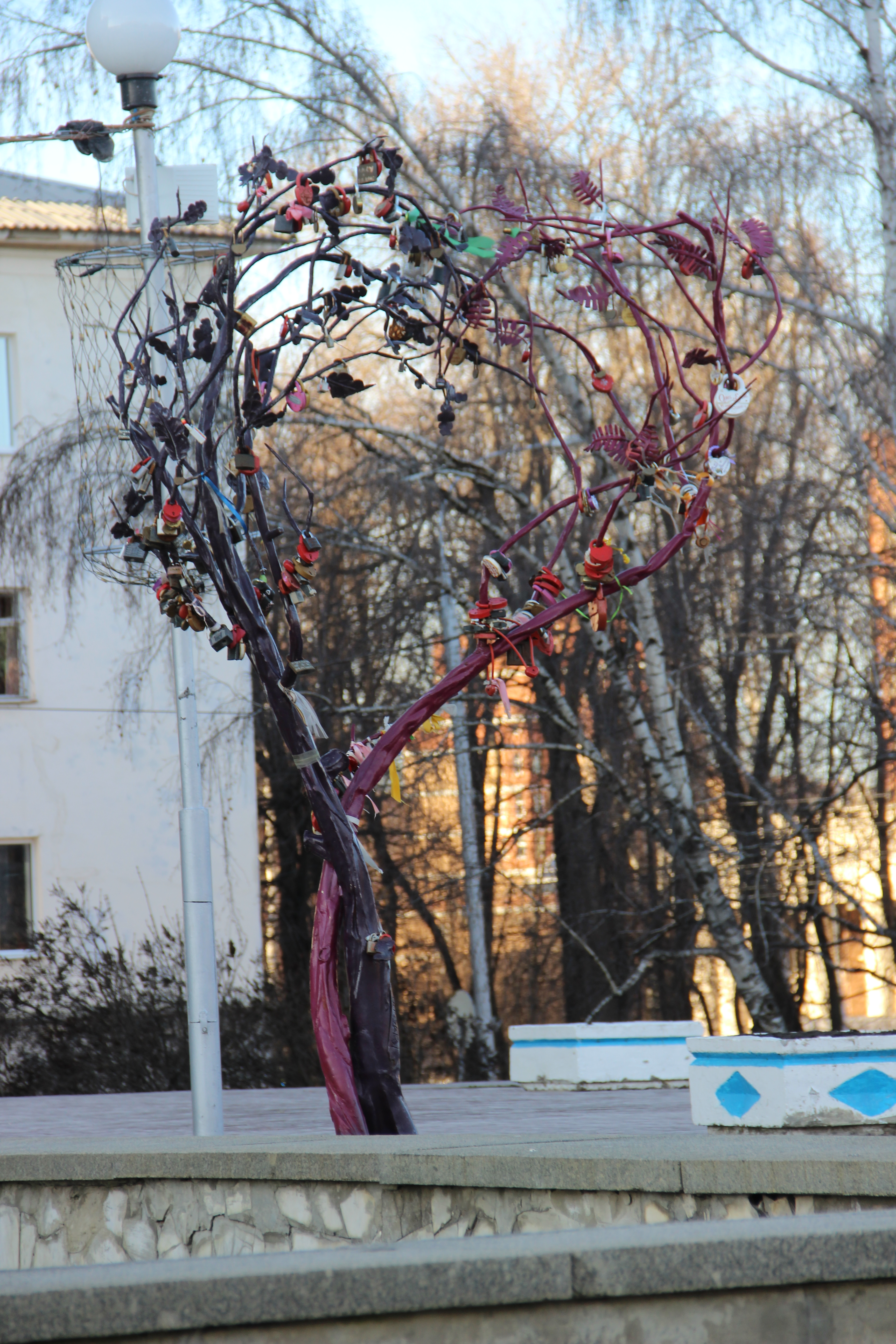
Скульптура "Дерево влюбленных".
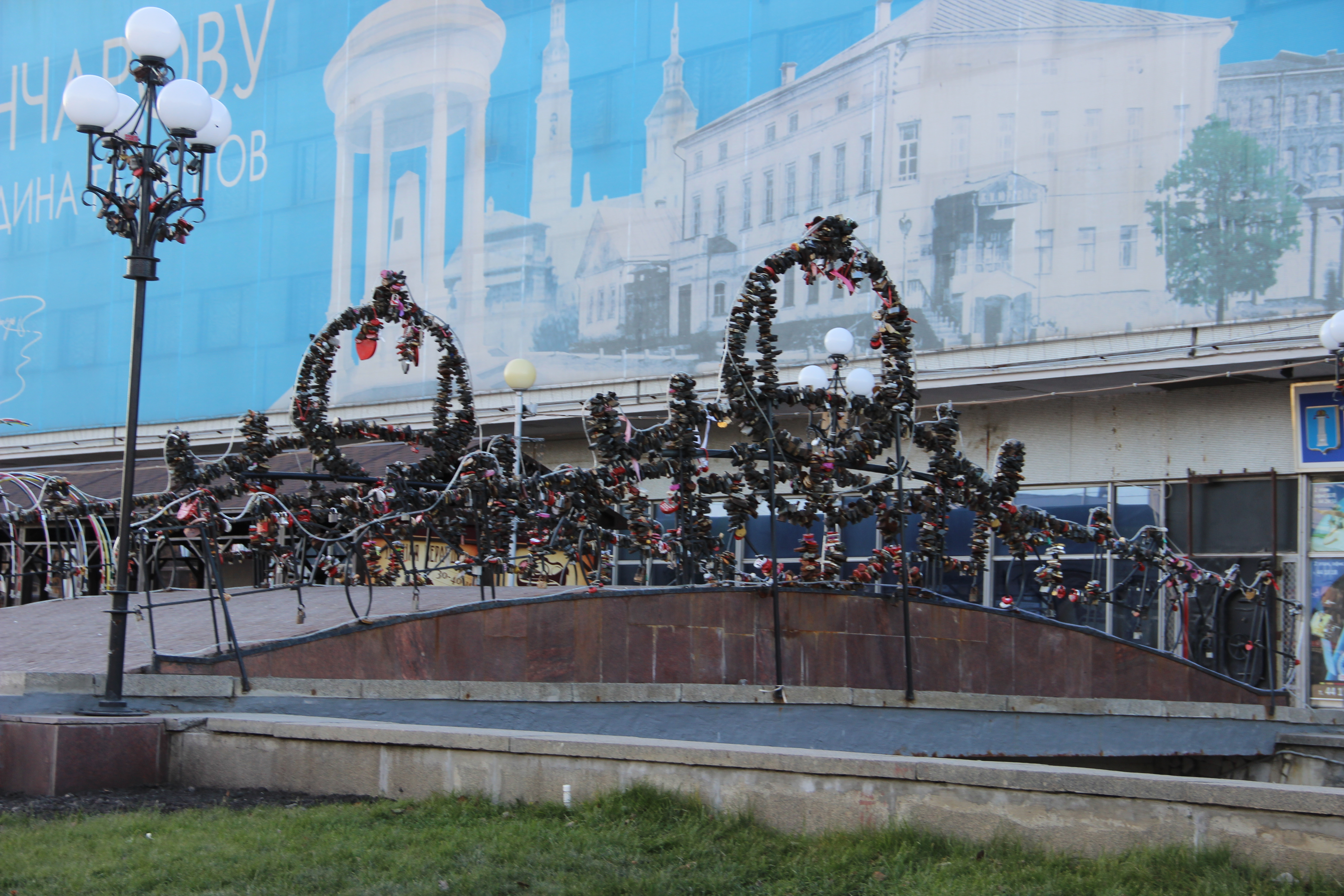
Скульптура "Мост влюбленных".
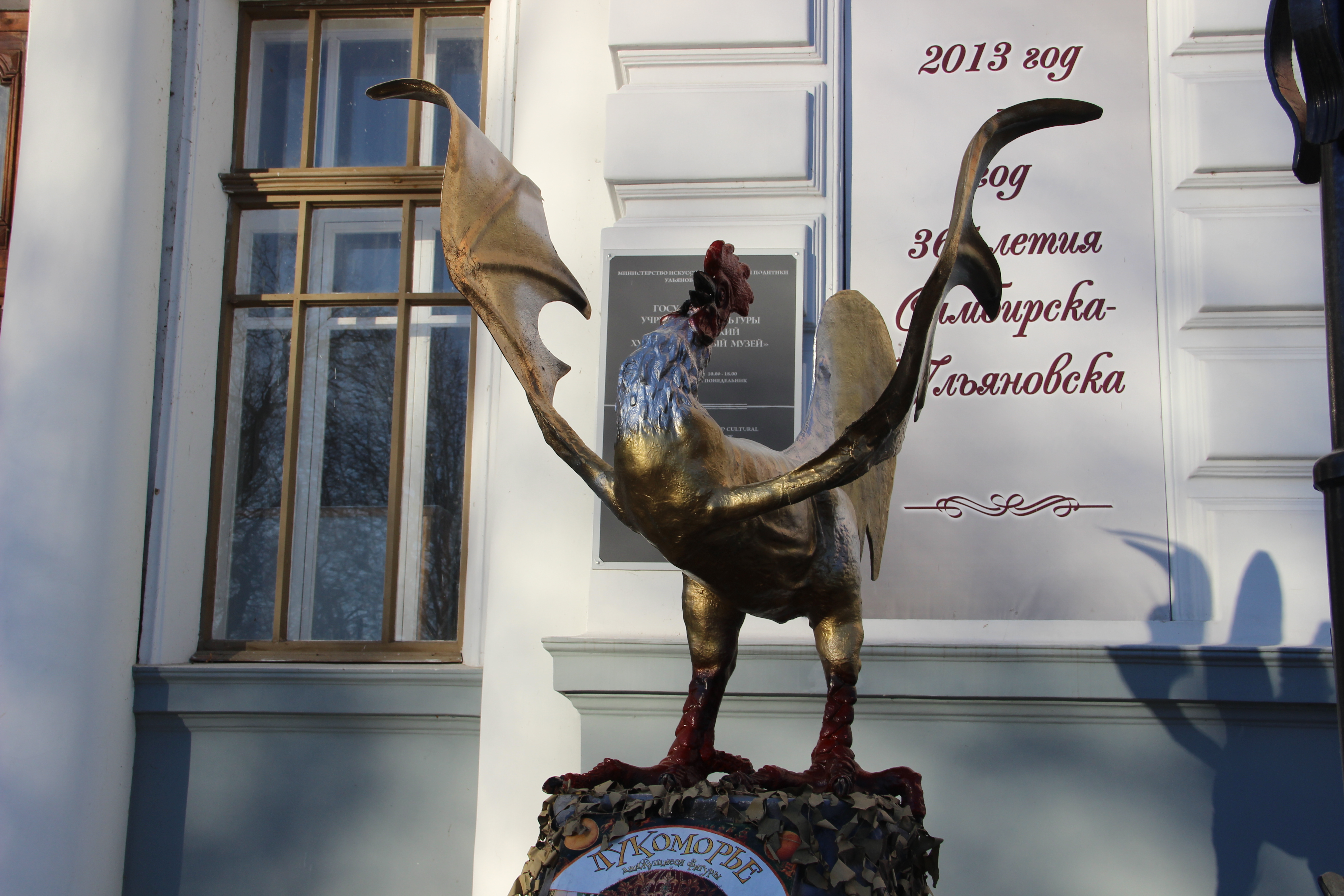
Скульитура "Ё-петух".
Скульптура камню симбирцит.
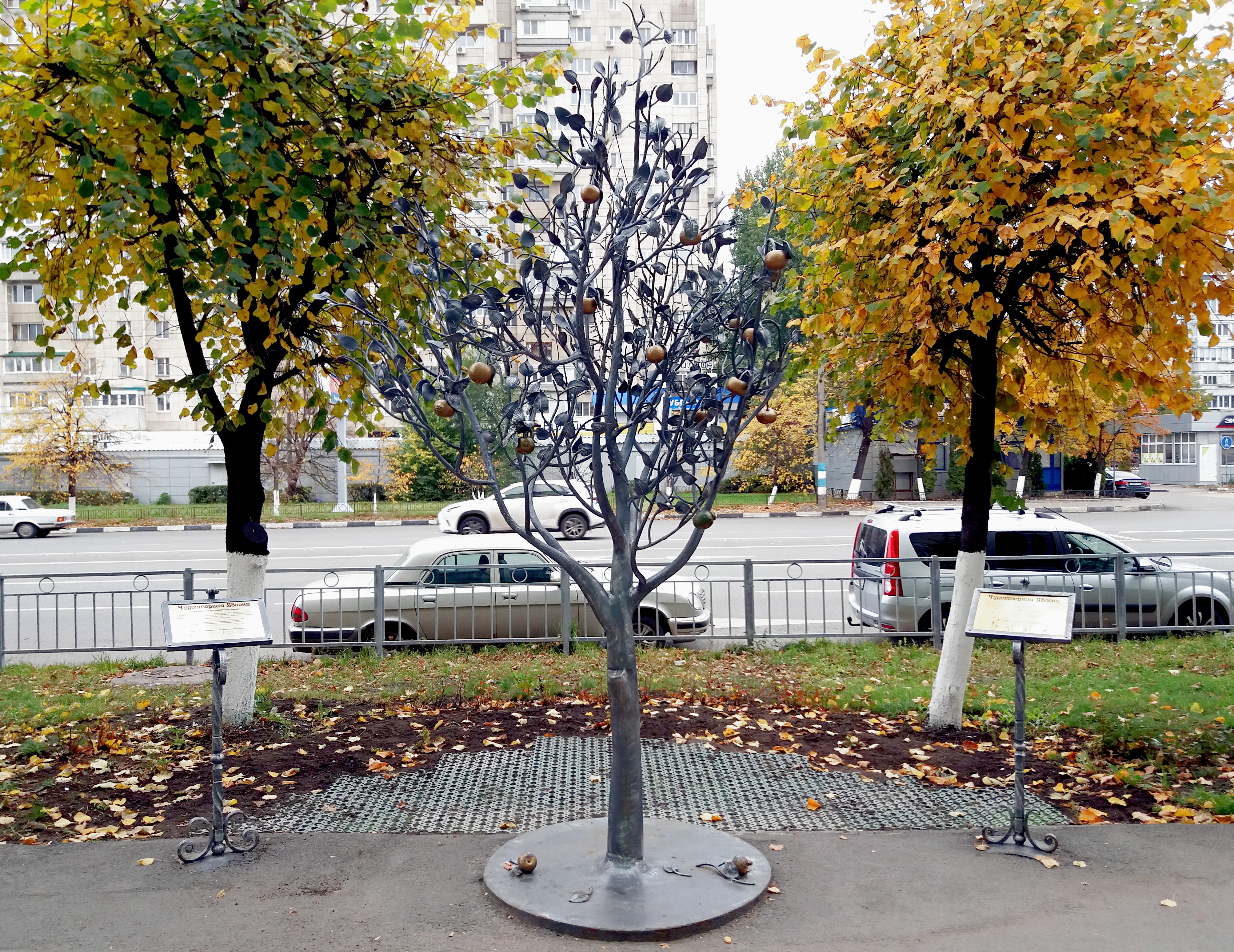
Статуя «Чудотворная Яблоня».
Памятник «Взрослым и детям, убитым, замученным в плену и пропавшим без вести».
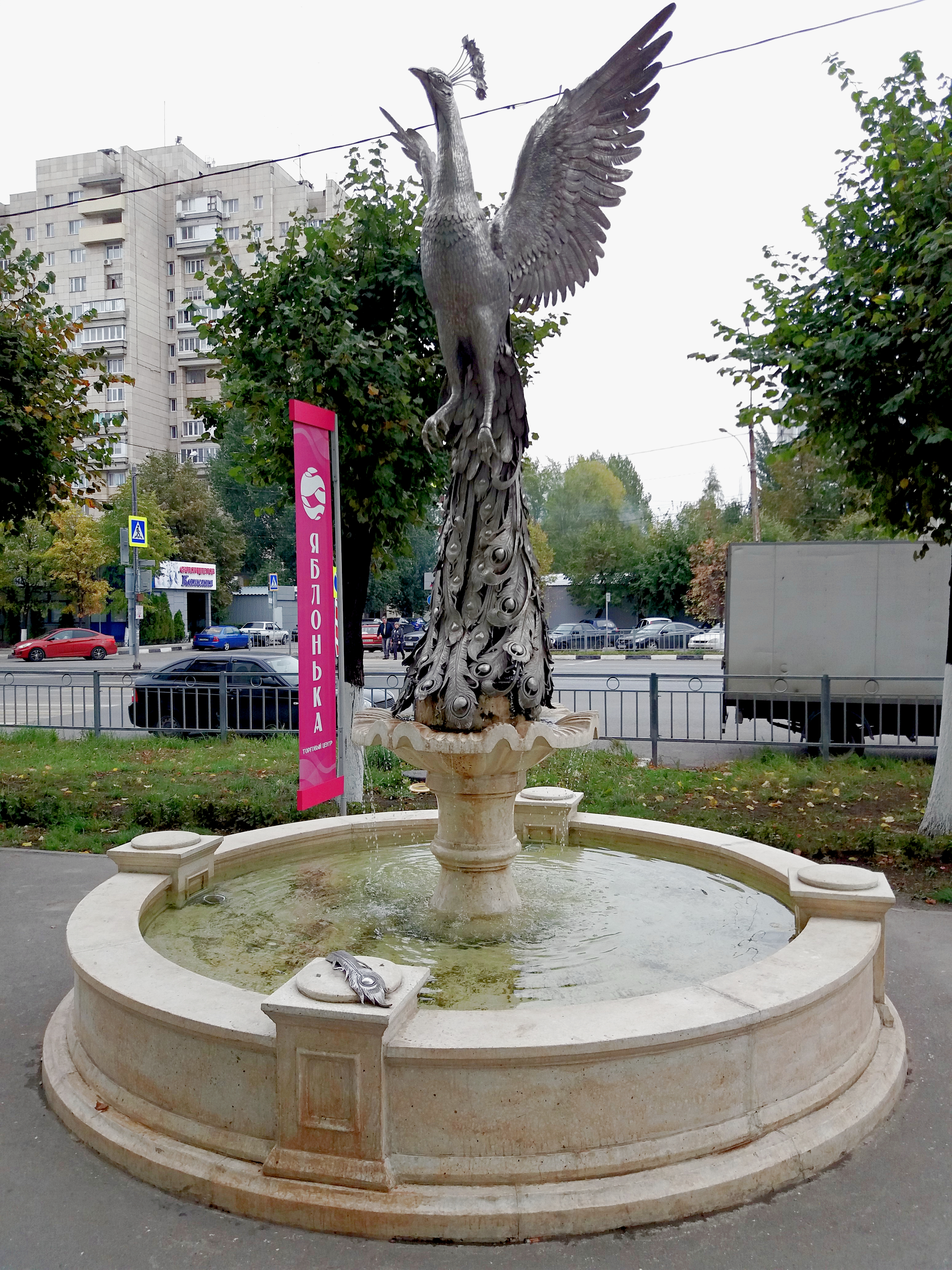
Фонтан-памятник «Жар-птица».

## Технические памятники

Памятник ГАЗ-5, УМЗ.
Памятник-самолёт Як-18Т (Лицей № 90).
Памятник в память УВАШП (самолёт Як-52).
Самолёт-памятник Ил-62 у ИАТУ.
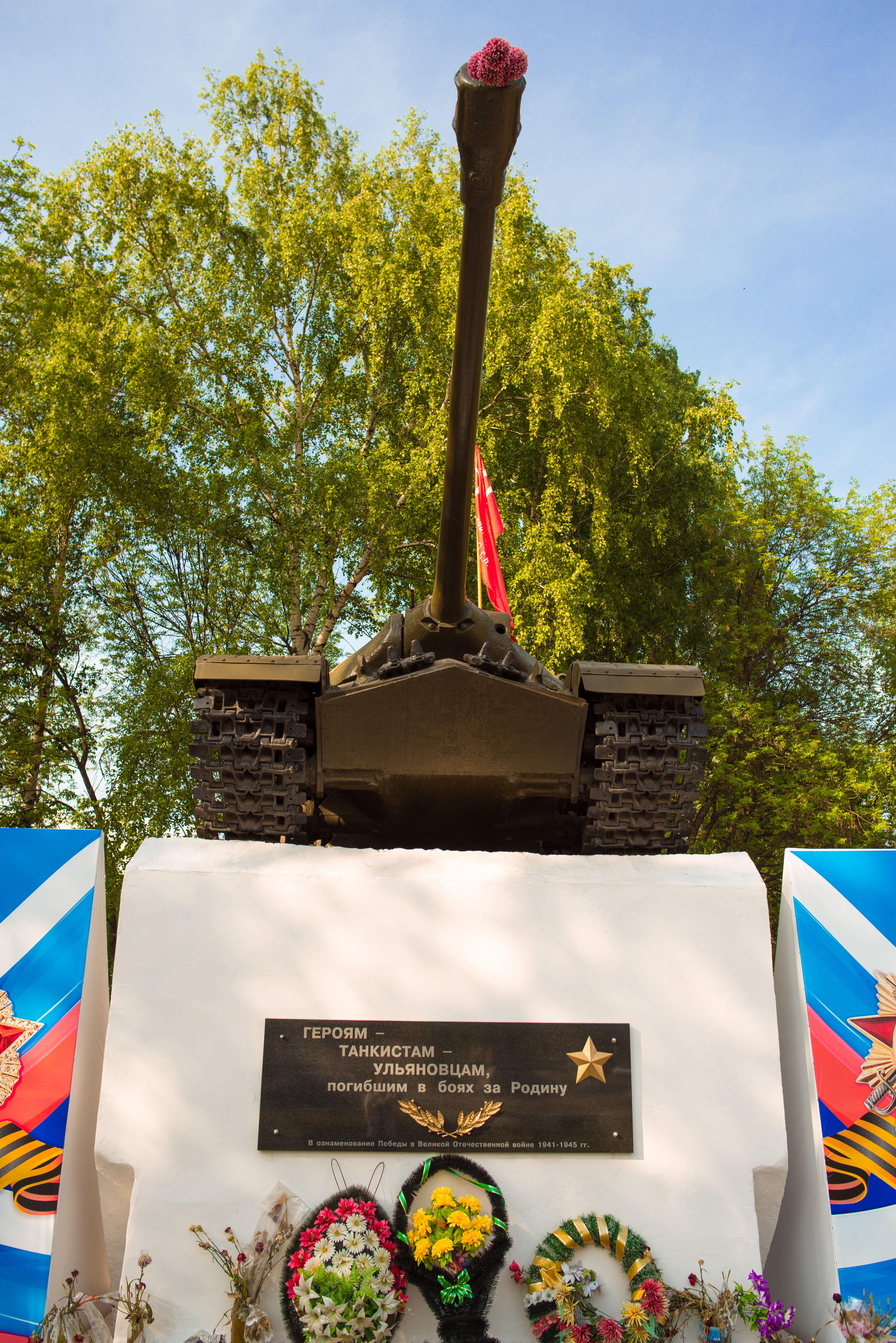
Памятник-воинам танкистам у парка Победы.
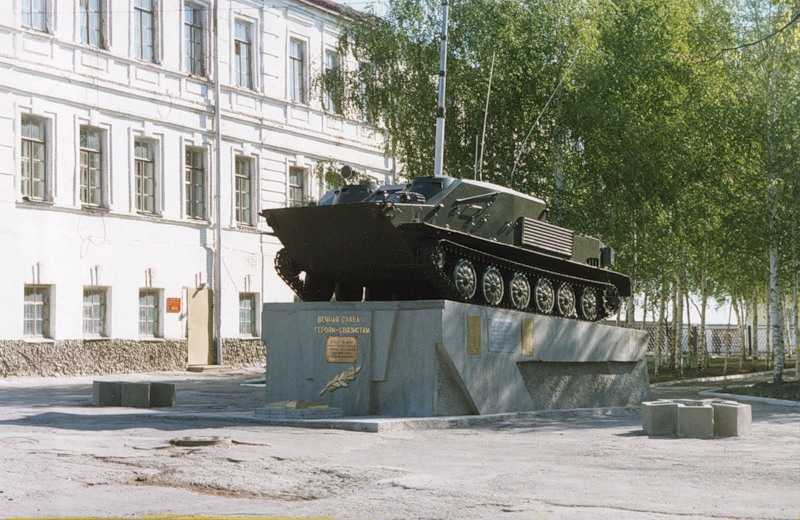
Памятник «Вечная слава героям-связистам», на территории УВВКУС.
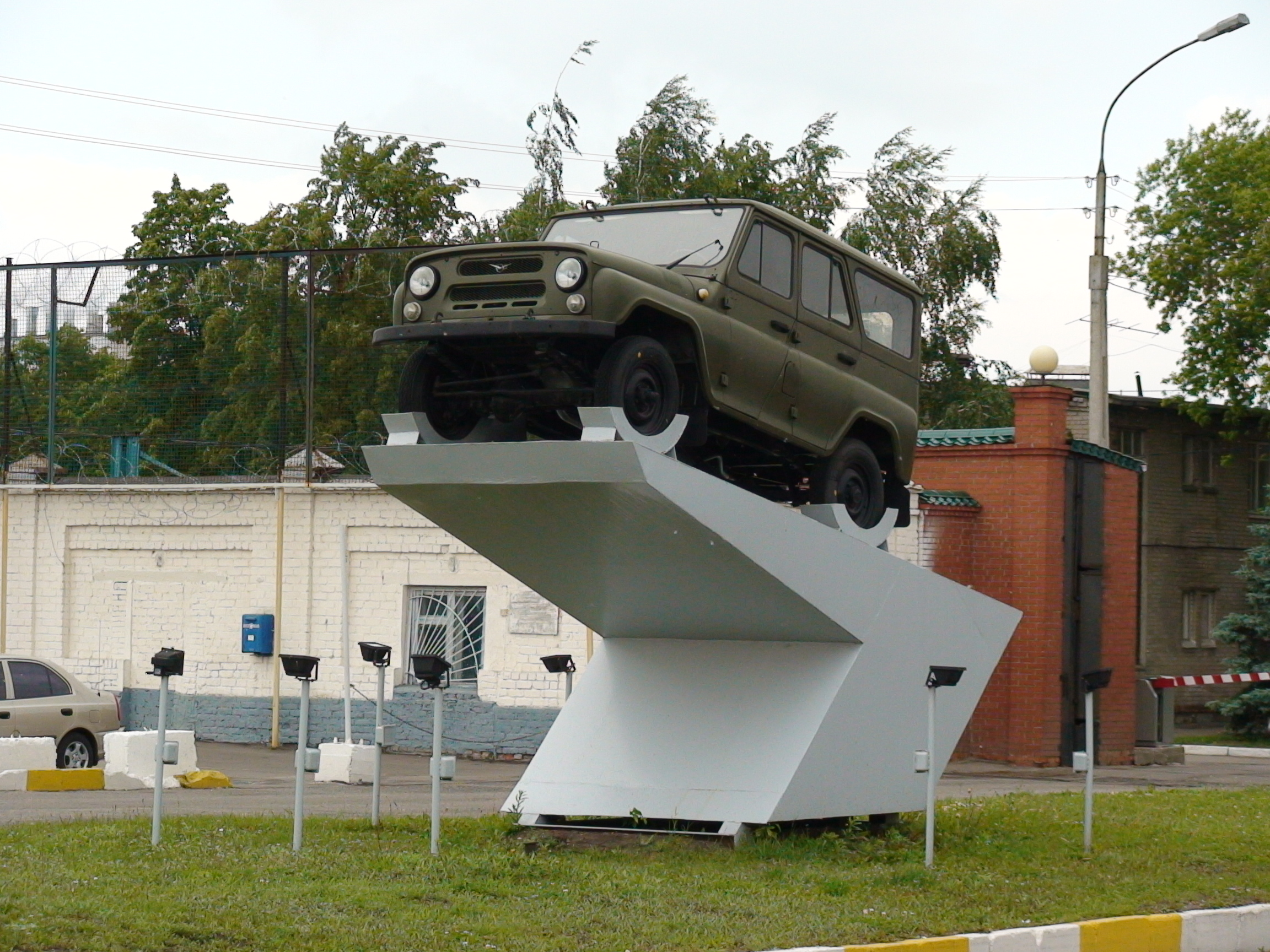
Памятник автомобилю УАЗ 469.
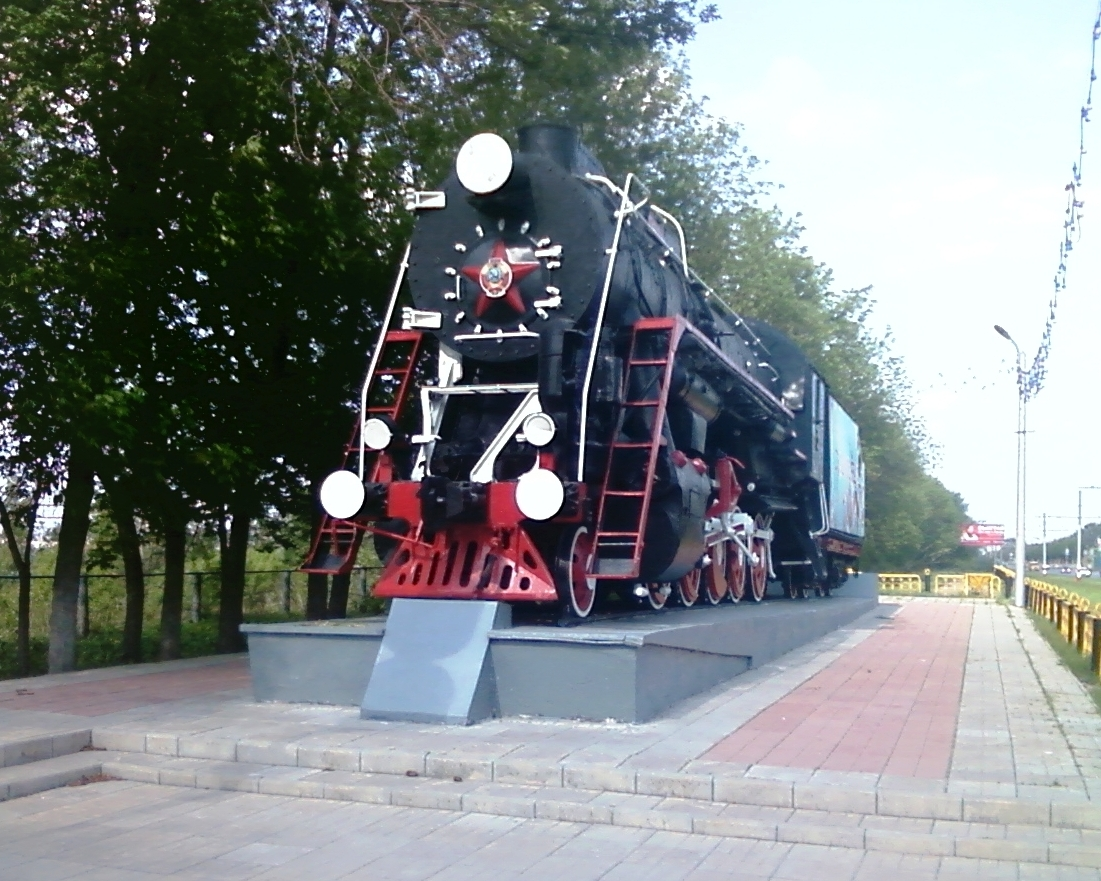
Памятник паровозу.
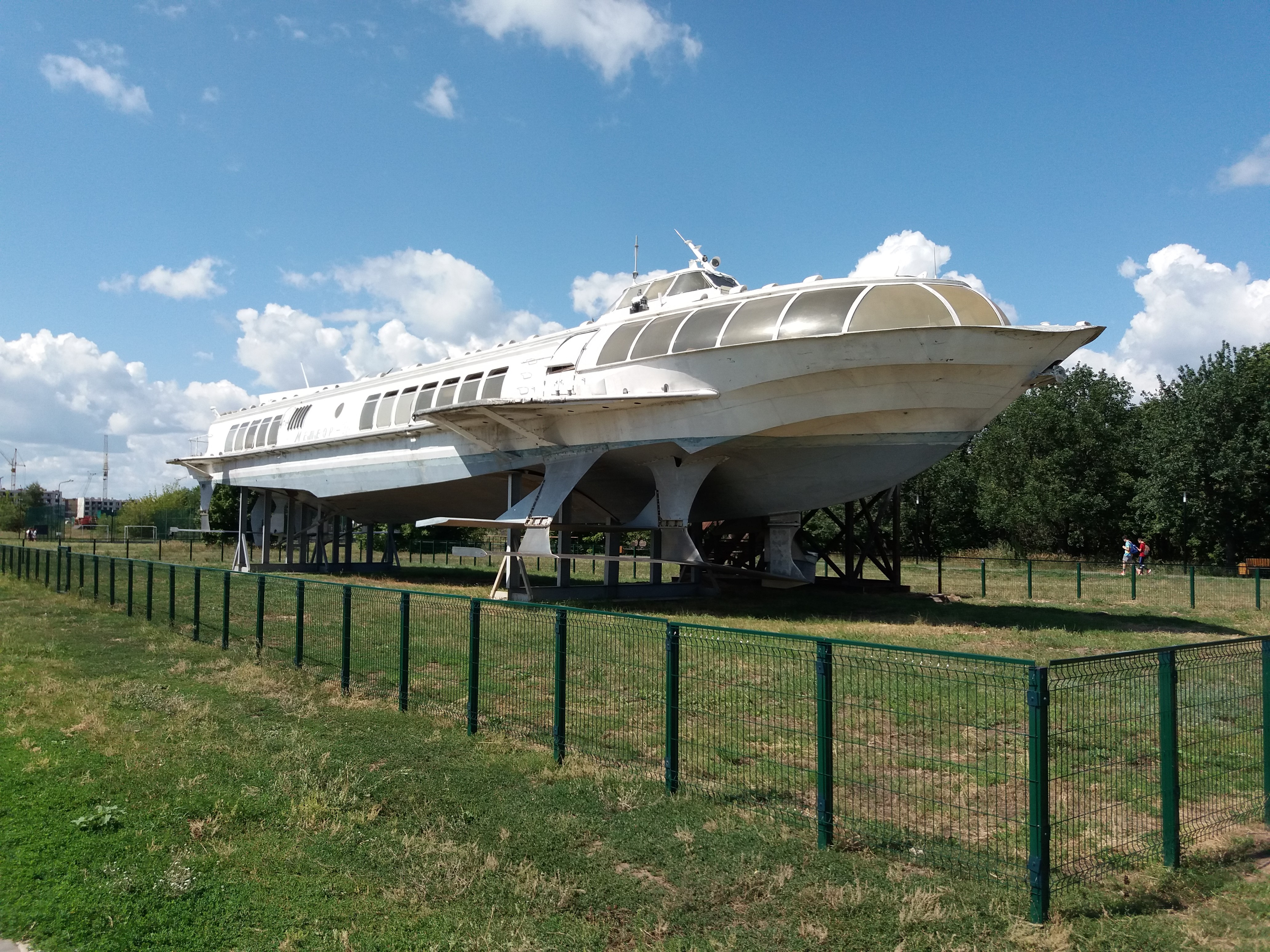
Судно-памятник Метеор-210.
Памятник паровозу серии Л-3291 «Победа».
Памятник авиаторам.
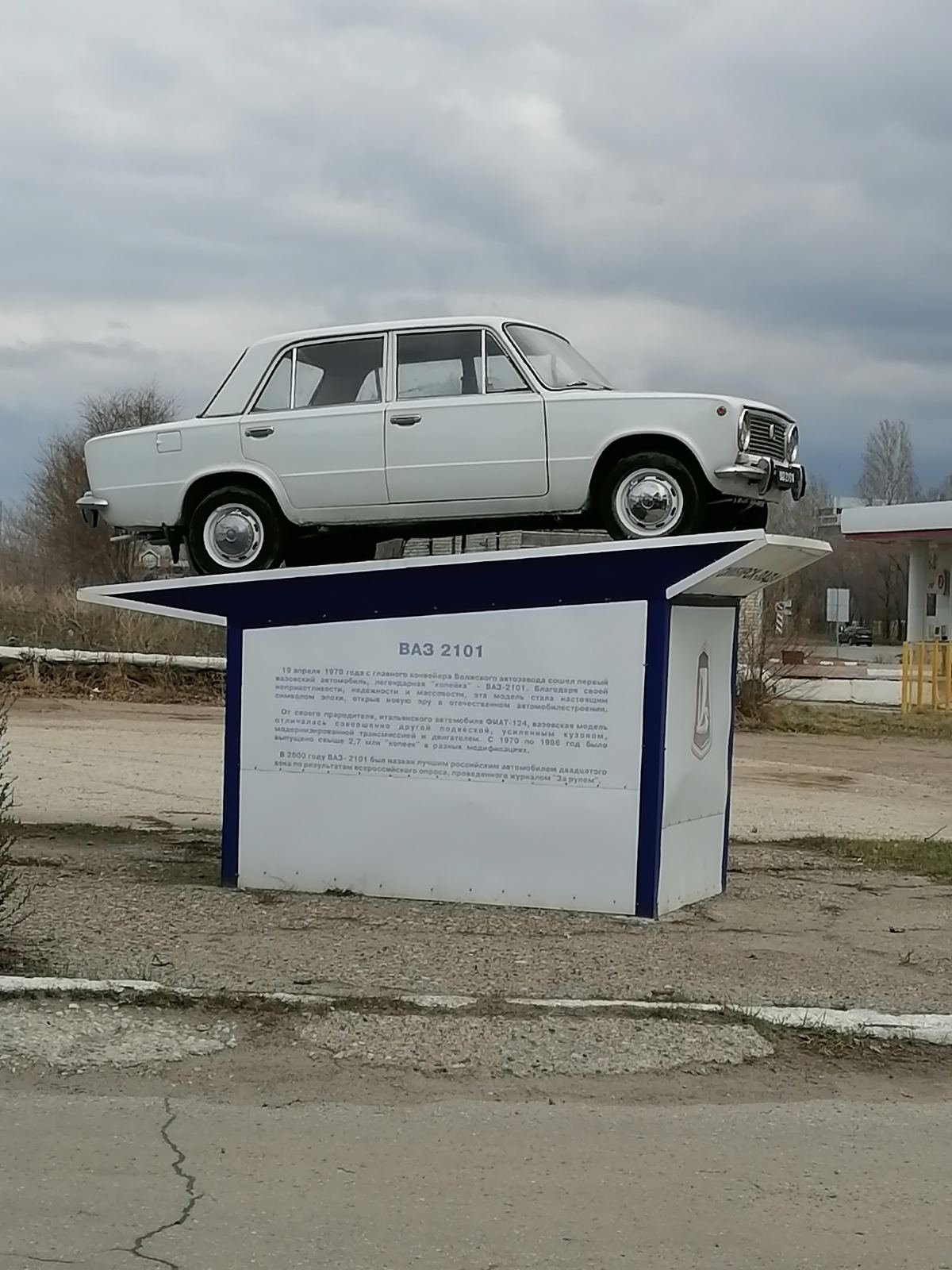
Памятник "Копейке", Новый Город.
Памятник «Подвигам шофёров всех поколений».
Памятник "Якорь", к 40-летию Ульяновскому речпорту.
Памятник «Диван Обломова».
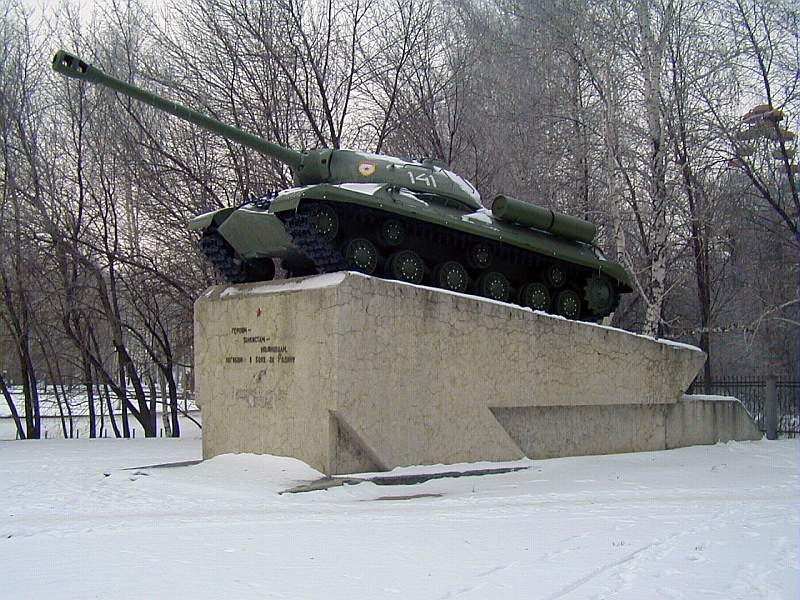
Памятник героям-танкистам. Танк ИС-3 Ульяновского танкового училища. 1975 год (Парк Победы).
Памятник на территории УИ ГА.
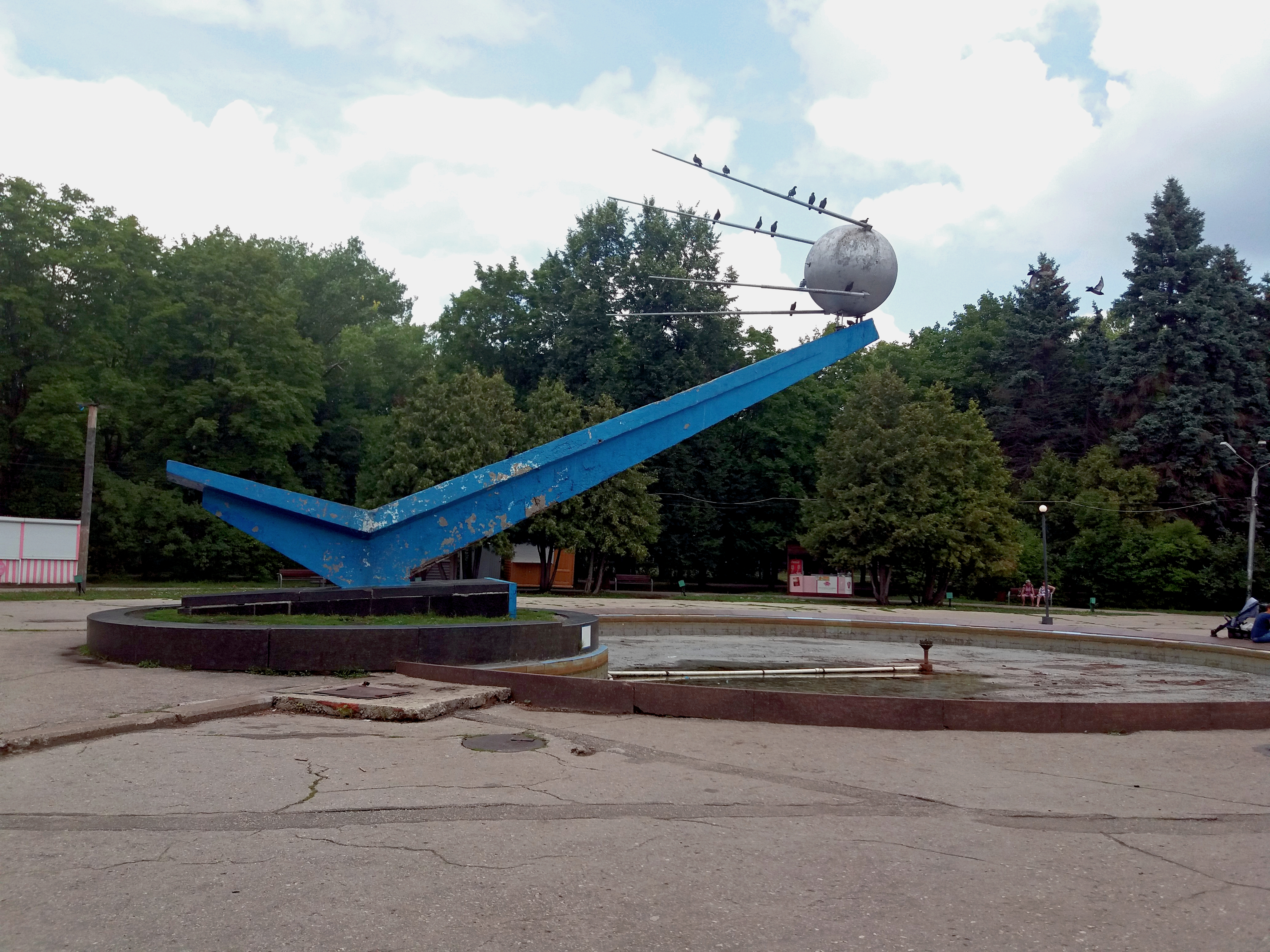
Парк Семья - памятник "К звёздам".
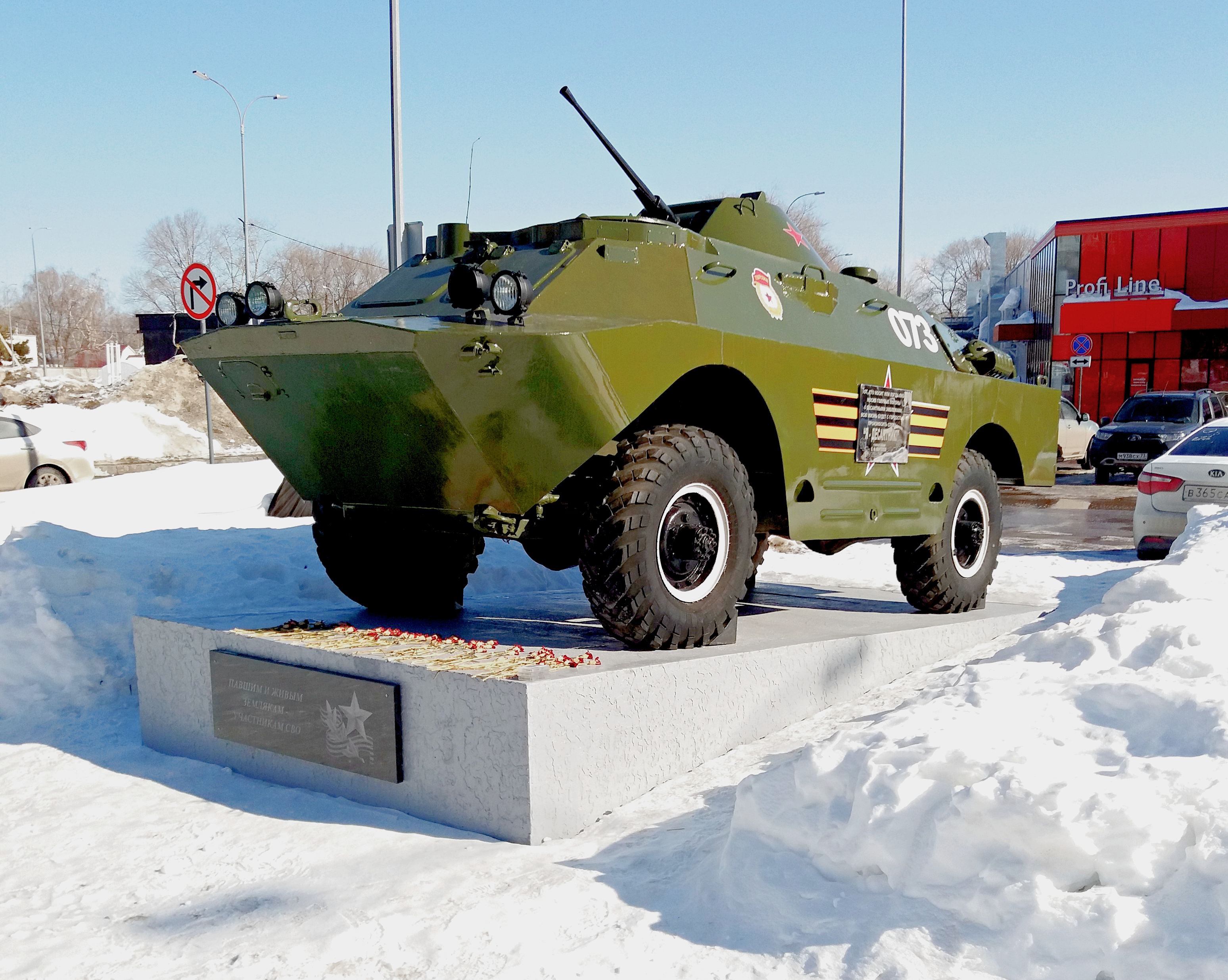
Броневик (Верхняя Терраса).

## Дома-памятники и сооружения

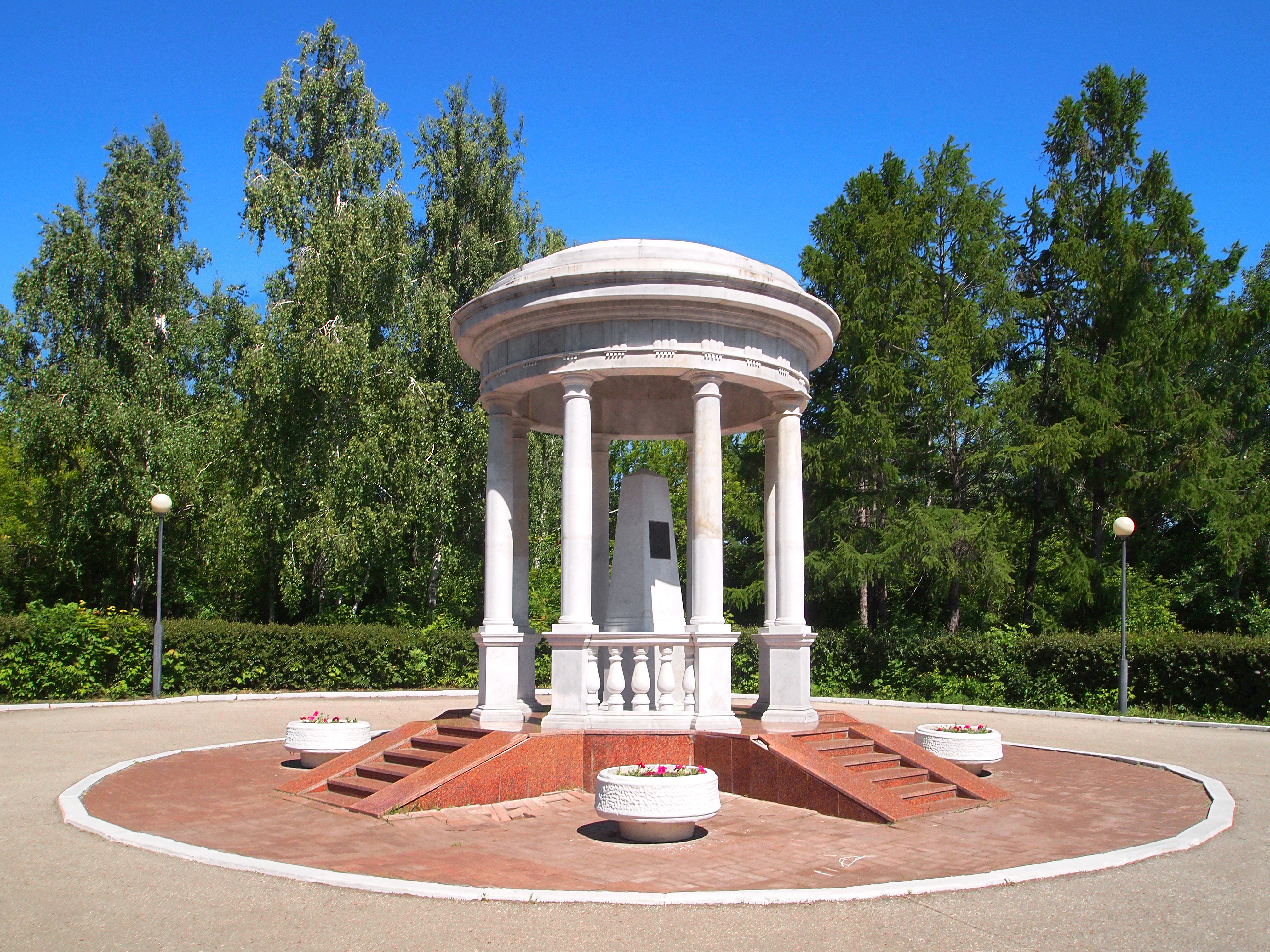
Беседка-памятник И. А. Гончарову.
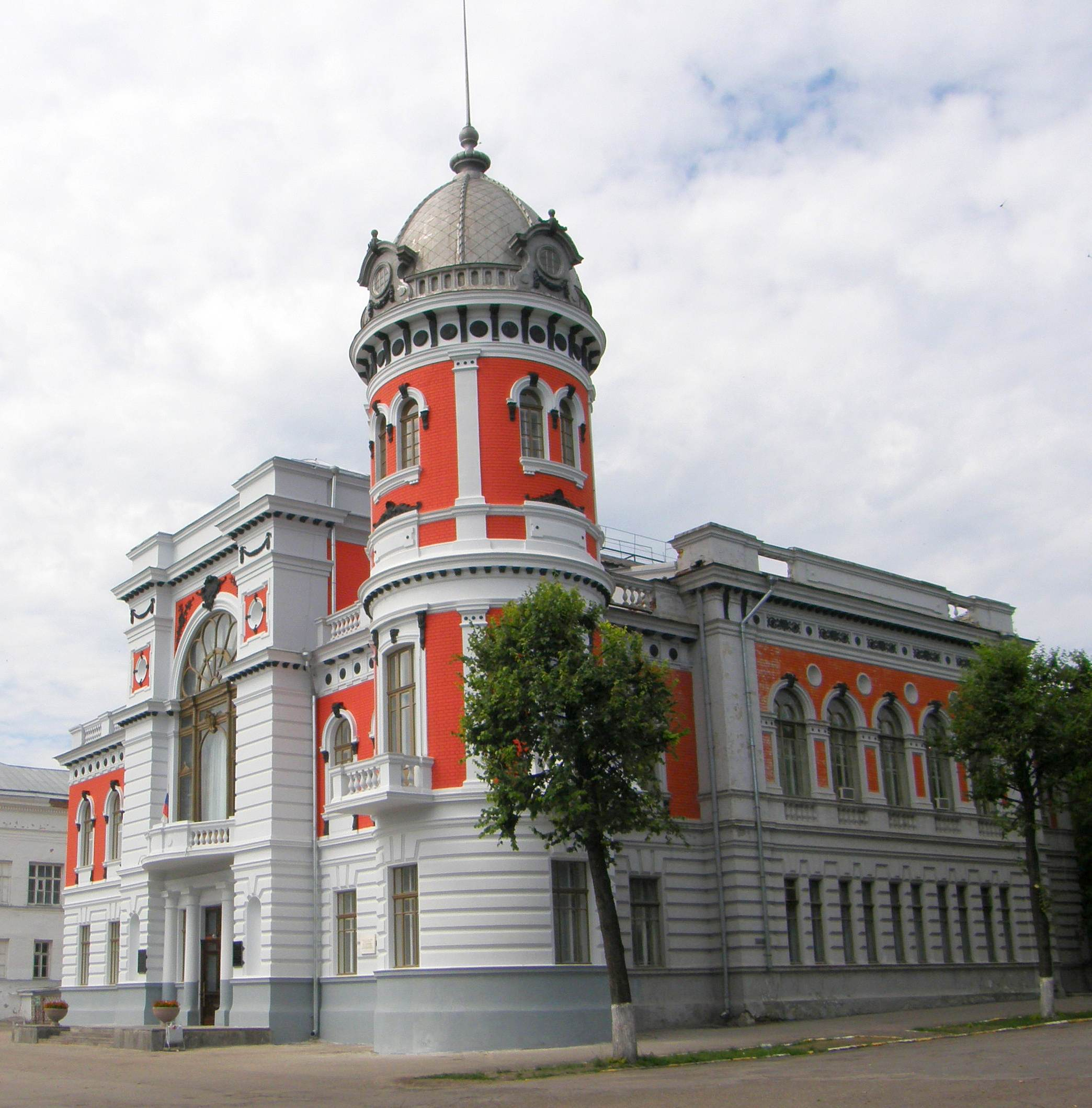
Дом-памятник Гончарову.
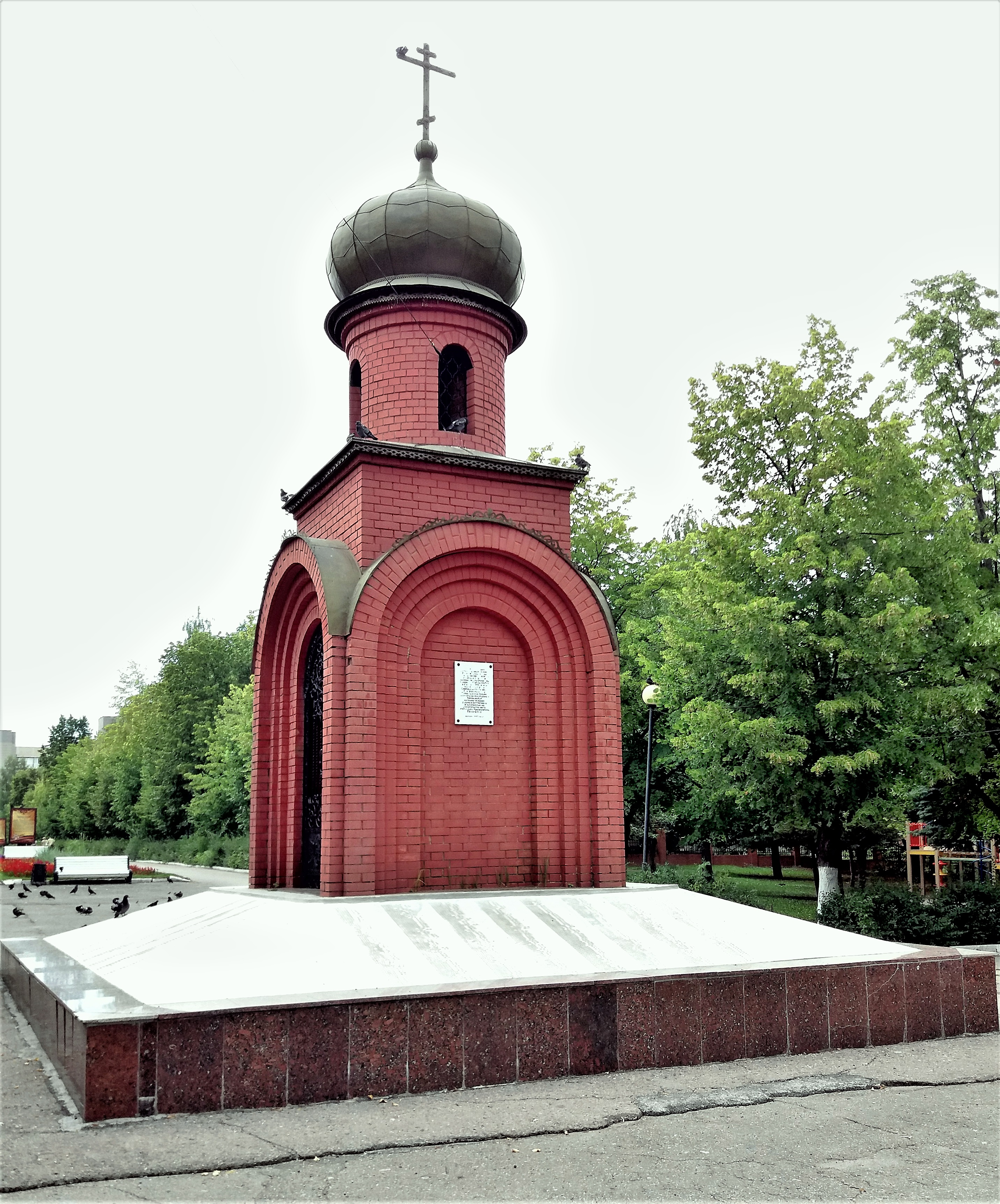
Памятник-часовня Георгия Победоносца.
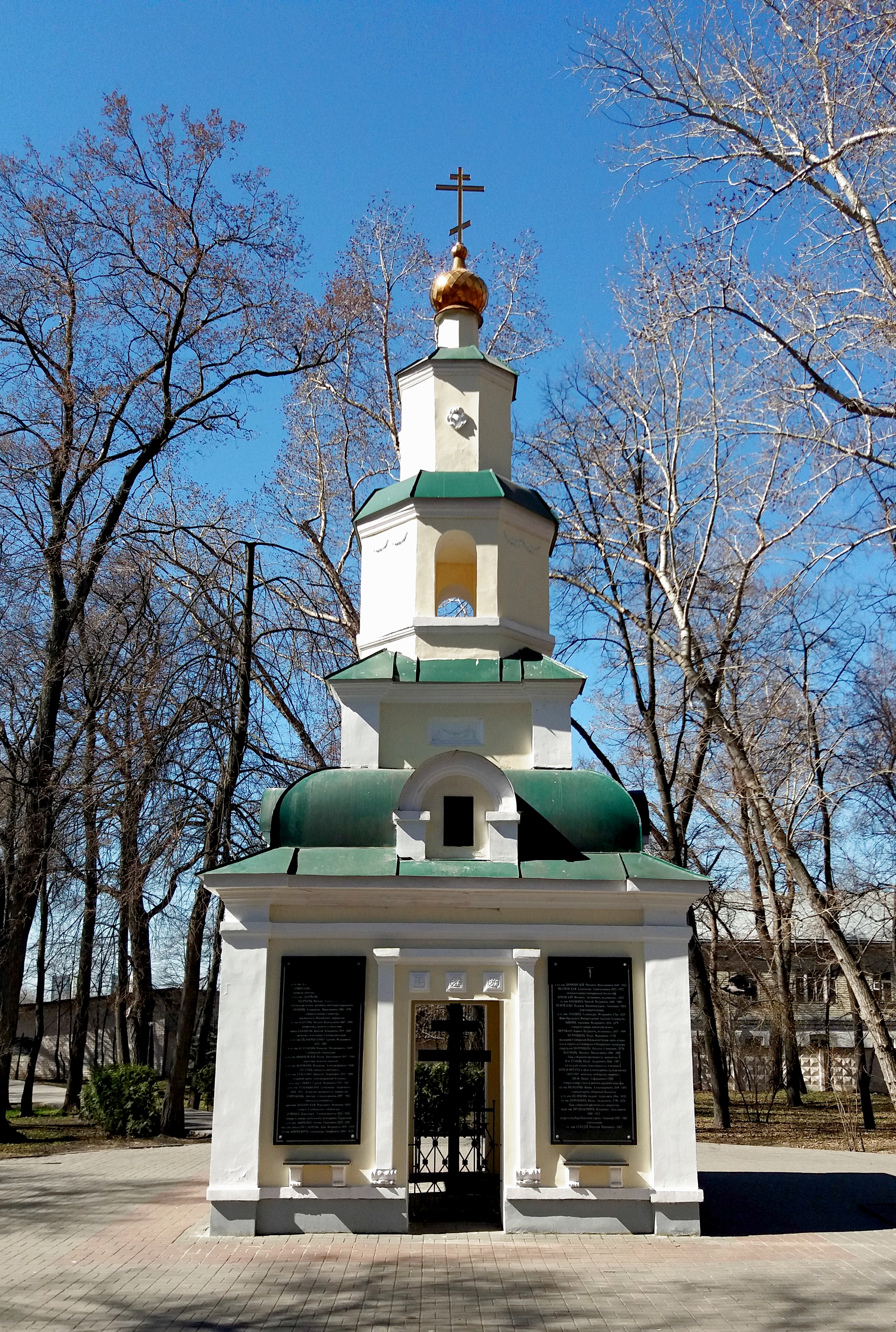
Часовня-памятник (Покровский некрополь).
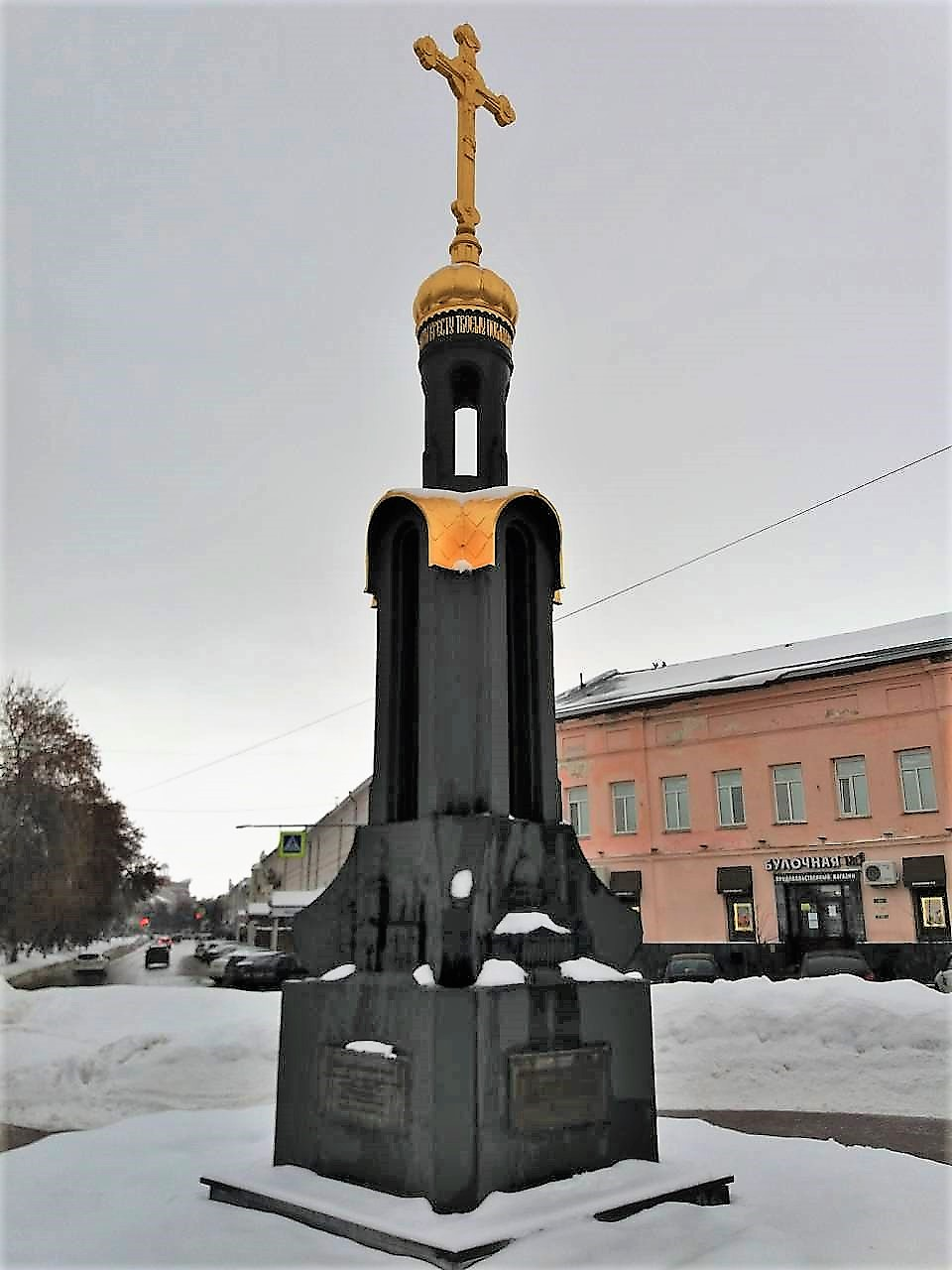
Часовня-памятник утраченным храмам Симбирска.

## Барельефы и панно

Панно на здании ДК имени 1 Мая.
Панно на здании Ульяновского драмтеатра.
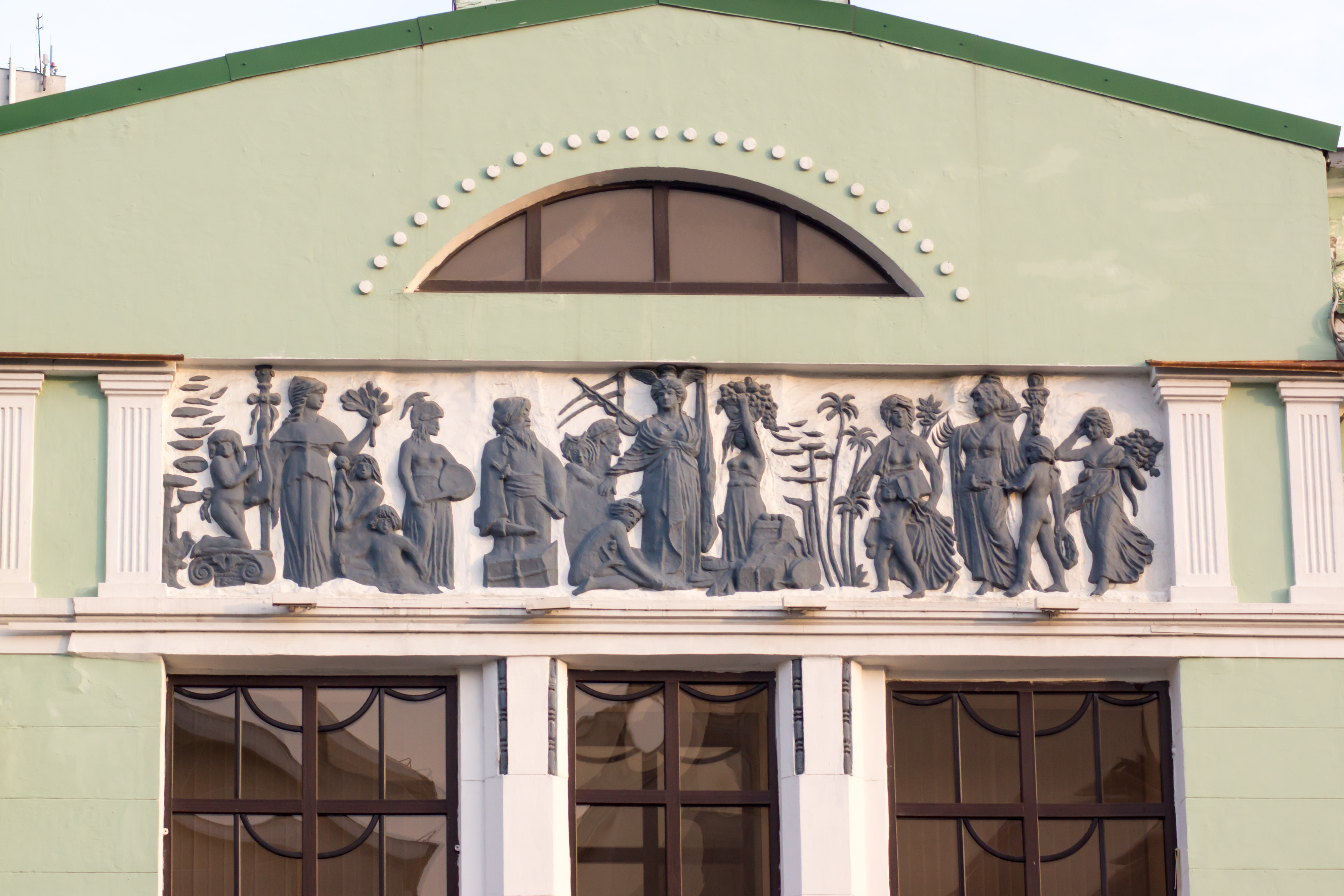
Барельеф на здании типографии Токарева (Гончарова, 50).
Детсад № 110 «Мальвина» — панно «Буратино».
Детсад № 160 — панно «Буратино» (п-д Сиреневый, 8).
Барельеф Николая Островского с его цитатой.
Барельеф «Гражданская война».
Барельеф Николая Островского с его цитатой.
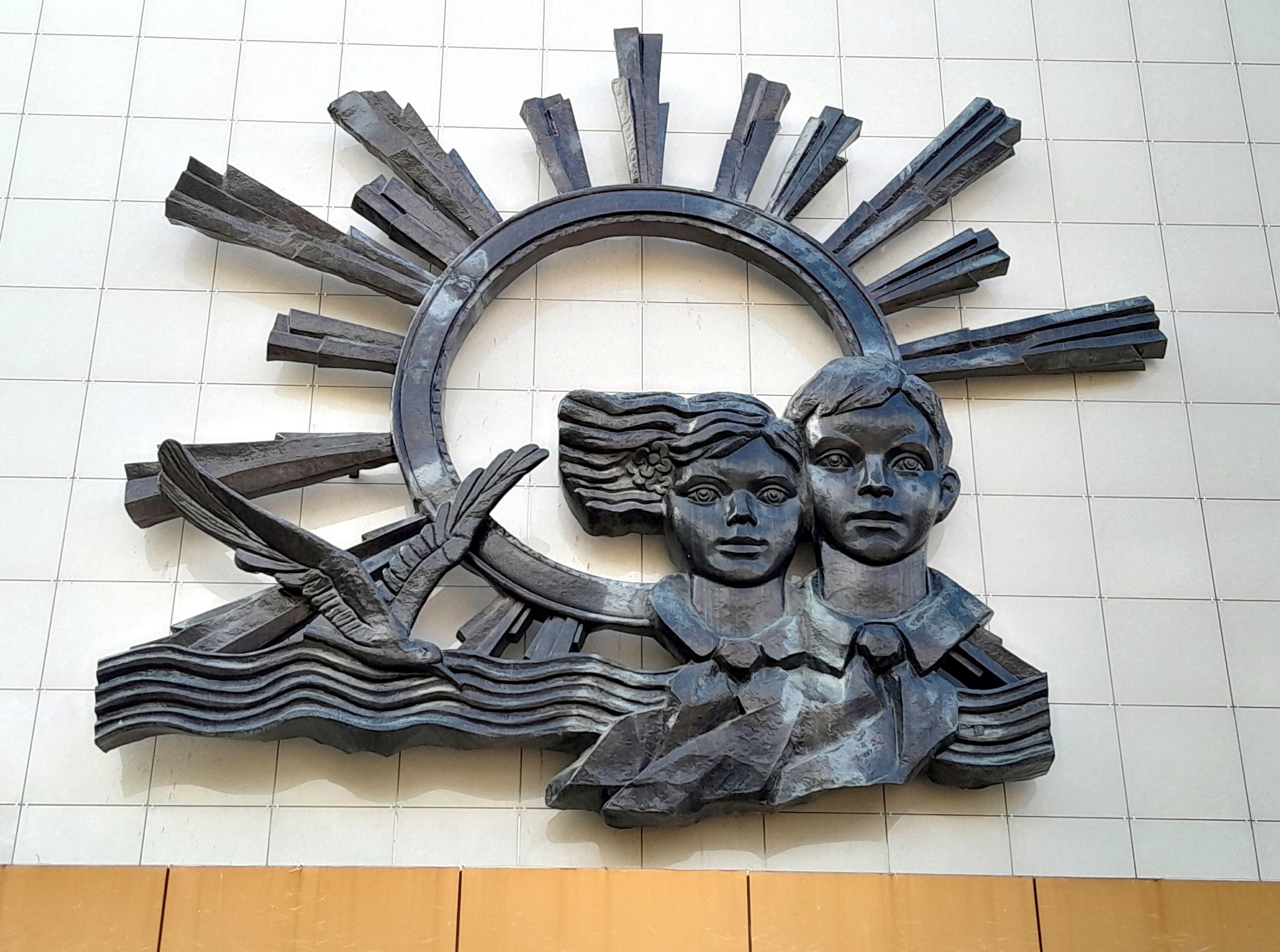
Горельеф на Дворце пионеров.
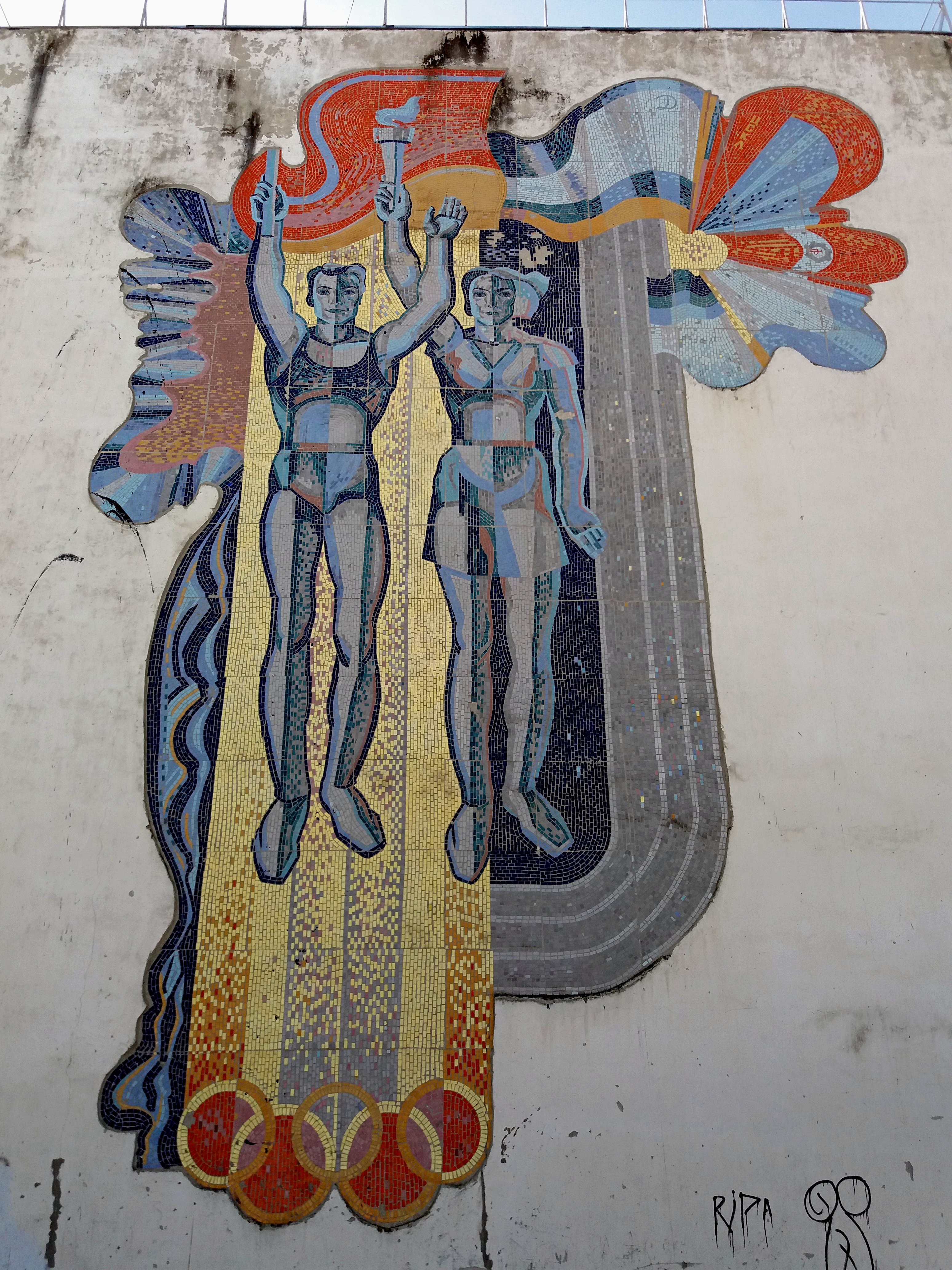
Панно Спорт.

## Статуэтки Колобки-гиды

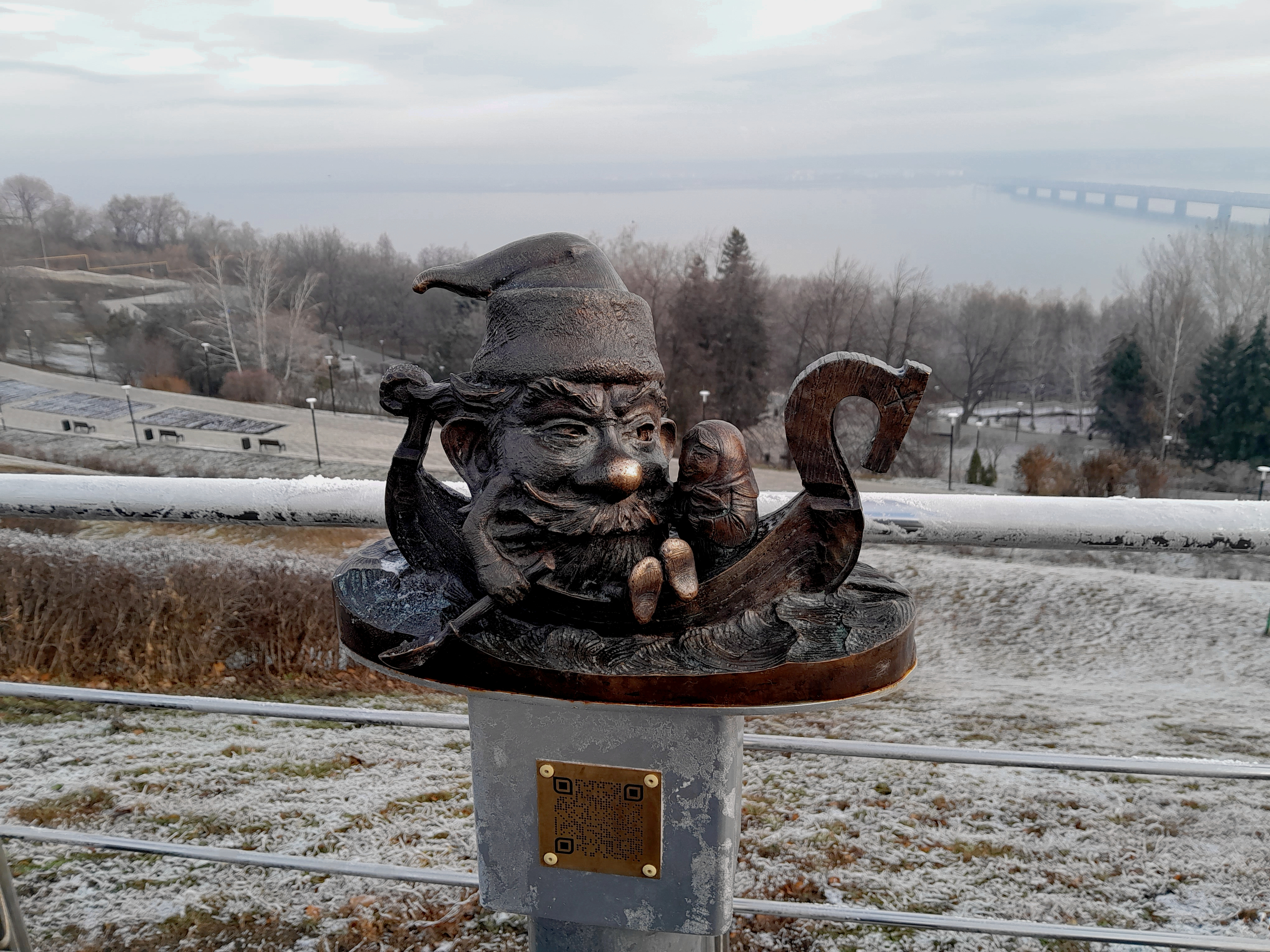
Статуэтка Колобок — Стенька Разин.
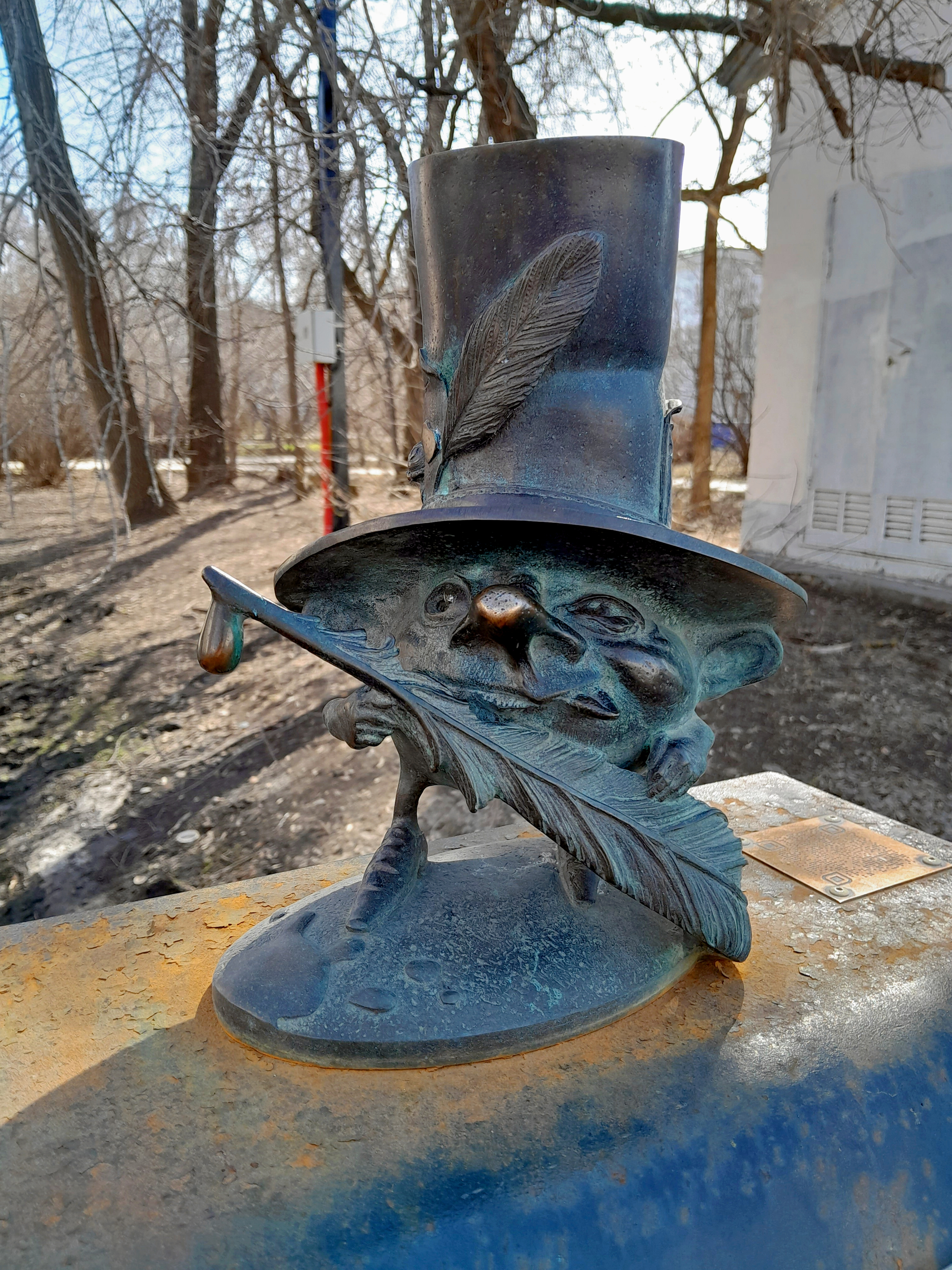
Статуэтка Колобок — поэт.
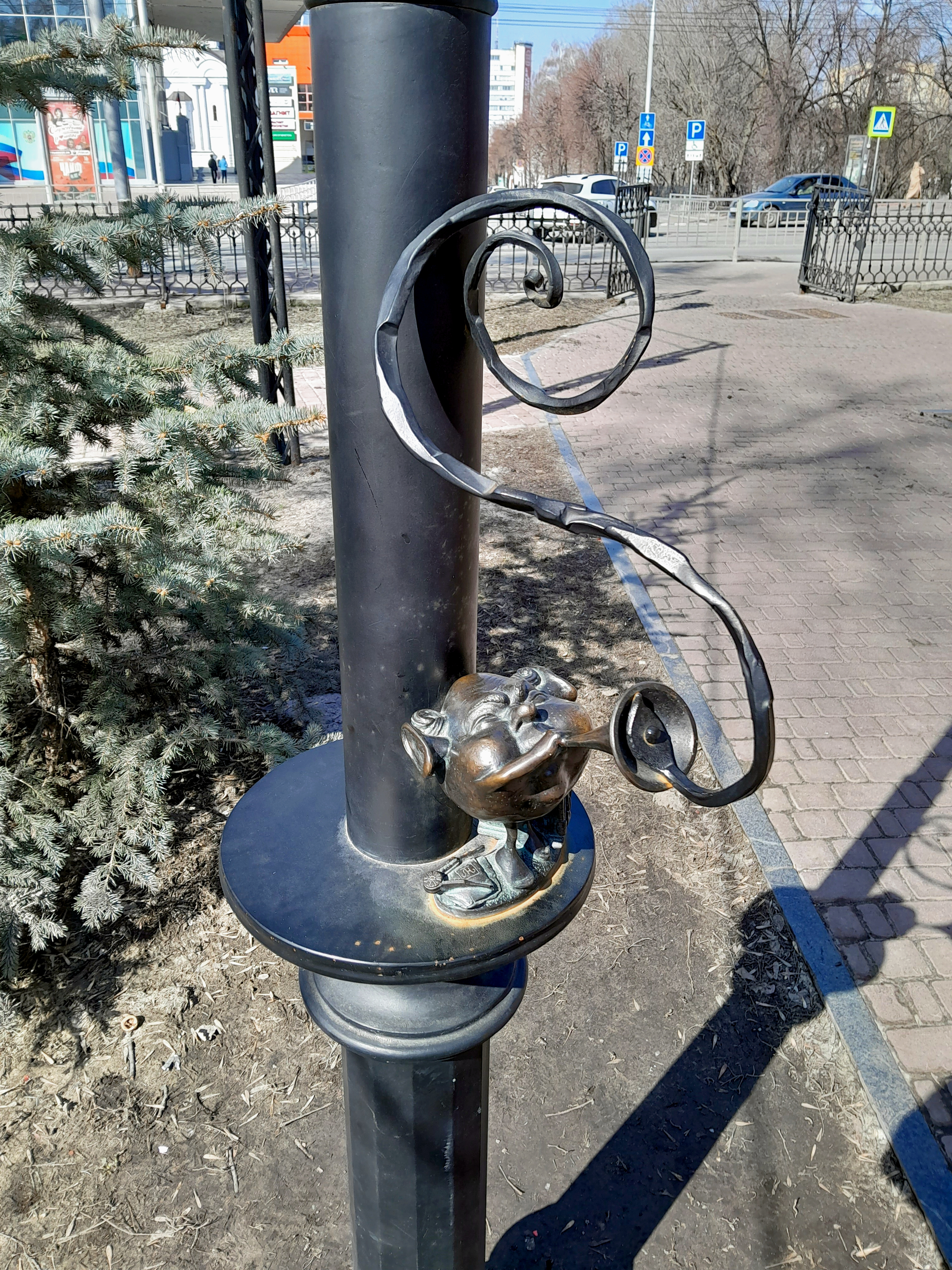
Статуэтка Колобок — историк.

## Памятники Ульяновска вфилателии

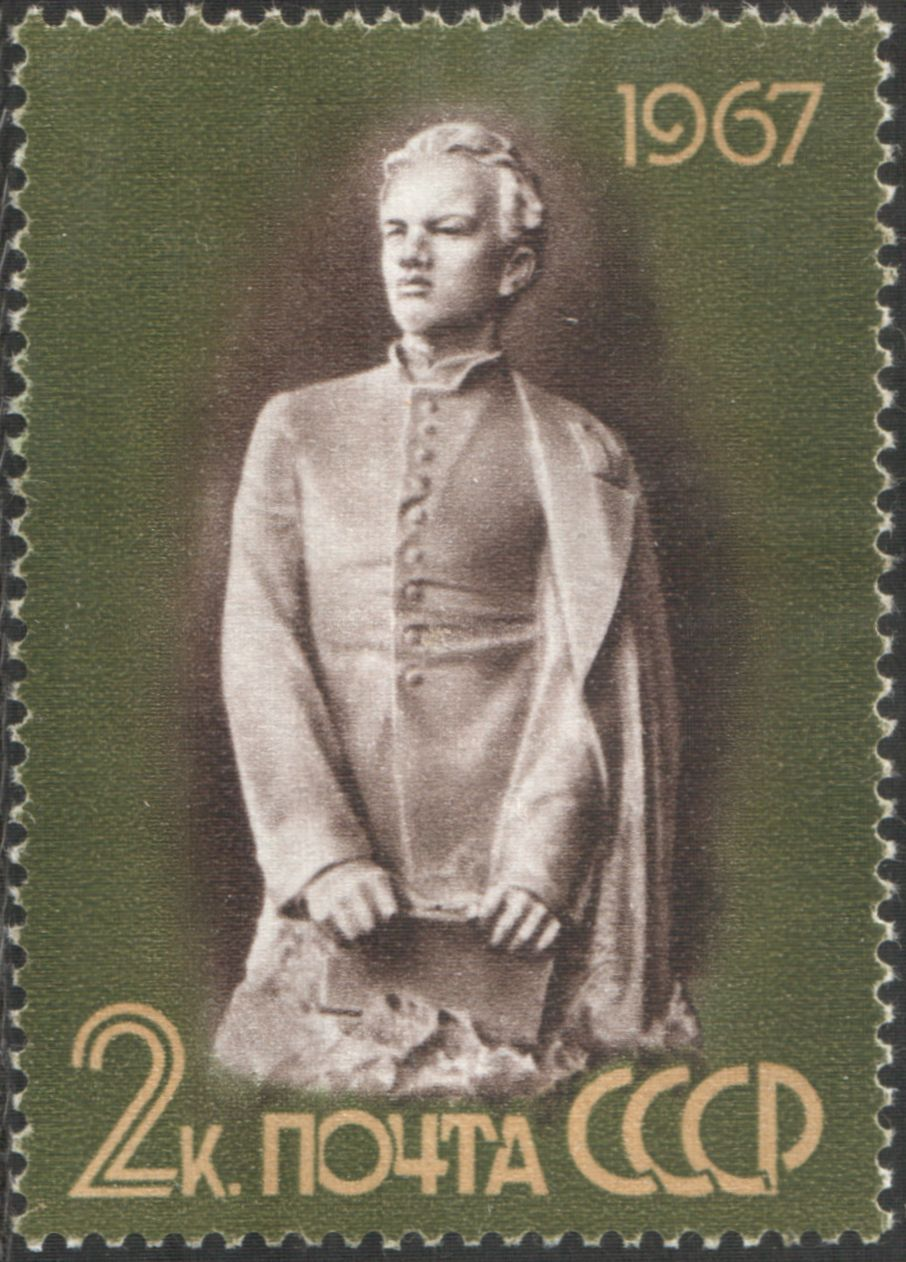
«Ленин-гимназист» (ск. В. Цигаль, 1949)
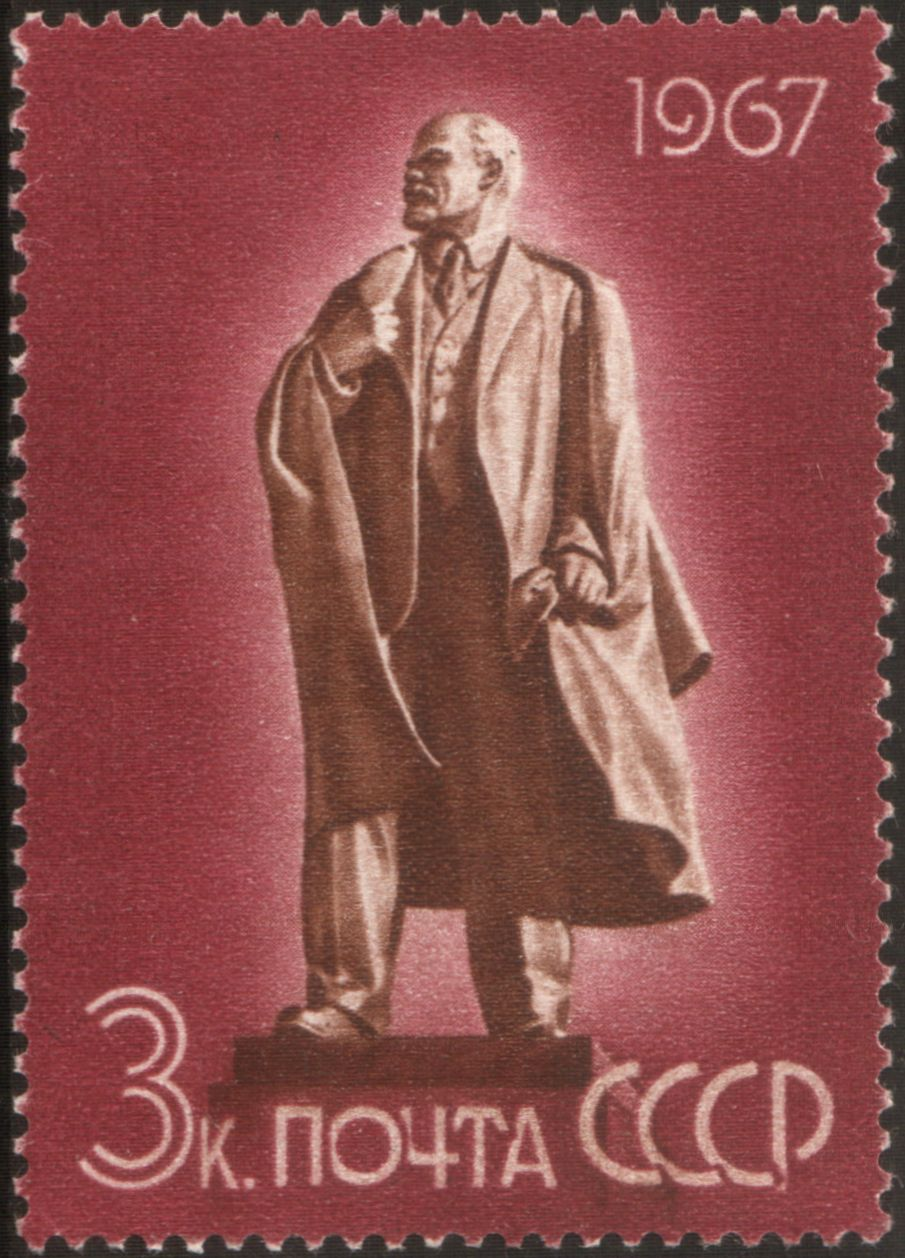
Памятник В. И. Ленину в Ульяновске (ск. М. Манизер, арх. В. Витман)
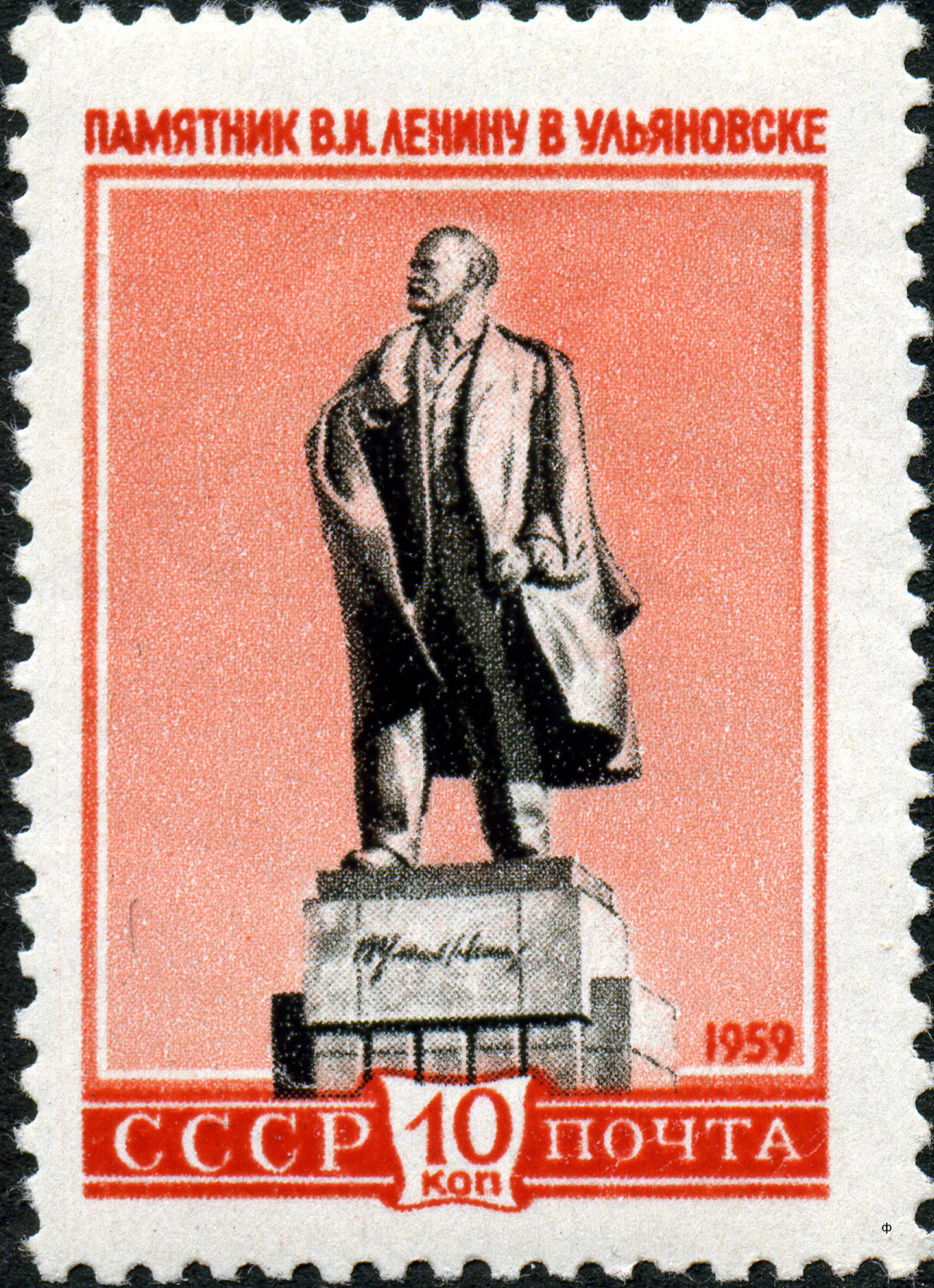
Памятник В. И. Ленину в Ульяновске (ск. М. Манизер, арх. В. Витман). Открыт в 1940 г.
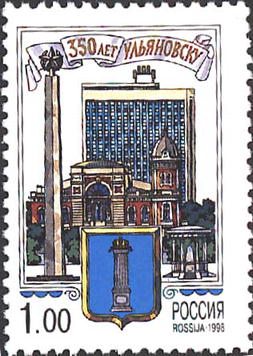
350 лет Ульяновску. Монумент 30-летия Победы, Дом-памятник Гончарову, Мемориальная беседка Гончарову
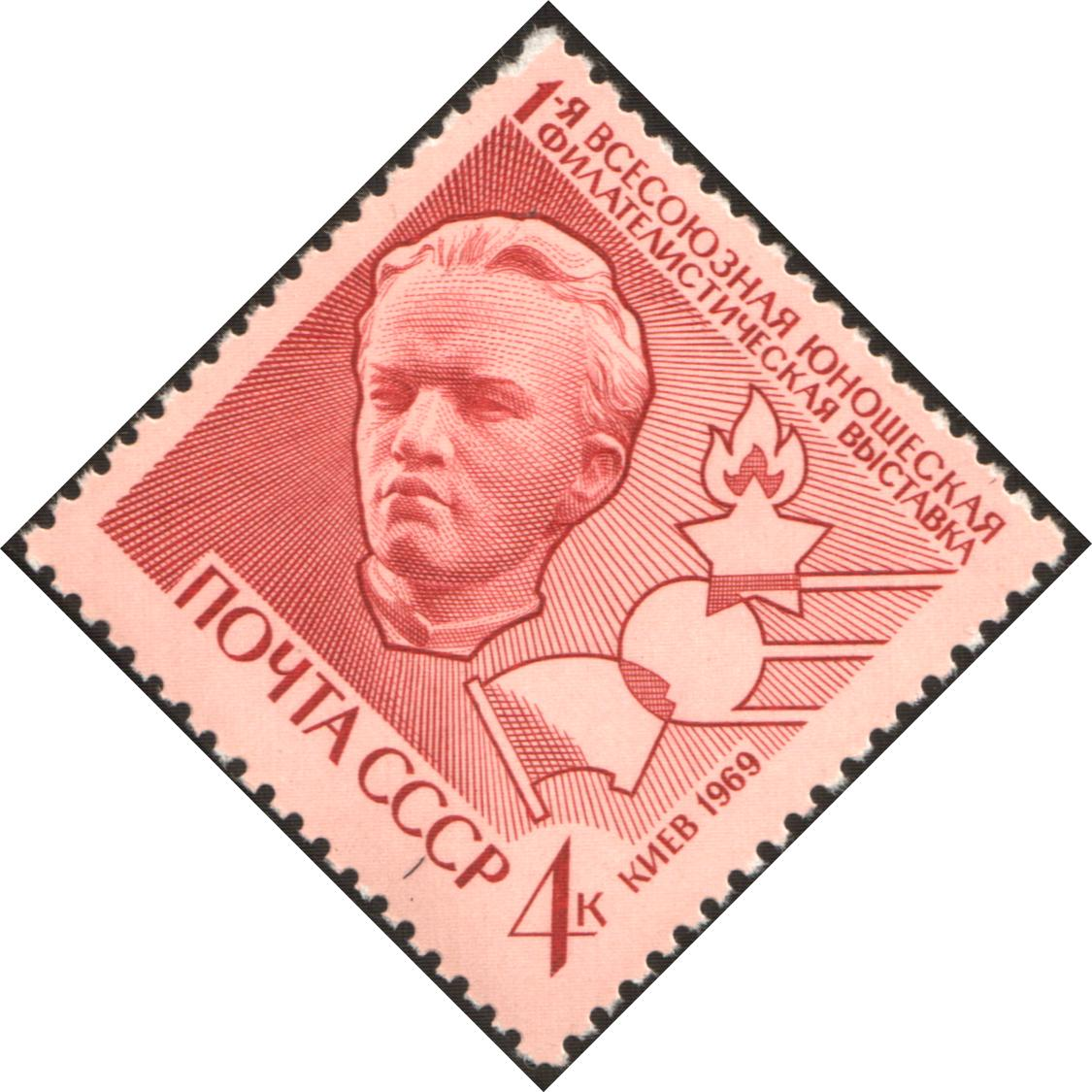
Марка СССР 1969 г. Изображён фрагмент памятника Володя Ульянов-гимназист (Ульяновск)
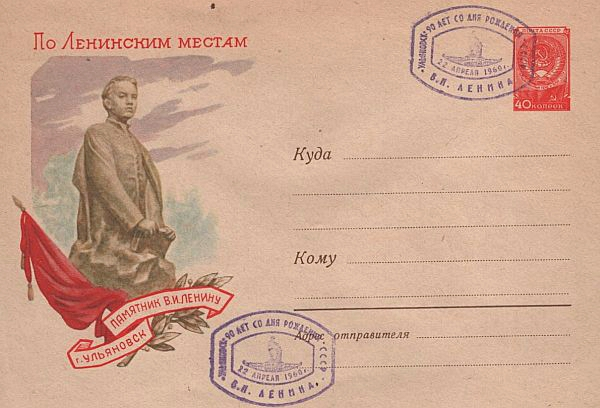
ХМК. По Ленинским местам. Ульяновск. Памятник Ленину- гимназисту (25.02.1960).
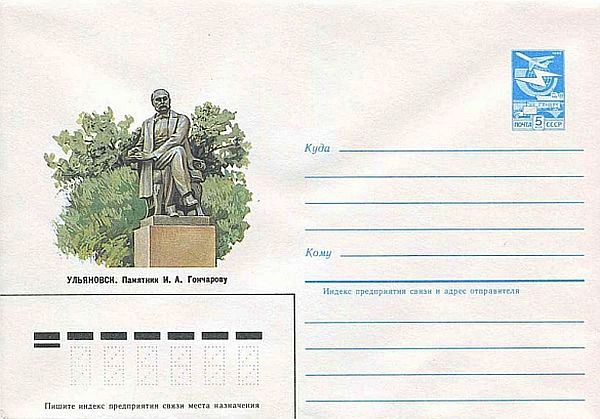
ХМК, 1985 г. Ульяновск. Памятник И. А. Гончарову.
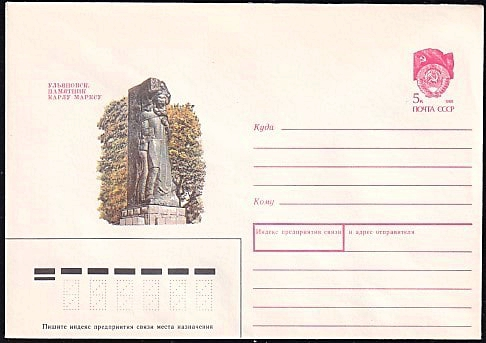
ХМК, 1990 г. Памятник Карлу Марксу.
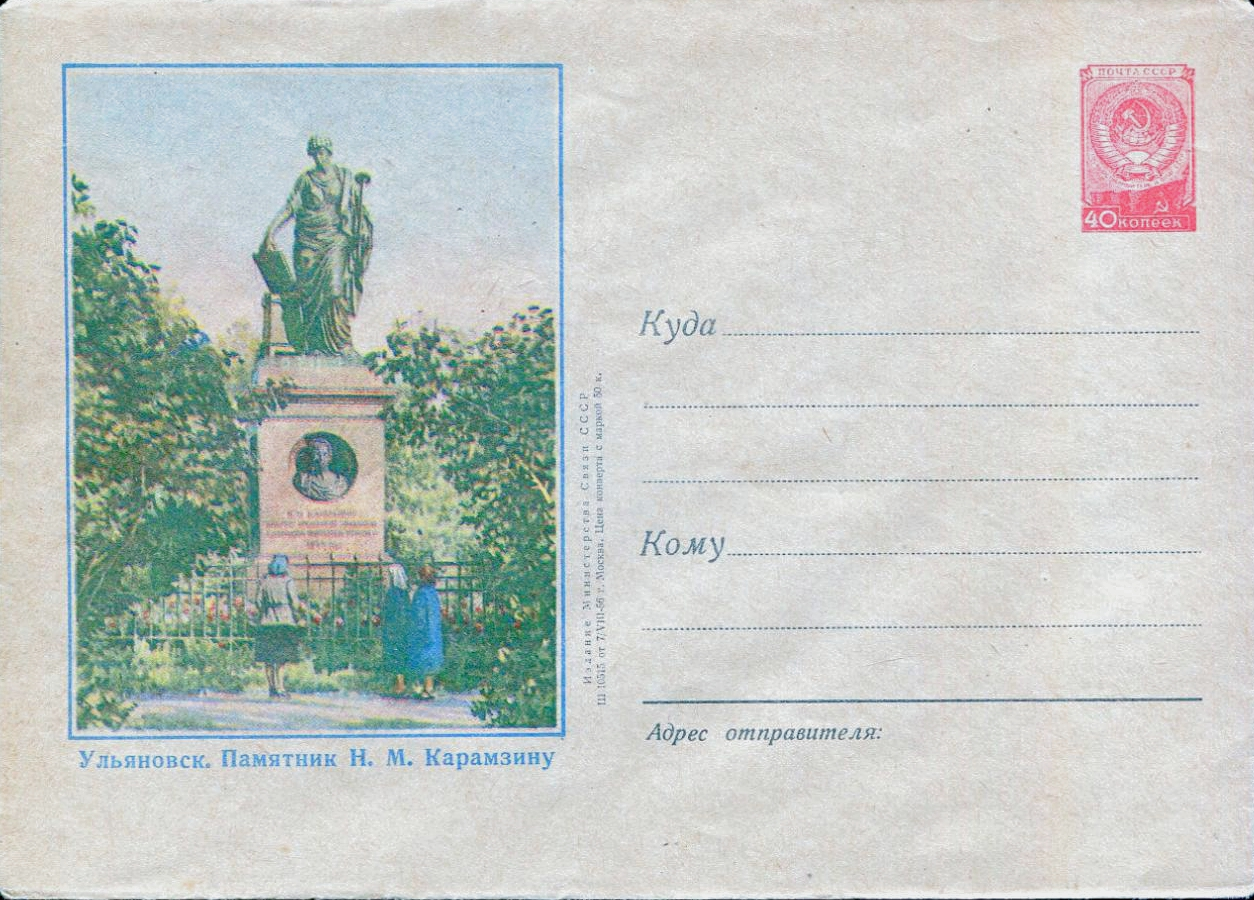
ХМК СССР, 1956 г. Ульяновск. Памятник Н. М. Карамзину.
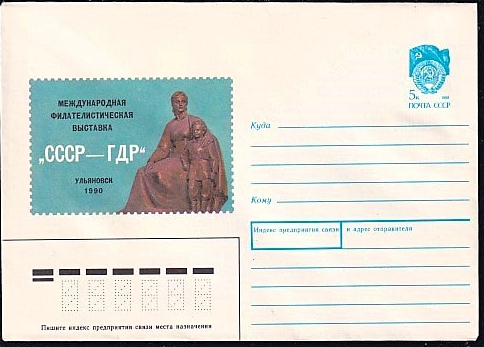
ХМК СССР, 1989 г. Международная филателистическая выставка «СССР—ГДР». Ульяновск. (Скульптура «М. А. Ульянова с сыном Володей»).
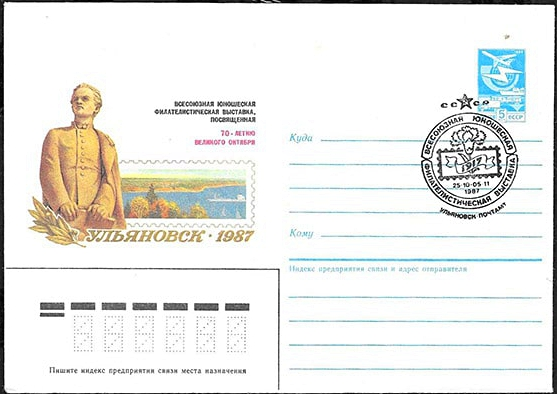
ХМК со спецгашением - Всесоюзная юношеская филвыставка, Ульяновск, 1987.
КПД СССР, 1985 г. — 150 лет со дня рождения М. А. Ульяновой (памятник М. А. Ульяновой с сыном Володей).
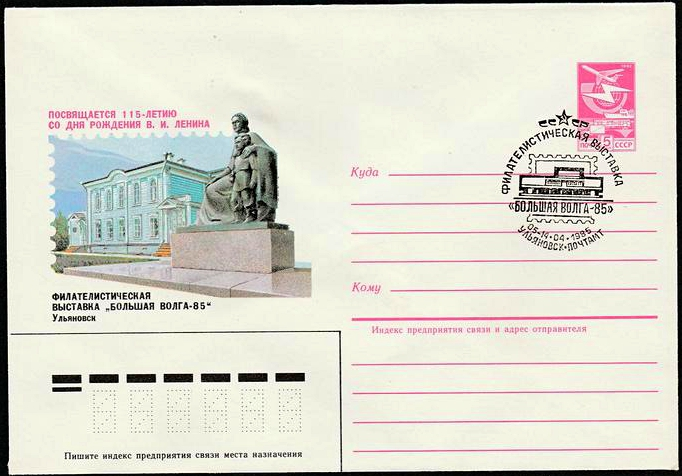
ХМК со спецгашением. Филвыставка "Большая Волга-85". Ульяновск.
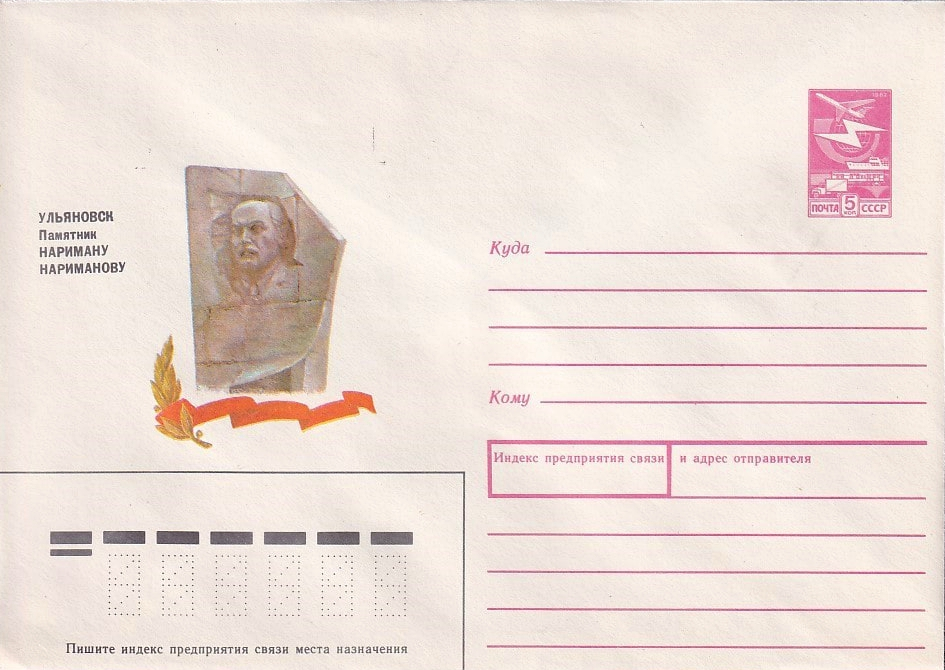
ХМК СССР, 1989. Ульяновск. Памятник Нариману Нариманову.
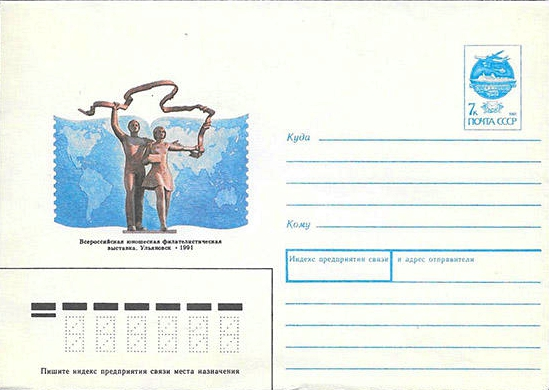
ХМК СССР, 1991. Ульяновск. Юношеская филателистическая выставка. Скульптура «Юность».
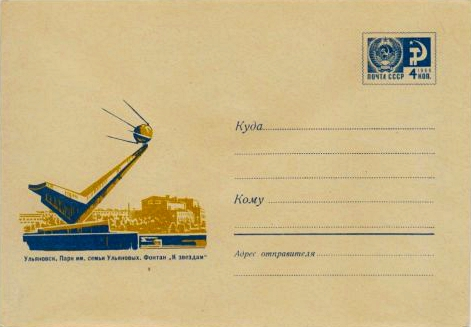
ХМК СССР, 1968. Ульяновск. Парк им. семьи Ульяновых. Фонтан "К звездам" (ныне "Возьми свою высоту").
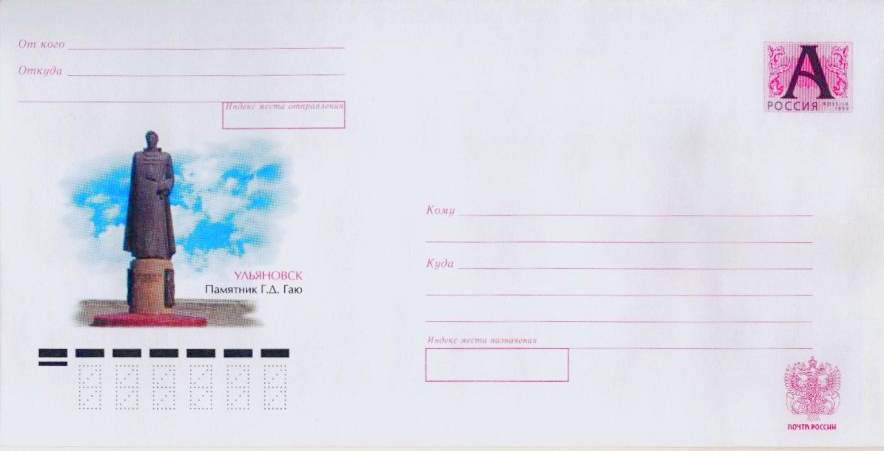
ХМК РФ, 2007. Ульяновск. Памятник Г. Д. Гаю.
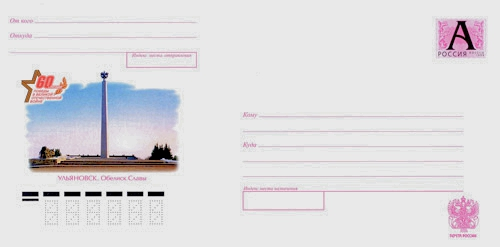
ХМК РФ, 2005 г. «Ульяновск. Обелиск Славы».
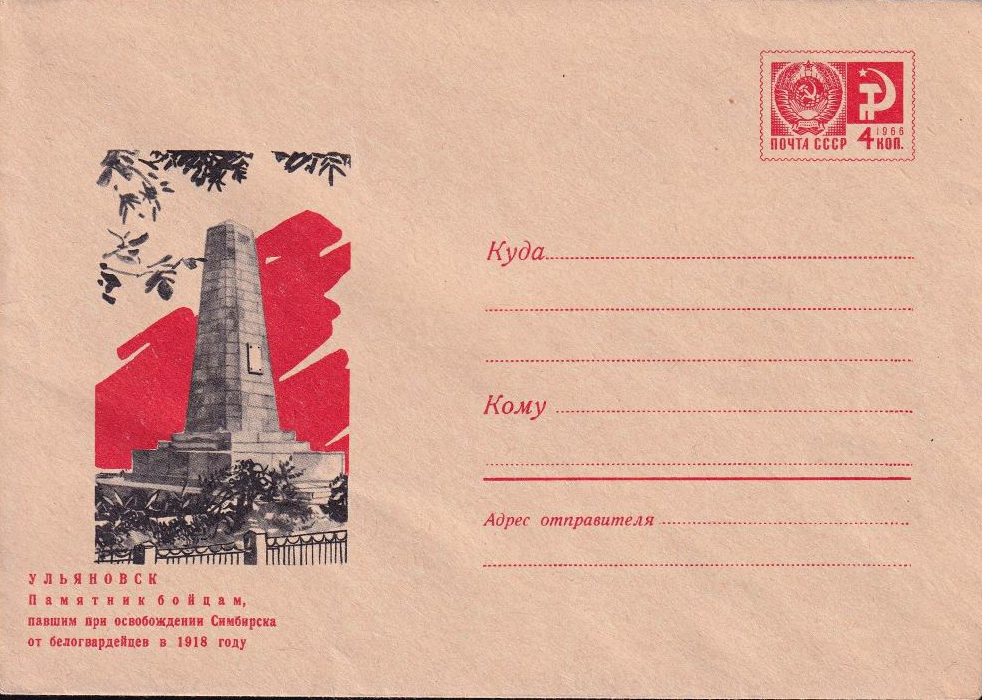
ХМК СССР, 1969. «Ульяновск. Памятник бойцам, павшим при освобождении Симбирска».
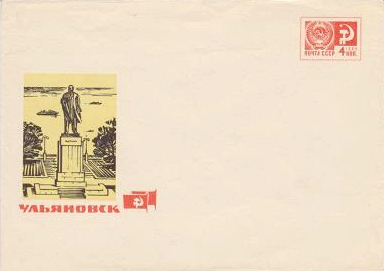
ХМК СССР, 1971. Памятник Ленину.
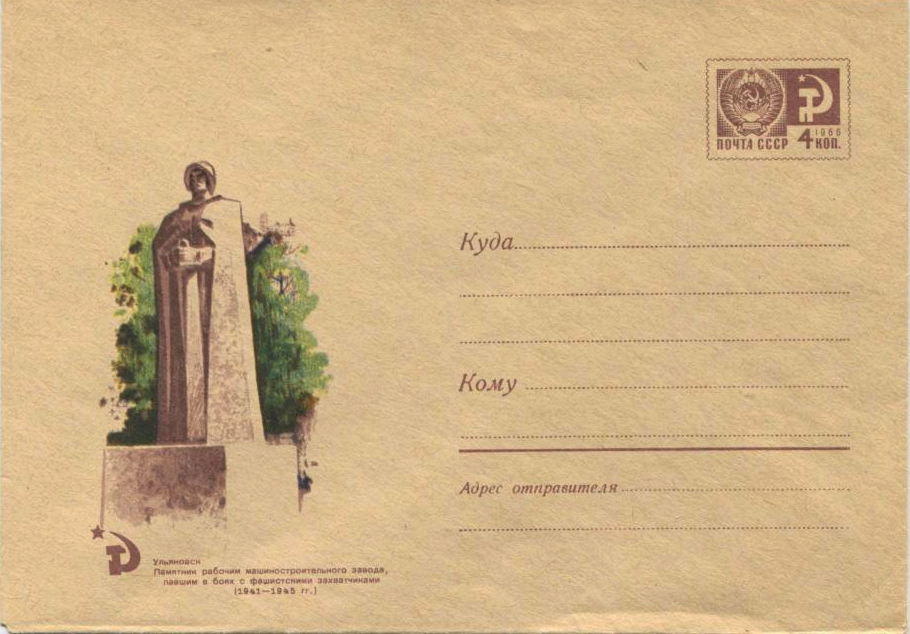
ХМК СССР, 1968. Ульяновск. Памятник рабочим машзавода, павшим в боях с фашистскими захватчиками.
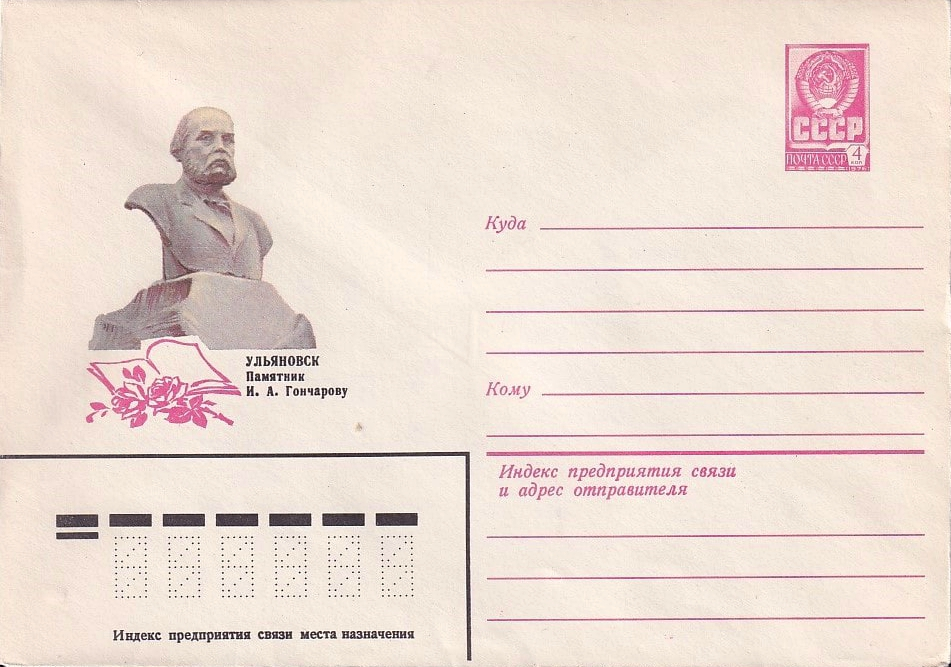
ХМК СССР, 1982 г. Ульяновск. Бюст И. А. Гончарова.
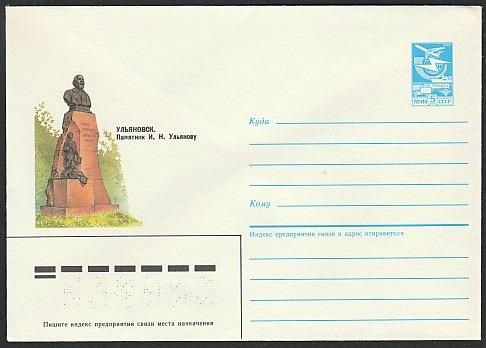
ХМК СССР, 1986. Ульяновск. Памятник И. Н. Ульянову.
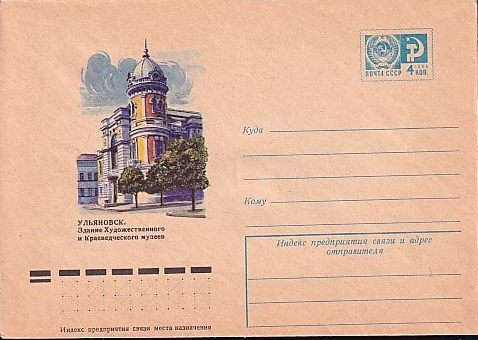
ХМК СССР, 1975 г. Ульяновск. Здание Художественного и Краеведческого музеев.
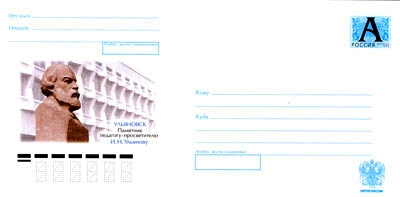
ХМК РФ, 2006. Ульяновск. Памятник педагогу-просветителю И. Н. Ульянову.
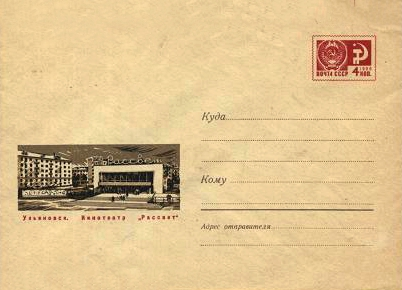
ХМК СССР, 1968. Ульяновск. Кинотеатр «Рассвет» (рядом - барельеф «Революционный путь».

## Памятники вфалеристике, внумизматике

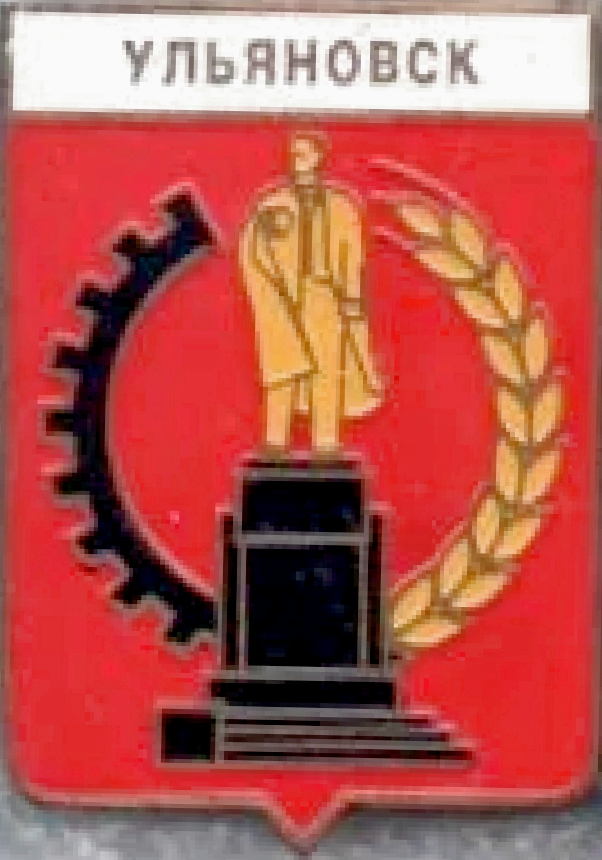
Нагрудный значок "Герб Ульяновска" (обр. 1967), памятник В. И. Ленину.
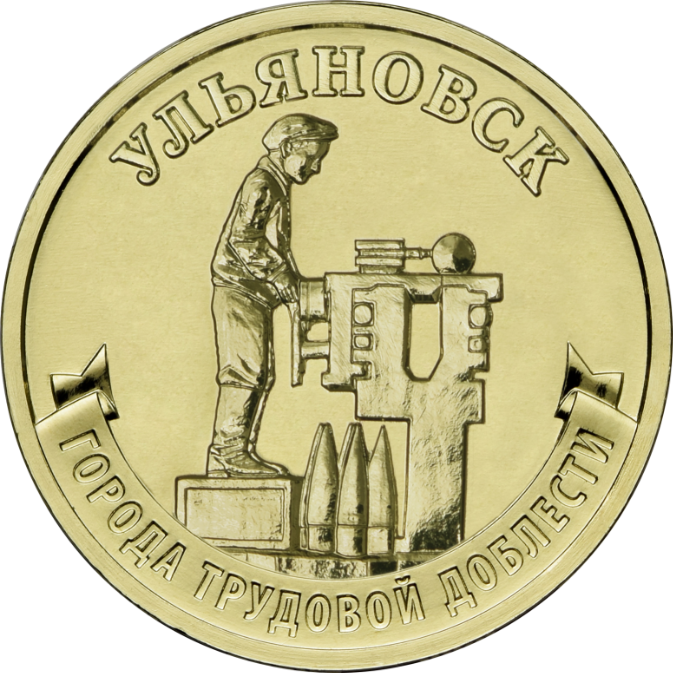
Монета Банка России, 2025. 10 рублей. Города трудовой доблести — Ульяновск.